# 2003 a jogalkotásban
2003-ban az alábbi jogszabályokat alkották meg:

## Magyarország (Forrás:Magyar Közlöny)

### Törvények
- 2003. évi I. törvény a helyi önkormányzatokról szóló 1990. évi LXV. törvény módosításáról
- 2003. évi II. törvény a büntető jogszabályok és a hozzájuk kapcsolódó egyes törvények módosításáról
- 2003. évi III. törvény az elmúlt rendszer titkosszolgálati tevékenységének feltárásáról és az Állambiztonsági Szolgálatok Történeti Levéltára létrehozásáról
- 2003. évi IV. törvény az egyes szociális tárgyú törvények módosításáról
- 2003. évi V. törvény az Európa Tanács keretében Strasbourgban, 1995. január 31-én, az illegális tengeri kereskedelemről szóló, az Egyesült Nemzetek keretében, a kábítószerek és pszichotróp anyagok tiltott forgalmazása elleni Egyezmény 17. Cikkében foglaltak teljesítése érdekében létrejött Megállapodás kihirdetéséről
- 2003. évi VI. törvény a szabadalmi ügyvivőkről szóló 1995. évi XXXII. törvény módosításáról
- 2003. évi VII. törvény a kulturális örökség védelméről szóló 2001. évi LXIV. törvény módosításáról
- 2003. évi VIII. törvény egyes törvények és törvényerejű rendeletek hatályon kívül helyezéséről
- 2003. évi IX. törvény a választási eljárásról szóló 1997. évi C. törvény módosításáról
- 2003. évi X. törvény a Magyar Köztársaság és az Orosz Föderáció között, Budapesten, 2001. január 12-én aláírt Konzuli Egyezmény kihirdetéséről
- 2003. évi XI. törvény az ügyvédekről szóló 1998. évi XI. törvény módosításáról
- 2003. évi XII. törvény az épített környezet alakításáról és védelméről szóló 1997. évi LXXVIII. törvény módosításáról
- 2003. évi XIII. törvény az Országos Magyar Vadászkamaráról szóló 1997. évi XLVI. törvény és a vad védelméről, a vadgazdálkodásról, valamint a vadászatról szóló 1996. évi LV. törvény módosításáról
- 2003. évi XIV. törvény a pártfogókra vonatkozó egyes törvények módosításáról
- 2003. évi XV. törvény a pénzmosás megelőzéséről és megakadályozásáról
- 2003. évi XVI. törvény az agrárpiaci rendtartásról
- 2003. évi XVII. törvény a fegyveres szervek hivatásos állományú tagjainak szolgálati viszonyáról szóló 1996. évi XLIII. törvény, valamint a Magyar Honvédség hivatásos és szerződéses állományú katonáinak jogállásáról szóló 2001. évi XCV. törvény módosításáról
- 2003. évi XVIII. törvény egyes adótörvények módosításáról
- 2003. évi XIX. törvény a közúti közlekedési nyilvántartásról szóló 1999. évi LXXXIV. törvény, a bűnügyi nyilvántartásról és a hatósági erkölcsi bizonyítványról szóló 1999. évi LXXXV. törvény, az Európai Unió bűnüldözési információs rendszere és a Nemzetközi Bűnügyi Rendőrség Szervezete keretében megvalósuló együttműködésről és információcseréről szóló 1999. évi LIV. törvény módosításáról
- 2003. évi XX. törvény a munka törvénykönyvéről szóló 1992. évi XXII. törvény, valamint az ezzel összefüggő törvények jogharmonizációs célú módosításáról
- 2003. évi XXI. törvény az európai üzemi tanács létrehozásáról, illetve a munkavállalók tájékoztatását és a velük való konzultációt szolgáló eljárás kialakításáról
- 2003. évi XXII. törvény a Magyar Köztársaság Kormánya és a Szerbia és Montenegró Kormánya között a két állam területén jogellenesen tartózkodó személyek átadásáról és visszafogadásáról szóló, Belgrádban, 2001. november 7-én aláírt Egyezmény kihirdetéséről
- 2003. évi XXIII. törvény a fizetési, illetve értékpapír-elszámolási rendszerekben történő teljesítés véglegességéről
- 2003. évi XXIV. törvény a közpénzek felhasználásával, a köztulajdon használatának nyilvánosságával, átláthatóbbá tételével és ellenőrzésének bővítésével összefüggő egyes törvények módosításáról
- 2003. évi XXV. törvény a Magyar Köztársaság és a Jugoszláv Szövetségi Köztársaság között a kettős adóztatás elkerüléséről a jövedelem- és a vagyonadók területén Budapesten, 2001. június 20-án aláírt Egyezmény kihirdetéséről
- 2003. évi XXVI. törvény	az Országos Területrendezési Tervről
- 2003. évi XXVII. törvény a Magyar Köztársaság minisztériumainak felsorolásáról szóló 2002. évi XI. törvény módosításáról
- 2003. évi XXVIII. törvény a Magyar Fejlesztési Bank Részvénytársaságról szóló 2001. évi XX. törvény módosításáról
- 2003. évi XXIX. törvény	a szakképzésről szóló 1993. évi LXXVI. törvény módosításáról
- 2003. évi XXX. törvény a Polgári perrendtartásról szóló 1952. évi III. törvény, a nemzetközi magánjogról szóló 1979. évi 13. törvényerejű rendelet és a büntetőeljárásról szóló 1998. évi XIX. törvény módosításáról
- 2003. évi XXXI. törvény a tisztességtelen piaci magatartás és a versenykorlátozás tilalmáról szóló 1996. évi LVII. törvény módosításáról
- 2003. évi XXXII. törvény a Washingtonban, 1973. március 3. napján elfogadott, a veszélyeztetett vadon élő állat- és növényfajok nemzetközi kereskedelméről szóló egyezmény kihirdetéséről
- 2003. évi XXXIII. törvény az afrikai-eurázsiai vándorló vízimadarak védelméről szóló, Hágában, 1995. június 16-án aláírt nemzetközi megállapodás kihirdetéséről
- 2003. évi XXXIV. törvény az áruknak TIR-igazolvánnyal történő nemzetközi fuvarozására vonatkozó, Genfben, 1975. november 14-én kelt vámegyezmény és módosításai egységes szerkezetben történő kihirdetéséről
- 2003. évi XXXV. törvény	a Magyar Köztársaság Kormánya és a Horvát Köztársaság Kormánya között az államaik területén jogellenesen tartózkodó személyek visszafogadásáról szóló, Zágrábban, 2001. november 15. napján aláírt Egyezmény kihirdetéséről
- 2003. évi XXXVI. törvény a Magyar Köztársaság Kormánya és az Üzbég Köztársaság Kormánya között a beruházások ösztönzéséről és kölcsönös védelméről Budapesten, 2002. október 28-án aláírt Megállapodás kihirdetéséről
- 2003. évi XXXVII. törvény az államháztartásról szóló 1992. évi XXXVIII. törvény, valamint a Magyar Államkincstár Részvénytársaságra és az Államháztartási Hivatalra vonatkozó egyéb törvényi rendelkezések módosításáról
- 2003. évi XXXVIII. törvény a felsőoktatásról szóló 1993. évi LXXX. törvény módosításáról
- 2003. évi XXXIX. törvény a hitelintézetekről és a pénzügyi vállalkozásokról szóló 1996. évi CXII. törvény módosításáról
- 2003. évi XL. törvény a tőkepiacról szóló 2001. évi CXX. törvény módosításáról
- 2003. évi XLI. törvény az illetékekről szóló 1990. évi XCIII. törvény módosításáról
- 2003. évi XLII. törvény' a földgázellátásról
- 2003. évi XLIII. törvény az egészségügyi szolgáltatókról és az egészségügyi közszolgáltatások szervezéséről
- 2003. évi XLIV. törvény az egészségügyi közszolgáltatások nyújtásáról, valamint az orvosi tevékenység végzésének formáiról szóló 2001. évi CVII. törvény hatályon kívül helyezéséről
- 2003. évi XLV. törvény a köztisztviselők jogállásáról szóló 1992. évi XXIII. törvény, a fegyveres szervek hivatásos állományú tagjainak szolgálati viszonyáról szóló 1996. évi XLIII. törvény, a Magyar Honvédség hivatásos és szerződéses állományú katonáinak jogállásáról szóló 2001. évi XCV. törvény, valamint egyéb törvények módosításáról
- 2003. évi XLVI. törvény	a pártok működéséről és gazdálkodásáról szóló 1989. évi XXXIII. törvény módosításáról
- 2003. évi XLVII. törvény a pártok működését segítő tudományos, ismeretterjesztő, kutatási, oktatási tevékenységet végző alapítványokról
- 2003. évi XLVIII. törvény a személyes adatok védelméről és a közérdekű adatok nyilvánosságáról szóló 1992. évi LXIII. törvény módosításáról
- 2003. évi XLIX. törvény az európai gazdasági egyesülésről, valamint a gazdasági társaságokról szóló 1997. évi CXLIV. törvény és a cégnyilvántartásról, a cégnyilvánosságról és a bírósági cégeljárásról szóló 1997. évi CXLV. törvény jogharmonizációs célú módosításáról
- 2003. évi L. törvény a Nemzeti Civil Alapprogramról
- 2003. évi LI. törvény a természet védelméről szóló 1996. évi LIII. törvény módosításáról
- 2003. évi LII. törvény a növényfajták állami elismeréséről, valamint a szaporítóanyagok előállításáról és forgalomba hozataláról
- 2003. évi LIII. törvény az államtitokról és a szolgálati titokról szóló 1995. évi LXV. törvény, valamint azzal összefüggésben más törvények módosításáról
- 2003. évi LIV. törvény a külföldi székhelyű vállalkozások magyarországi fióktelepeiről és kereskedelmi képviseleteiről szóló 1997. évi CXXXII. törvény, valamint a külföldiek magyarországi befektetéseiről szóló 1988. évi XXIV. törvény módosításáról
- 2003. évi LV. törvény a budapesti 4-es – Budapest Kelenföldi pályaudvar-Bosnyák tér közötti – metróvonal első szakasza megépítésének állami támogatásáról
- 2003. évi LVI. törvény a magyar állampolgárságról szóló 1993. évi LV. törvény módosításáról
- 2003. évi LVII. törvény a szomszédos államokban élő magyarokról szóló 2001. évi LXII. törvény módosításáról
- 2003. évi LVIII. törvény a Wesselényi Miklós Ár- és Belvízvédelmi Kártalanítási Alapról
- 2003. évi LIX. törvény a helyi önkormányzatok és a szociális feladatokat ellátó nem állami fenntartók 2003. évi új címzett támogatásáról, valamint az egyes címzett támogatással folyamatban lévő beruházások eredeti döntéseinek módosításáról
- 2003. évi LX. törvény a biztosítókról és a biztosítási tevékenységről
- 2003. évi LXI. törvény a közoktatásról szóló 1993. évi LXXIX. törvény módosításáról
- 2003. évi LXII. törvény a gyermekgondozási segély melletti jövedelempótlék adó- és köztehermentességéről
- 2003. évi LXIII. törvény az Európa Tanács keretében, Strasbourgban, 1985. augusztus 19-én létrejött, a sporteseményeken, különösen a labdarúgó mérkőzéseken megnyilvánuló nézői erőszakról és nem megfelelő viselkedésről szóló Egyezmény kihirdetéséről
- 2003. évi LXIV. törvény	a biztonságos konténerekről szóló 1972. évi nemzetközi egyezmény kihirdetéséről
- 2003. évi LXV. törvény a merülésvonalakról szóló 1966. évi nemzetközi egyezmény és az egyezményre vonatkozó 1988. évi Jegyzőkönyv egységes szerkezetbe foglalt szövegének kihirdetéséről
- 2003. évi LXVI. törvény a plasztikus robbanóanyagok megjelöléséről, azok felderítése céljából Montreálban, 1991. március 1. napján létrehozott Egyezmény kihirdetéséről
- 2003. évi LXVII. törvény a Magyar Köztársaság Kormánya és a Görög Köztársaság Kormánya között a természeti és civilizációs katasztrófák és súlyos balesetek megelőzése és azok következményeinek felszámolása érdekében történő együttműködésről és kölcsönös segítségnyújtásról szóló, Budapesten, 2000. szeptember 13-án aláírt Egyezmény kihirdetéséről
- 2003. évi LXVIII. törvény a tengerhajózás biztonsága elleni jogellenes cselekmények visszaszorításáról szóló, az ENSZ Nemzetközi Tengerészeti Szervezete által 1988. március 10-én, Rómában elfogadott Egyezmény, és a kontinentális talapzaton rögzített mesterséges szigetek biztonsága elleni jogellenes cselekmények visszaszorításáról szóló Jegyzőkönyv kihirdetéséről
- 2003. évi LXIX. törvény a Magyar Köztársaság és Kanada között a szociális biztonságról szóló, 2002. március 4-én, Budapesten aláírt Egyezmény kihirdetéséről
- 2003. évi LXX. törvény a Magyar Köztársaság és Kuwait Állam között a kettős adóztatás elkerülésére a jövedelem- és vagyonadók területén a gazdasági kapcsolataik előmozdítására Kuwaitban, 1994. január 17-én aláírt Egyezményt módosító, Kuwaitban, 2001. december 9-én aláírt Jegyzőkönyv kihirdetéséről
- 2003. évi LXXI. törvény a Magyar Köztársaság és a Litván Köztársaság között a beruházások ösztönzéséről és kölcsönös védelméről Budapesten, 1999. május 25-én aláírt Megállapodás kihirdetéséről
- 2003. évi LXXII. törvény a fegyveres szervek hivatásos állományú tagjainak szolgálati viszonyáról szóló 1996. évi XLIII. törvény módosításáról
- 2003. évi LXXIII. törvény a mezőgazdasági és vidékfejlesztési támogatásokhoz és egyéb intézkedésekhez kapcsolódó eljárás egyes kérdéseiről és az ezzel összefüggő törvénymódosításokról
- 2003. évi LXXIV. törvény a Bolgár Köztársaság Közép-európai Szabadkereskedelmi Megállapodáshoz történő csatlakozásáról szóló Megállapodás kihirdetéséről
- 2003. évi LXXV. törvény a Románia Közép-európai Szabadkereskedelmi Megállapodáshoz történő csatlakozásáról szóló Megállapodás kihirdetéséről
- 2003. évi LXXVI. törvény az Országos Rádió és Televízió Testület 2002. évi költségvetésének végrehajtásáról
- 2003. évi LXXVII. törvény egyes agrár tárgyú törvények jogharmonizációs célú módosításáról
- 2003. évi LXXVIII. törvény az Európa Tanács keretében Strasbourgban, 1989. november 16-án létrejött, a tiltott teljesítményfokozó szerek és módszerek használata elleni Egyezmény kihirdetéséről
- 2003. évi LXXIX. törvény a Nemzetközi Tengerészeti Szervezetről szóló 1948. évi egyezménynek az 1993. évi módosításokkal egységes szerkezetbe foglalt szövegének kihirdetéséről
- 2003. évi LXXX. törvény a jogi segítségnyújtásról
- 2003. évi LXXXI. törvény az elektronikus cégeljárásról és a cégiratok elektronikus úton történő megismeréséről
- '2003. évi LXXXII. törvény az élelmiszerekről
- 2003. évi LXXXIII. törvény a Magyar Egészségügyi Szakdolgozói Kamaráról
- 2003. évi LXXXIV. törvény az egészségügyi tevékenység végzésének egyes kérdéseiről
- 2003. évi LXXXV. törvény a számvitelről szóló 2000. évi C. törvény módosításáról
- 2003. évi LXXXVI. törvény a szakképzési hozzájárulásról és a képzés fejlesztésének támogatásáról
- 2003. évi LXXXVII. törvény a fogyasztói árkiegészítésről
- 2003. évi LXXXVIII. törvény az energiaadóról
- 2003. évi LXXXIX. törvény a környezetterhelési díjról
- 2003. évi XC. törvény a Kutatási és Technológiai Innovációs Alapról
- 2003. évi XCI. törvény az adókról, járulékokról és egyéb költségvetési befizetésekről szóló törvények módosításáról
- 2003. évi XCII. törvény az adózás rendjéről
- 2003. évi XCIII. törvény a Magyar Tudomány Ünnepéről
- 2003. évi XCIV. törvény	egyes törvényeknek az Egységes Munkaügyi Nyilvántartás létrehozásával összefüggő módosításáról
- 2003. évi XCV. törvény a Magyar Köztársaság 2001. és 2002. évi költségvetésének 2002. évi végrehajtásáról
- 2003. évi XCVI. törvény a vámjogról, a vámeljárásról, valamint a vámigazgatásról szóló 1995. évi C. törvény módosításáról
- 2003. évi XCVII. törvény az elektronikus kereskedelmi szolgáltatások, valamint az információs társadalommal összefüggő szolgáltatások egyes kérdéseiről szóló 2001. évi CVIII. törvény módosításáról
- 2003. évi XCVIII. törvény a Magyar Köztársaság és a Lengyel Köztársaság között a katasztrófák és más súlyos balesetek megelőzése és azok következményeinek felszámolása érdekében történő együttműködésről és kölcsönös segítségnyújtásról szóló, Varsóban, 2000. április 6-án aláírt Megállapodás kihirdetéséről
- 2003. évi XCIX. törvény	a közalkalmazottak jogállásáról szóló 1992. évi XXXIII. törvény módosításáról
- 2003. évi C. törvény az elektronikus hírközlésről
- 2003. évi CI. törvény a postáról
- 2003. évi CII. törvény egyes iparjogvédelmi és szerzői jogi törvények módosításáról
- 2003. évi CIII. törvény a határokat átlépő televíziózásról szóló európai egyezményt módosító, Strasbourgban, 1998. szeptember 9-én kelt (október 1-jén elfogadásra megnyitott) Jegyzőkönyv kihirdetéséről
- 2003. évi CIV. törvény a társadalombiztosítás ellátásaira és a magánnyugdíjra jogosultakról, valamint e szolgáltatások fedezetéről szóló 1997. évi LXXX. törvény módosításáról
- 2003. évi CV. törvény az új szövetkezetekről szóló 2000. évi CXLI. törvény módosításáról
- 2003. évi CVI. törvény a felnőttképzésről szóló 2001. évi CI. törvény módosításáról
- 2003. évi CVII. törvény "A sivatagosodás elleni küzdelemről a súlyos aszállyal és/vagy sivatagosodással sújtott országokban, különös tekintettel Afrikára" ENSZ Egyezmény kihirdetéséről
- 2003. évi CVIII. törvény a Párizsi Békeszerződésről szóló 1947. évi XVIII. törvény 27. Cikke 2. pontjában foglaltak végrehajtásáról szóló 1997. évi X. törvény módosításáról
- 2003. évi CIX. törvény a Magyar Köztársaság Alkotmányáról szóló 1949. évi XX. törvény módosításáról [1]
- 2003. évi CX. törvény a regisztrációs adóról [1]
- 2003. évi CXI. törvény a Magyar Honvédség hivatásos és szerződéses állományú katonáinak jogállásáról szóló 2001. évi XCV. törvény módosításáról
- 2003. évi CXII. törvény egyes földművelésügyi ágazati törvények módosításáról
- 2003. évi CXIII. törvény az Európai Parlament tagjainak választásáról
- 2003. évi CXIV. törvény a fővárosi önkormányzat és a kerületi önkormányzatok közötti forrásmegosztásról
- 2003. évi CXV. törvény a Magyar Nemzeti Bankról szóló 2001. évi LVIII. törvény módosításáról
- 2003. évi CXVI. törvény a Magyar Köztársaság 2004. évi költségvetéséről és az államháztartás hároméves kereteiről
- 2003. évi CXVII. törvény az Országos Rádió és Televízió Testület 2004. évi költségvetéséről
- 2003. évi CXVIII. törvény a munka törvénykönyvéről szóló 1992. évi XXII. törvény és egyéb munkajogi tárgyú törvények módosításáról
- 2003. évi CXIX. törvény a Munkavállalói Résztulajdonosi Programról szóló 1992. évi XLIV. törvény módosításáról
- 2003. évi CXX. törvény egyes törvények környezetvédelemmel kapcsolatos rendelkezéseinek módosításáról
- 2003. évi CXXI. törvény	a Magyar Köztársaság Kormánya és a Benelux Államok (a Belga Királyság, a Luxemburgi Nagyhercegség, a Holland Királyság) Kormányai között a jogellenesen tartózkodó személyek visszafogadásáról szóló, Luxemburgban, 2002. január 23. napján aláírt Egyezmény kihirdetéséről
- 2003. évi CXXII. törvény a pénzmosás megelőzéséről és megakadályozásáról szóló 2003. évi XV. törvény módosításáról
- 2003. évi CXXIII. törvény a bírósági végrehajtásról szóló 1994. évi LIII. törvény és egyéb kapcsolódó jogszabályok módosításáról szóló 2000. évi CXXXVI. törvény módosításáról
- 2003. évi CXXIV. törvény Vagyonnyilatkozat-tételi kötelezettségre vonatkozó egyes szabályok módosításáról
- 2003. évi CXXV. törvény az egyenlő bánásmódról és az esélyegyenlőség előmozdításáról
- 2003. évi CXXVI. törvény a közösségi vámjog végrehajtásáról
- 2003. évi CXXVII. törvény a jövedéki adóról és a jövedéki termékek forgalmazásának különös szabályairól
- 2003. évi CXXVIII. törvény a Magyar Köztársaság gyorsforgalmi közúthálózatának közérdekűségéről és fejlesztéséről
- 2003. évi CXXIX. törvény a közbeszerzésekről
- 2003. évi CXXX. törvény	az Európai Unió tagállamaival folytatott bűnügyi együttműködésről
- 2003. évi CXXXI. törvény a gazdasági kamarákról szóló 1999. évi CXXI. törvény módosításáról
- 2003. évi CXXXII. törvény a helyi önkormányzatokról szóló 1990. évi LXV. törvény és a területszervezési eljárásról szóló 1999. évi XLI. törvény módosításáról
- 2003. évi CXXXIII. törvény a társasházakról

### Kormányrendeletek
- 1/2003. (I. 8.) Korm. rendelet a Kormányzati Ellenőrzési Hivatal felügyeletéről, feladat- és hatásköréről szóló 61/1999. (IV. 21.) Korm. rendelet módosításáról
- 2/2003. (I. 8.) Korm. rendelet az államigazgatási és szociális igazgatási felsőoktatás alapképzési szakjainak képesítési követelményeiről szóló 53/2000. (IV. 13.) Korm. rendelet módosításáról
- 3/2003. (I. 8.) Korm. rendelet az egészségügyi felsőoktatás alapképzési szakjainak képesítési követelményeiről szóló 36/1996. (III. 5.) Korm. rendelet módosításáról
- 4/2003. (I. 8.) Korm. rendelet a közgazdasági felsőoktatás alapképzési szakjainak képesítési követelményeiről szóló 4/1996. (I. 18.) Korm. rendelet módosításáról
- 5/2003. (I. 8.) Korm. rendelet az egyetemi szintű informatikus egészségügyi menedzser alapképzési szak képesítési követelményeiről
- 6/2003. (I. 8.) Korm. rendelet az egyes alapképzési szakok képesítési követelményeinek módosításáról
- 7/2003. (I. 14.) Korm. rendelet társadalmi-gazdasági és infrastrukturális szempontból elmaradott, illetve az országos átlagot jelentősen meghaladó munkanélküliséggel sújtott települések jegyzékéről
- 8/2003. (I. 21.) Korm. rendelet a társadalombiztosítási támogatással rendelhető gyógyszerekről és a támogatás összegéről szóló 109/2001. (VI. 21.) Korm. rendelet hatályon kívül helyezéséről
- 9/2003. (I. 25.) Korm. rendelet az Adó- és Pénzügyi Ellenőrzési Hivatal Bűnügyi Igazgatósága megszűnésével összefüggésben egyes kormányrendeletek módosításáról
- 10/2003. (I. 25.) Korm. rendelet az Egyetemes Távközlési Támogatási Alap működésére, felügyeletére és felhasználására vonatkozó részletes szabályokról
- 11/2003. (I. 30.) Korm. rendelet a frekvenciahasználati jogosultság megszerzését szolgáló árverés és pályázat szabályairól
- 12/2003. (I. 30.) Korm. rendelet a zálogtárgyak bírósági végrehajtáson kívüli értékesítésének szabályairól
- 13/2003. (II. 12.) Korm. rendelet a társadalombiztosítási nyugellátásról szóló 1997. évi LXXXI. törvény végrehajtásáról rendelkező 168/1997. (X. 6.) Korm. rendelet módosításáról
- 14/2003. (II. 12.) Korm. rendelet a gyámhatóságokról, valamint a gyermekvédelmi és gyámügyi eljárásról szóló 149/1997. (IX. 10.) Korm. rendelet módosításáról
- 15/2003. (II. 19.) Korm. rendelet a felnőttképzési normatív támogatás részletes szabályairól
- 16/2003. (II. 19.) Korm. rendelet a főiskolai szintű diagnosztikai képalkotó alapképzési szak képesítési követelményeiről
- 17/2003. (II. 19.) Korm. rendelet a honvédelemről szóló 1993. évi CX. törvény végrehajtására kiadott 178/1993. (XII. 27.) Korm. rendelet módosításáról
- 18/2003. (II. 19.) Korm. rendelet a biodízel magyarországi kísérleti forgalmazásának, felhasználásának feltételeiről és állami támogatásának szabályairól
- 19/2003. (II. 19.) Korm. rendelet a felsőoktatási intézmények karainak felsorolásáról szóló 209/1999. (XII. 26.) Korm. rendelet módosításáról
- 20/2003. (II. 20.) Korm. rendelet a Magyar Köztársaság Kormánya és a Japán Kormány között az Országos Széchényi Könyvtár felvevőberendezéssel való ellátása tárgyában történő levélváltás kihirdetéséről
- 21/2003. (II. 25.) Korm. rendelet a súlyos fogyatékosság minősítésének és felülvizsgálatának, valamint a fogyatékossági támogatás folyósításának szabályairól szóló 141/2000. (VIII. 9.) Korm. rendelet, valamint a családok támogatásáról szóló 1998. évi LXXXIV. törvény végrehajtására kiadott 223/1998. (XII. 30.) Korm. rendelet módosításáról
- 22/2003. (II. 25.) Korm. rendelet a SAPARD 2001. évi Éves Pénzügyi Megállapodás kihirdetéséről
- 23/2003. (III. 4.) Korm. rendelet a magyar légtér igénybevételéről szóló 4/1998. (I. 16.) Korm. rendelet módosításáról
- 24/2003. (III. 4.) Korm. rendelet a területfejlesztési célok megvalósítását szolgáló fejezeti kezelésű előirányzatok pályázati rendszerben történő felhasználása összehangolásának rendjéről
- 25/2003. (III. 4.) Korm. rendelet a 2003. évi területfejlesztési célelőirányzat régiók és megyék, valamint a területi kiegyenlítést szolgáló fejlesztési célú támogatások megyék közti felosztásáról
- 26/2003. (III. 4.) Korm. rendelet a területfejlesztési célelőirányzat felhasználásának részletes szabályairól
- 27/2003. (III. 4.) Korm. rendelet a térség- és településfelzárkóztatási célelőirányzat felhasználásának részletes szabályairól
- 28/2003. (III. 11.) Korm. rendelet a Magyar Köztársaság Kormánya és a Jordán Hasemita Királyság Kormánya között a terrorizmus, a tiltott kábítószer-kereskedelem és a szervezett bűnözés elleni harcban történő együttműködésről szóló, Budapesten, 1999. szeptember 20-án aláírt Megállapodás kihirdetéséről
- 29/2003. (III. 18.) Korm. rendelet az agrár- és vidékfejlesztési támogatások igénybevételének általános feltételeiről szóló 290/2002. (XII. 27.) Korm. rendelet módosításáról
- 30/2003. (III. 18.) Korm. rendelet a vízi közlekedés egyes belvízi utakon környezetvédelmi okokból való korlátozásáról és a korlátozás alá eső területeken kiadható üzemeltetési engedélyről
- 31/2003. (III. 27.) Korm. rendelet az élet elvesztéséért járó egyösszegű kárpótlás végrehajtásáról
- 32/2003. (III. 27.) Korm. rendelet az Egészségügyi, Szociális és Családügyi Minisztérium Engedélyezési és Közigazgatási Hivataláról
- 33/2003. (III. 27.) Korm. rendelet a járóbeteg-ellátás keretében rendelt gyógyszerek, gyógyászati segédeszközök és gyógyfürdőellátások árához nyújtott támogatások elszámolásáról és folyósításáról szóló 134/1999. (VIII. 31.) Korm. rendelet módosításáról
- 34/2003. (III. 27.) Korm. rendelet a bírósági ügyintéző által a büntetőügyekben ellátható feladatokról
- 35/2003. (III. 27.) Korm. rendelet a közalkalmazottak jogállásáról szóló 1992. évi XXXIII. törvénynek a központi költségvetési szervként működő kutató- és kutatást kiegészítő intézeteknél és kutatókat foglalkoztató egyes intézményeknél történő végrehajtásáról szóló 49/1993. (III. 26.) Korm. rendelet módosításáról
- 36/2003. (III. 27.) Korm. rendelet a pedagógus-továbbképzésről, a pedagógus-szakvizsgáról, valamint a továbbképzésben részt vevők juttatásairól és kedvezményeiről szóló 277/1997. (XII. 22.) Korm. rendelet módosításáról
- 37/2003. (III. 27.) Korm. rendelet a felsőoktatási intézmények felvételi eljárásainak általános szabályairól szóló 269/2000. (XII. 26.) Korm. rendelet módosításáról
- 38/2003. (III. 27.) Korm. rendelet a diákigazolványról szóló 30/1999. (II. 15.) Korm. rendelet módosításáról
- 39/2003. (III. 27.) Korm. rendelet az idegennyelv-tudást igazoló államilag elismert nyelvvizsgáztatás rendjéről és a nyelvvizsga-bizonyítványokról szóló 71/1998. (IV. 8.) Korm. rendelet módosításáról
- 40/2003. (III. 27.) Korm. rendelet az ózdi martinsalak felhasználásával készült lakóépületek tulajdonosainak kárenyhítéséről
- 41/2003. (III. 27.) Korm. rendelet a Miniszterelnöki Hivatalról szóló 148/2002. (VII. 1.) Korm. rendelet módosításáról
- 42/2003. (III. 27.) Korm. rendelet a távközlési előfizetői szerződésekről szóló 249/2001. (XII. 18.) Korm. rendelet, valamint az egyes távközlő hálózati szerződésekről és azok megkötéséről szóló 251/2001. (XII. 18.) Korm. rendelet módosításáról
- 43/2003. (III. 31.) Korm. rendelet az elmúlt rendszer titkosszolgálati tevékenységének feltárásáról és az Állambiztonsági Szolgálatok Történeti Levéltára létrehozásáról szóló 2003. évi III. törvény végrehajtásáról
- 44/2003. (IV. 3.) Korm. rendelet a Magyar Köztársaság Kormánya, Románia Kormánya, a Szlovák Köztársaság Kormánya és Ukrajna Kormánya között a többnemzetiségű műszaki zászlóalj létrehozásáról szóló, Budapesten, 2002. január 18-án aláírt Megállapodás kihirdetéséről
- 45/2003. (IV. 3.) Korm. rendelet a többnemzetiségű műszaki zászlóalj és a katasztrófavédelemben érintett más állami szervek kölcsönös tájékoztatási, egyeztetési és együttműködési rendjéről
- 46/2003. (IV. 3.) Korm. rendelet a kedvezőtlen besorolású térségekben gazdálkodó mezőgazdasági termelők éven túli hitelterheinek mérsékléséről
- 47/2003. (IV. 3.) Korm. rendelet a legkedvezőtlenebb helyzetű megyék – Bács-Kiskun, Békés, Borsod-Abaúj-Zemplén, Jász-Nagykun-Szolnok, Nógrád, Somogy, Szabolcs-Szatmár-Bereg – felzárkóztatására szolgáló keretek felhasználásáról
- 48/2003. (IV. 3.) Korm. rendelet a Magyar Exporthitel Biztosító Részvénytársaság, valamint a Magyar Export-Import Bank Részvénytársaság tevékenységét szabályozó egyes jogszabályok módosításáról
- 49/2003. (IV. 3.) Korm. rendelet a Zánkai Gyermek és Ifjúsági Centrum, Oktatási és Üdültetési Közhasznú Társaság alapításáról szóló 21/1996. (II. 7.) Korm. rendelet módosításáról
- 50/2003. (IV. 3.) Korm. rendelet a nemesfémtárgyak és termékek vizsgálatáról és hitelesítéséről szóló 49/1998. (III. 27.) Korm. rendelet módosításáról
- 51/2003. (IV. 9.) Korm. rendelet a lakáscélú állami támogatásokról szóló 12/2001. (I. 31.) Korm. rendelet módosításáról
- 52/2003. (IV. 9.) Korm. rendelet az egészségügyi felsőfokú szakirányú szakképzésben részt vevők számára szervezett központi gyakornoki rendszerről szóló 125/1999. (VIII. 6.) Korm. rendelet módosításáról
- 53/2003. (IV. 11.) Korm. rendelet a környezetvédelmi termékdíjmentesség, a termékdíj visszaigénylésének és átvállalásának, valamint a használt gumiabroncs behozatalának feltételeiről
- 54/2003. (IV. 16.) Korm. rendelet az Európai Közösség és a Magyar Köztársaság Kormánya között a Magyar Köztársaságnak a polgári védelmi segítségnyújtási beavatkozásokban megvalósuló, fokozott együttműködés elősegítésére irányuló Közösségi Mechanizmusban történő részvételéről szóló, Brüsszelben, 2002. november 28. napján aláírt Egyetértési Nyilatkozat kihirdetéséről
- 55/2003. (IV. 16.) Korm. rendelet a sportorvoslás szabályairól és a sportegészségügyi hálózatról szóló 154/2001. (IX. 5.) Korm. rendelet módosításáról
- 56/2003. (IV. 16.) Korm. rendelet az állami sportinformációs rendszerről szóló 320/2001. (XII. 29.) Korm. rendelet módosításáról
- 57/2003. (IV. 24.) Korm. rendelet a munkaerő-kölcsönzési és a magán-munkaközvetítői tevékenység nyilvántartásba vételéről és folytatásának feltételeiről szóló 118/2001. (VI. 30.) Korm. rendelet módosításáról
- 58/2003. (IV. 24.) Korm. rendelet a telepengedély alapján gyakorolható ipari és szolgáltató tevékenységekről, valamint a telepengedélyezés rendjéről szóló 80/1999. (VI. 11.) Korm. rendelet módosításáról
- 59/2003. (IV. 24.) Korm. rendelet az egészségügyi szakellátási kapacitásmódosítások szakmai feltételeiről, eljárási rendjének és az új szolgáltatók befogadásának szabályairól szóló 50/2002. (III. 26.) Korm. rendelet módosításáról
- 60/2003. (IV. 24.) Korm. rendelet az önkormányzat által szervezett közcélú foglalkoztatás 2003. évi előirányzatának módosítási rendjéről
- 61/2003. (IV. 25.) Korm. rendelet a nyers gyémánt külkereskedelméről
- 62/2003. (IV. 29.) Korm. rendelet a társadalombiztosítási támogatással rendelhető gyógyászati segédeszközökről és a támogatás összegéről szóló 48/2000. (IV. 13.) Korm. rendelet hatályon kívül helyezéséről
- 63/2003. (V. 7.) Korm. rendelet a bányásznyugdíjról szóló 150/1991. (XII. 4.) Korm. rendelet módosításáról
- 64/2003. (V. 13.) Korm. rendelet a Magyar Köztársaság Kormánya és Ukrajna Kormánya között a magyar-ukrán államhatár szolgálati célú átlépéséhez szükséges okmányok egységesítéséről szóló, Kijevben, 2002. február 6-án aláírt Egyezmény kihirdetéséről
- 65/2003. (V. 15.) Korm. rendelet Magyarországnak az Európai Közösségnek az Európai Kutatási Térség létrehozását és az innovációt előmozdító hatodik kutatási, technológiafejlesztési és demonstrációs keretprogramjához (2002–2006), valamint az Európai Atomenergia-közösségnek (Euratom) az Európai Kutatási Térség létrehozását elősegítő hatodik nukleáris kutatásról és képzési tevékenységekről szóló keretprogramjához (2002–2006) történő társulásáról szóló egyetértési megállapodás kihirdetéséről
- 66/2003. (V. 15.) Korm. rendelet a Magyar Élelmiszer-biztonsági Hivatal létrehozásáról
- 67/2003. (V. 15.) Korm. rendelet a felsőoktatási intézmények képzési és fenntartási normatíva alapján történő finanszírozásáról szóló 120/2000. (VII. 7.) Korm. rendelet módosításáról
- 68/2003. (V. 15.) Korm. rendelet a vállalkozásoknak nyújtott állami támogatások tilalma alóli mentességek egységes rendjéről szóló 163/2001. (IX. 14.) Korm. rendelet módosításáról
- 69/2003. (V. 15.) Korm. rendelet a kiemelt építésügyi igazgatási ügyekben eljáró hatóságok illetékességi területéről, a kijelölési eljárásról, valamint a szakmai feltételekről szóló 220/1997. (XII. 5.) Korm. rendelet módosításáról
- 70/2003. (V. 19.) Korm. rendelet az európai integrációs ügyek koordinációjáért felelős tárca nélküli miniszter feladat- és hatásköréről
- 71/2003. (V. 27.) Korm. rendelet az érettségi vizsga vizsgaszabályzatának kiadásáról szóló 100/1997. (VI. 13.) Korm. rendelet módosításáról
- 72/2003. (V. 28.) Korm. rendelet az Igazságügyi Minisztérium Pártfogó Felügyelői Szolgálat Országos Hivatala létrehozásáról, valamint ehhez kapcsolódóan egyes kormányrendeletek módosításáról
- 73/2003. (V. 28.) Korm. rendelet az Országos Dokumentumellátási Rendszerről
- 74/2003. (V. 28.) Korm. rendelet a környezetvédelmi vezetési és hitelesítési rendszerben (EMAS) részt vevő szervezetek nyilvántartásáról
- 75/2003. (V. 28.) Korm. rendelet az Országos Közoktatási Értékelési és Vizsgaközpontról szóló 105/1999. (VII. 6.) Korm. rendelet módosításáról
- 76/2003. (V. 28.) Korm. rendelet a vízi közlekedés egyes belvízi utakon környezetvédelmi okokból való korlátozásáról és a korlátozás alá eső területeken kiadható üzemeltetési engedélyről szóló 30/2003. (III. 18.) Korm. rendelet módosításáról
- 77/2003. (VI. 2.) Korm. rendelet a Magyar Köztársaság és az Európai Közösség és azok tagállamai közötti Európai Megállapodás végrehajtását szolgáló agrárkereskedelmi kiegészítő jegyzőkönyv kihirdetéséről
- 78/2003. (VI. 4.) Korm. rendelet a Magyar Köztársaság Kormánya és Ukrajna Kormánya között a határforgalom ellenőrzéséről a közúti, vasúti és vízi közlekedésben szóló, Kijevben, 2002. február 6. napján aláírt Egyezmény kihirdetéséről
- 79/2003. (VI. 6.) Korm. rendelet a lakáscélú állami támogatásokról szóló 12/2001. (I. 31.) Korm. rendelet módosításáról
- 80/2003. (VI. 7.) Korm. rendelet az Európai Uniós előcsatlakozási eszközök támogatásai felhasználásának pénzügyi tervezési, lebonyolítási és ellenőrzési rendjéről
- 81/2003. (VI. 7.) Korm. rendelet a Mezőgazdasági és Vidékfejlesztési Hivatalról
- 82/2003. (VI. 7.) Korm. rendelet a külügyminiszter feladat- és hatásköréről szóló 152/1994. (XI. 17.) Korm. rendelet módosításáról
- 83/2003. (VI. 7.) Korm. rendelet a közösségi öko-címke odaítélését ellátó szerv kijelöléséről
- 84/2003. (VI. 19.) Korm. rendelet a Magyar Köztársaság Kormánya és a Litván Köztársaság Kormánya közötti, a terrorizmus, illegális kábítószer-kereskedelem, szervezett bűnözés és más súlyos bűncselekmények elleni fellépésben való együttműködésről szóló, Vilniusban, 1997. március 4-én aláírt Megállapodás kihirdetéséről
- 85/2003. (VI. 20.) Korm. rendelet a Magyar Köztársaság Kormánya és a Bolgár Köztársaság Kormánya között a nemzetközi kombinált árufuvarozásról szóló Egyezmény kihirdetéséről
- 86/2003. (VI. 20.) Korm. rendelet a létesítményi tűzoltóságokra vonatkozó részletes szabályokról szóló 118/1996. (VII. 24.) Korm. rendelet módosításáról
- 87/2003. (VI. 20.) Korm. rendelet a NATO (PfP) SOFA hatálya alá tartozó kártérítési ügyekkel kapcsolatos eljárásról szóló 79/2002. (IV. 13.) Korm. rendelet módosításáról
- 88/2003. (VI. 20.) Korm. rendelet a Termékpálya Bizottságok működésének általános szabályairól és az agrárpiaci rendtartásról szóló 2003. évi XVI. törvény hatálya alá tartozó termékek köréről
- 89/2003. (VI. 25.) Korm. rendelet az államháztartás működési rendjéről szóló 217/1998. (XII. 30.) Korm. rendelet, valamint a Magyar Államkincstár Részvénytársaság és az Államháztartási Hivatal átszervezése miatt szükségessé váló kormányrendeletek módosításáról
- 90/2003. (VI. 26.) Korm. rendelet az életüktől és szabadságuktól politikai okból jogtalanul megfosztottak kárpótlásáról szóló 1992. évi XXXII. törvény végrehajtásáról
- 91/2003. (VII. 1.) Korm. rendelet a pénzügyminiszter feladat- és hatásköréről szóló 140/2002. (VI. 28.) Korm. rendelet módosításáról
- 92/2003. (VII. 1.) Korm. rendelet az idegenforgalom ágazati irányításával összefüggésben egyes jogszabályok módosításáról
- 93/2003. (VII. 2.) Korm. rendelet a Magyar Köztársaság és a Lett Köztársaság között létrejött Szabadkereskedelmi Megállapodás 2. sz. Kiegészítő Jegyzőkönyvének kihirdetéséről
- 94/2003. (VII. 2.) Korm. rendelet az ózonréteget károsító anyagokról
- 95/2003. (VII. 15.) Korm. rendelet az államháztartás működési rendjéről szóló 217/1998. (XII. 30.) Korm. rendelet módosításáról
- 96/2003. (VII. 15.) Korm. rendelet az egészségügyi szolgáltatás gyakorlásának általános feltételeiről, valamint a működési engedélyezési eljárásról
- 97/2003. (VII. 15.) Korm. rendelet az egészségügyi ellátási szerződések pályáztatásával és a pályázatok elbírálásával, valamint a vagyoni biztosítékkal kapcsolatos részletes szabályokról
- 98/2003. (VII. 15.) Korm. rendelet a közreműködői szerződésről és a közreműködő által végzett tevékenységről
- 99/2003. (VII. 15.) Korm. rendelet a fegyveres szervek hivatásos állományú tagjainak szolgálati viszonyáról szóló 1996. évi XLIII. törvény végrehajtásáról szóló 140/1996. (VIII. 31.) Korm. rendelet módosításáról
- 100/2003. (VII. 15.) Korm. rendelet a nukleáris export és import engedélyezéséről szóló 121/1997. (VII. 17.) Korm. rendelet módosításáról
- 101/2003. (VII. 17.) Korm. rendelet a kötelező egészségbiztosítás ellátásairól szóló 1997. évi LXXXIII. törvény végrehajtásáról szóló 217/1997. (XII. 1.) Korm. rendelet módosításáról
- 102/2003. (VII. 17.) Korm. rendelet az egészségügyi szolgáltatások Egészségbiztosítási Alapból történő finanszírozásának részletes szabályairól szóló 43/1999. (III. 3.) Korm. rendelet módosításáról
- 103/2003. (VII. 17.) Korm. rendelet az emberi felhasználásra kerülő gyógyszerek és tápszerek átmeneti árszabályozásáról
- 104/2003. (VII. 18.) Korm. rendelet a köztisztviselők tartós külszolgálatáról
- 105/2003. (VII. 18.) Korm. rendelet az államháztartási szervek és a közvállalkozások közötti pénzügyi kapcsolatok átláthatóságáról, valamint az egyes vállalkozásokon belüli pénzügyi átláthatóságról
- 106/2003. (VII. 18.) Korm. rendelet az olimpiai központokról szóló 153/2001. (IX. 5.) Korm. rendelet módosításáról
- 107/2003. (VII. 18.) Korm. rendelet az esélyegyenlőségi tárca nélküli miniszter feladat- és hatásköréről
- 108/2003. (VII. 22.) Korm. rendelet a felsőoktatási intézmények karainak felsorolásáról szóló 209/1999. (XII. 26.) Korm. rendelet módosításáról
- 109/2003. (VII. 24.) Korm. rendelet a Magyar Köztársaság és a Török Köztársaság közötti Szabadkereskedelmi Megállapodás C Jegyzőkönyvének A és B Mellékleteiben foglalt kedvezményes mezőgazdasági vámkontingensek módosításáról szóló vegyes bizottsági határozat kihirdetéséről
- 110/2003. (VII. 24.) Korm. rendelet a Magyar Műszaki Biztonsági Hivatal szervezetéről, feladat- és hatásköréről
- 111/2003. (VII. 29.) Korm. rendelet a földgázellátásról szóló 2003. évi XLII. törvény egyes rendelkezéseinek végrehajtásáról
- 112/2003. (VII. 29.) Korm. rendelet a feljogosított fogyasztókról
- 113/2003. (VII. 29.) Korm. rendelet az Energiagazdálkodási célelőirányzat kezeléséről és felhasználásáról
- 114/2003. (VII. 29.) Korm. rendelet az Országos Atomenergia Hivatal feladatáról, hatásköréről és bírságolási jogköréről, valamint az Atomenergia Koordinációs Tanács tevékenységéről
- 115/2003. (VII. 29.) Korm. rendelet termőföld állam által életjáradék fizetése ellenében történő megvásárlásáról szóló 255/2002. (XII. 13.) Korm. rendelet módosításáról
- 116/2003. (VII. 30.) Korm. rendelet a Magyar Köztársaság Kormánya és a Lett Köztársaság Kormánya között a vízumkötelezettség kölcsönös megszüntetése tárgyában, Rigában, 1992. augusztus 7. napján aláírt Megállapodás módosításáról szóló, jegyzékváltás útján létrejött Megállapodás kihirdetéséről
- 117/2003. (VII. 30.) Korm. rendelet az egyes szabálysértésekről szóló 218/1999. (XII. 28.) Korm. rendelet módosításáról
- 118/2003. (VIII. 8.) Korm. rendelet a szilárd ásványi nyersanyagok és a geotermikus energia fajlagos értékének, illetve az érték számítására vonatkozó szabályoknak a megállapításáról
- 119/2003. (VIII. 14.) Korm. rendelet az általános gyermek- és ifjúsági baleset-biztosításról
- 120/2003. (VIII. 14.) Korm. rendelet a járóbeteg-ellátás keretében rendelt gyógyszerek, gyógyászati segédeszközök és gyógyfürdőellátások árához nyújtott támogatások elszámolásáról és folyósításáról szóló 134/1999. (VIII. 31.) Korm. rendelet módosításáról
- 121/2003. (VIII. 14.) Korm. rendelet az emberi felhasználásra kerülő gyógyszerek és tápszerek átmeneti árszabályozására vonatkozó rendelkezések módosításáról
- 122/2003. (VIII. 15.) Korm. rendelet a Magyar Köztársaság Kormánya és a Chilei Köztársaság Kormánya között az állategészségügy területén való együttműködésről szóló megállapodás kihirdetéséről
- 123/2003. (VIII. 15.) Korm. rendelet a Magyar Köztársaság Kormánya és a Chilei Köztársaság Kormánya között a növényvédelmi karantén és a növényvédelem területén való együttműködésről szóló megállapodás kihirdetéséről
- 124/2003. (VIII. 15.) Korm. rendelet az Európai Unió által nyújtott egyes pénzügyi támogatások felhasználásával megvalósuló programok monitoring rendszerének kialakításáról
- 125/2003. (VIII. 15.) Korm. rendelet a számhordozhatóság alkalmazásának szabályairól
- 126/2003. (VIII. 15.) Korm. rendelet a hulladékgazdálkodási tervek részletes tartalmi követelményeiről
- 127/2003. (VIII. 15.) Korm. rendelet a hallgatói hitelrendszerről és a Diákhitel Központról szóló 119/2001. (VI. 30.) Korm. rendelet módosításáról
- 128/2003. (VIII. 19.) Korm. rendelet a magyar állampolgárságról szóló 1993. évi LV. törvény végrehajtásáról szóló 125/1993. (IX. 22.) Korm. rendelet módosításáról
- 129/2003. (VIII. 22.) Korm. rendelet az Észak-atlanti Szerződés Szervezete Biztonsági Beruházási Programja keretében kiírásra kerülő pályázatokon való részvételi jogosultság feltételeiről, a jogosultság megszerzésével kapcsolatos eljárás szabályairól és az eljáró szervezetről szóló 164/2002. (VIII. 2.) Korm. rendelet módosításáról
- 130/2003. (VIII. 22.) Korm. rendelet a kötelező egészségbiztosítás ellátásairól szóló 1997. évi LXXXIII. törvény végrehajtásáról szóló 217/1997. (XII. 1.) Korm. rendelet módosításáról
- 131/2003. (VIII. 22.) Korm. rendelet a nemzetgazdaság védelmi felkészítése és mozgósítása feladatai végrehajtásának szabályozásáról
- 132/2003. (VIII. 22.) Korm. rendelet az egyes kutatás-fejlesztési tárgyú jogszabályok módosításáról
- 133/2003. (VIII. 22.) Korm. rendelet a Gazdaságbiztonsági Tartalékról szóló 84/1994. (V. 27.) Korm. rendelet módosításáról
- 134/2003. (VIII. 27.) Korm. rendelet az emberi felhasználásra kerülő gyógyszerek és tápszerek árának és társadalombiztosítási támogatásának átmeneti szabályait érintő egyes jogszabályok módosításáról
- 135/2003. (VIII. 29.) Korm. rendelet az Országos Lakás- és Építésügyi Hivatalról
- 136/2003. (IX. 4.) Korm. rendelet a rekreációs szabadságról
- 137/2003. (IX. 4.) Korm. rendelet az Országos Vízügyi Főigazgatóság, valamint a vízügyi igazgatóságok feladat- és hatásköréről szóló 234/1996. (XII. 26.) Korm. rendelet módosításáról
- 138/2003. (IX. 4.) Korm. rendelet az áruk, szolgáltatások és anyagi értéket képviselő jogok kiviteléről, illetve behozataláról szóló 112/1990. (XII. 23.) Korm. rendelet módosításáról
- 139/2003. (IX. 4.) Korm. rendelet az Európai Közigazgatási Képzési Ösztöndíj megalapításáról szóló 92/1998. (V. 8.) Korm. rendelet módosításáról
- 140/2003. (IX. 4.) Korm. rendelet az olimpiai járadékról szóló 35/2001. (III. 5.) Korm. rendelet módosításáról
- 141/2003. (IX. 9.) Korm. rendelet az Európai Unió Közös Agrárpolitikája magyarországi végrehajtásában, illetve a nemzeti agrártámogatási rendszerben érintett ügyfelekkel összefüggő ügyfélregiszter létrehozásáról és az ezzel kapcsolatos nyilvántartásba vételről
- 142/2003. (IX. 9.) Korm. rendelet a Vasutak Együttműködési Szervezete (OSZZSD) 2002. június 11–14. között, Vilniusban (Litvánia) megrendezésre került Miniszteri Értekezlet XXX. ülésszakán elfogadott Alapszabályának kihirdetéséről
- 143/2003. (IX. 9.) Korm. rendelet a közalkalmazottakról szóló 1992. évi XXXIII. törvény végrehajtásáról a közoktatási intézményekben tárgyú 138/1992. (X. 8.) Korm. rendelet módosításáról
- 144/2003. (IX. 9.) Korm. rendelet a mezőgazdasági termékek és élelmiszerek ökológiai követelmények szerinti előállításáról, forgalmazásáról és jelöléséről szóló 140/1999. (IX. 3.) Korm. rendelet módosításáról
- 145/2003. (IX. 9.) Korm. rendelet egyes kormányrendeletek módosításáról
- 146/2003. (IX. 19.) Korm. rendelet a társadalombiztosítási támogatással rendelhető gyógyfürdőellátások támogatásáról szóló 113/2000. (VI. 29.) Korm. rendelet hatályon kívül helyezéséről
- 147/2003. (IX. 22.) Korm. rendelet az agrár- és vidékfejlesztési támogatások igénybevételének általános feltételeiről szóló 290/2002. (XII. 27.) Korm. rendelet módosításáról
- 148/2003. (IX. 22.) Korm. rendelet a géntechnológiai bírság megállapításáról
- 149/2003. (IX. 22.) Korm. rendelet a mezőgazdasági termelők éven belüli lejáratú hiteleinek adósságrendezési programjáról szóló 215/2002. (X. 17.) Korm. rendelet módosításáról
- 150/2003. (IX. 22.) Korm. rendelet a magánszálláshelyek idegenforgalmi célú hasznosításáról szóló 110/1997. (VI. 25.) Korm. rendelet módosításáról
- 151/2003. (IX. 22.) Korm. rendelet az egyes tartós fogyasztási cikkekre vonatkozó kötelező jótállásról
- 152/2003. (IX. 23.) Korm. rendelet a gyermekgondozási segély melletti jövedelempótlék kifizetésének rendjéről
- 153/2003. (IX. 30.) Korm. rendelet a Magyar Köztársaság Kormánya és az Andorrai Hercegség Kormánya között a vízumkötelezettség kölcsönös megszüntetéséről szóló Megállapodás kihirdetéséről
- 154/2003. (X. 1.) Korm. rendelet a hadigondozásról szóló 1994. évi XLV. törvény végrehajtásáról rendelkező 113/1994. (VIII. 31.) Korm. rendelet módosításáról
- 155/2003. (X. 1.) Korm. rendelet a polgári célú pirotechnikai tevékenységek felügyeletéről
- 156/2003. (X. 1.) Korm. rendelet az informatikai és hírközlési miniszter feladat- és hatásköréről szóló 141/2002. (VI. 28.) Korm. rendelet módosításáról
- 157/2003. (X. 1.) Korm. rendelet a nyugellátások és a baleseti járadék 2003. évi kiegészítő emeléséről
- 158/2003. (X. 1.) Korm. rendelet a nyugdíjszerű rendszeres szociális ellátások 2003. november havi kiegészítő emeléséről
- 159/2003. (X. 7.) Korm. rendelet a Magyar Köztársaságnak az Európai Területi Tervezési Megfigyelő Hálózathoz (angol nyelvű rövidítéssel: "ESPON 2006") történő csatlakozásáról szóló Kölcsönös Megállapodás és Egyetértési Nyilatkozat kihirdetéséről
- 160/2003. (X. 7.) Korm. rendelet a Nemzeti Civil Alapprogramról szóló 2003. évi L. törvény végrehajtásáról
- 161/2003. (X. 13.) Korm. rendelet a SAPARD 2002. és 2003. évi Éves Pénzügyi Megállapodás kihirdetéséről
- 162/2003. (X. 16.) Korm. rendelet a kábítószer előállítására alkalmas növények termesztésének, forgalmazásának és felhasználásának rendjéről
- 163/2003. (X. 16.) Korm. rendelet a közúti közlekedésről szóló 1988. évi I. törvény végrehajtására kiadott 30/1988. (IV. 21.) MT rendelet módosításáról
- 164/2003. (X. 18.) Korm. rendelet a hulladékkal kapcsolatos nyilvántartási és adatszolgáltatási kötelezettségekről
- 165/2003. (X. 18.) Korm. rendelet a nukleáris és radiológiai veszélyhelyzet esetén végzett lakossági tájékoztatás rendjéről
- 166/2003. (X. 21.) Korm. rendelet az egészségügyi felsőoktatás alapképzési szakjainak képesítési követelményeiről szóló 36/1996. (III. 5.) Korm. rendelet módosításáról
- 167/2003. (X. 21.) Korm. rendelet a felsőoktatási alapképzési szakok képesítési követelményeinek kreditrendszerű képzéshez illeszkedő kiegészítéséről szóló 77/2002. (IV. 13.) Korm. rendelet módosításáról
- 168/2003. (X. 21.) Korm. rendelet a felsőoktatásban a bölcsészettudományi és egyes társadalomtudományi alapképzési szakok képesítési követelményeiről szóló 129/2001. (VII. 13.) Korm. rendelet módosításáról
- 169/2003. (X. 21.) Korm. rendelet az agrár-felsőoktatás alapképzési szakjainak képesítési követelményeiről szóló 146/1998. (IX. 9.) Korm. rendelet módosításáról
- 170/2003. (X. 21.) Korm. rendelet a rendvédelmi felsőoktatás alapképzési szakjainak képesítési követelményeiről szóló 55/1999. (III. 31.) Korm. rendelet módosításáról
- 171/2003. (X. 27.) Korm. rendelet a Magyar Köztársaság Kormánya és Románia Kormánya között a vízumkötelezettség kölcsönös megszüntetéséről szóló, Budapesten, 2003. április 9. napján aláírt Megállapodás kihirdetéséről
- 172/2003. (X. 28.) Korm. rendelet a Magyar Köztársaság Kormánya és a Finn Köztársaság Kormánya között a bűnözés, különösen a szervezett bűnözés megelőzésében és az ellene történő fellépésben való együttműködésről szóló, Budapesten, 2002. október 24. napján aláírt Megállapodás kihirdetéséről
- 173/2003. (X. 28.) Korm. rendelet a nem üzleti célú közösségi, szabadidős szálláshely-szolgáltatásról
- 174/2003. (X. 28.) Korm. rendelet a közműves szennyvízelvezető és -tisztító művel gazdaságosan el nem látható területekre vonatkozó Egyedi Szennyvízkezelés Nemzeti Megvalósítási Programjáról
- 175/2003. (X. 28.) Korm. rendelet a közbiztonságra különösen veszélyes eszközökről
- 176/2003. (X. 28.) Korm. rendelet a befogadó nemzeti támogatás egyes kérdéseiről
- 177/2003. (X. 28.) Korm. rendelet az egyes művészeti tevékenységet folytatók öregségi nyugdíjra jogosultságáról szóló 5/1992. (I. 13.) Korm. rendelet módosításáról
- 178/2003. (XI. 5.) Korm. rendelet a Magyar Köztársaság Kormánya és a Belga Királyság Kormánya között Budapesten, 2001. május 22-én aláírt légi közlekedési megállapodás kihirdetéséről
- 179/2003. (XI. 5.) Korm. rendelet a nemzetközi szerződés alapján átvett, vagy nemzetközi kötelezettségvállalás alapján készült minősített adat védelmének eljárási szabályairól
- 180/2003. (XI. 5.) Korm. rendelet a Nemzeti Biztonsági Felügyelet részletes feladatairól és működési rendjéről, valamint az iparbiztonsági ellenőrzések részletes szabályairól
- 181/2003. (XI. 5.) Korm. rendelet a lakásépítéssel kapcsolatos kötelező jótállásról
- 182/2003. (XI. 5.) Korm. rendelet a biztonsági okmányok védelmének rendjéről szóló 86/1996. (VI. 14.) Korm. rendelet módosításáról
- 183/2003. (XI. 5.) Korm. rendelet az Országos Környezet- és Vízügyi Főfelügyelőség, az Országos Környezetvédelmi, Természetvédelmi és Vízügyi Főigazgatóság és a környezetvédelmi és vízügyi miniszter irányítása alá tartozó területi szervek feladat- és hatásköréről
- 184/2003. (XI. 5.) Korm. rendelet az Egészségügyi Fejlesztési Hitelprogramról és a vissza nem térítendő bankgarancia díjtámogatás feltételeiről
- 185/2003. (XI. 5.) Korm. rendelet az egészségügyi szakellátási kapacitásmódosítások szakmai feltételeiről, eljárási rendjének és az új szolgáltatók befogadásának szabályairól szóló 50/2002. (III. 26.) Korm. rendelet módosításáról
- 186/2003. (XI. 5.) Korm. rendelet az állatkísérletek végzéséről szóló 243/1998. (XII. 31.) Korm. rendelet, valamint az azt módosító 103/2002. (V. 10.) Korm. rendelet módosításáról
- 187/2003. (XI. 5.) Korm. rendelet a földgáz határon keresztül történő szállításáról
- 188/2003. (XI. 26.) Korm. rendelet a hágai Nemzetközi Bíróság Dunával kapcsolatos döntéséből adódó kormányzati feladatok koordinációjáról szóló 163/1997. (IX. 30.) Korm. rendelet hatályon kívül helyezéséről
- 189/2003. (XI. 26.) Korm. rendelet a közszolgálati jogviszonnyal összefüggő adatkezelésre és a közszolgálati nyilvántartásra vonatkozó szabályokról szóló 233/2001. (XII. 10.) Korm. rendelet módosításáról
- 190/2003. (XI. 26.) Korm. rendelet a vámjogról, a vámeljárásról, valamint a vámigazgatásról szóló 1995. évi C. törvény végrehajtásáról szóló 45/1996. (III. 25.) Korm. rendelet és a szellemi tulajdonjogok megsértésével szemben a vámigazgatási eljárásban alkalmazható intézkedésekről szóló 128/1997. (VII. 24.) Korm. rendelet módosításáról
- 191/2003. (XI. 26.) Korm. rendelet az utazási és az utazást közvetítő szerződésről szóló 214/1996. (XII. 23.) Korm. rendelet módosításáról
- 192/2003. (XI. 26.) Korm. rendelet a veszélyes hulladékkal kapcsolatos tevékenységek végzésének feltételeiről szóló 98/2001. (VI. 15.) Korm. rendelet módosításáról
- 193/2003. (XI. 26.) Korm. rendelet a költségvetési szervek belső ellenőrzéséről
- 194/2003. (XI. 28.) Korm. rendelet az Európai Megállapodáshoz kapcsolódó, a megfelelőségértékelésről és az ipari termékek elfogadásáról szóló Jegyzőkönyvet módosító Megállapodás kihirdetéséről
- 195/2003. (XI. 28.) Korm. rendelet a Magyar Terület- és Regionális Fejlesztési Hivatalról
- 196/2003. (XI. 28.) Korm. rendelet a Nemzeti Fejlesztési Hivatalról
- 197/2003. (XII. 9.) Korm. rendelet a Magyar Köztársaság Kormánya és a Moldáv Köztársaság Kormánya között az állategészségügy területén való együttműködésről szóló egyezmény kihirdetéséről
- 198/2003. (XII. 10.) Korm. rendelet a Magyar Köztársaság Kormánya, valamint Szerbia és Montenegró Minisztertanácsa között az állampolgáraik utazásának feltételeiről szóló, Budapesten, 2003. október 21. napján aláírt Megállapodás kihirdetéséről
- 199/2003. (XII. 10.) Korm. rendelet a Magyar Köztársaság Kormánya és Ukrajna Miniszteri Kabinetje között az állampolgárok utazásának feltételeiről szóló, Kijevben, 2003. október 9. napján aláírt Megállapodás kihirdetéséről
- 200/2003. (XII. 10.) Korm. rendelet az államháztartás működési rendjéről szóló 217/1998. (XII. 30.) Korm. rendelet módosításáról
- 201/2003. (XII. 10.) Korm. rendelet a nemzetgazdaság védelmi felkészítése és mozgósítása feladatai végrehajtásának szabályozásáról szóló 131/2003. (VIII. 22.) Korm. rendelet módosításáról
- 202/2003. (XII. 10.) Korm. rendelet a magyar számviteli standardokról, azok értelmezéseiről és a kapcsolódó eljárási rendről
- 203/2003. (XII. 10.) Korm. rendelet a gyámhatóságokról, valamint a gyermekvédelmi és gyámügyi eljárásról szóló 149/1997. (IX. 10.) Korm. rendelet módosításáról
- 204/2003. (XII. 10.) Korm. rendelet a magyar igazolvány és a magyar hozzátartozói igazolvány kiadásával kapcsolatos eljárásról szóló 318/2001. (XII. 29.) Korm. rendelet módosításáról
- 205/2003. (XII. 10.) Korm. rendelet a szomszédos államokban élő magyarokról szóló 2001. évi LXII. törvény hatálya alá tartozó személyek diákkedvezményeiről szóló 319/2001. (XII. 29.) Korm. rendelet módosításáról
- 206/2003. (XII. 10.) Korm. rendelet a szomszédos államokban élő magyarokról szóló 2001. évi LXII. törvény pedagógusokat és oktatókat érintő rendelkezéseinek végrehajtásáról
- 207/2003. (XII. 10.) Korm. rendelet a 2003. október 15-i földgázáremelés 2003. évi közintézményi ellentételezéséről
- 208/2003. (XII. 10.) Korm. rendelet a szennyvizek és szennyvíziszapok mezőgazdasági felhasználásának és kezelésének szabályairól szóló 50/2001. (IV. 3.) Korm. rendelet módosításáról
- 209/2003. (XII. 10.) Korm. rendelet a kiemelt építésügyi igazgatási ügyekben eljáró hatóságok illetékességi területéről, a kijelölési eljárásról, valamint a szakmai feltételekről szóló 220/1997. (XII. 5.) Korm. rendelet módosításáról
- 210/2003. (XII. 10.) Korm. rendelet a kötelező legkisebb munkabér (minimálbér) megállapításáról
- 211/2003. (XII. 10.) Korm. rendelet az Országos Szociálpolitikai Szakértői Névjegyzékről
- 212/2003. (XII. 10.) Korm. rendelet a Nemzeti Információs Infrastruktúra Fejlesztési Program működtetéséről szóló 95/1999. (VI. 23.) Korm. rendelet módosításáról
- 213/2003. (XII. 10.) Korm. rendelet az egyes területfejlesztéssel összefüggő kormányrendeletek módosításáról
- 214/2003. (XII. 10.) Korm. rendelet az okmányirodák kijelöléséről és illetékességi területéről szóló 256/2000. (XII. 26.) Korm. rendelet módosításáról
- 215/2003. (XII. 10.) Korm. rendelet a 2004. évre szóló Országos Statisztikai Adatgyűjtési Programról
- 216/2003. (XII. 11.) Korm. rendelet a Nemzeti Kutatási és Technológiai Hivatalról
- 217/2003. (XII. 11.) Korm. rendelet az ideiglenes határátkelőhelyek megnyitásának szabályairól, a határátkelőhely területére nem határátlépés céljából történő belépés, tartózkodás, távozás rendjéről, valamint a határterülethez tartozó településekről szóló 184/1997. (X. 28.) Korm. rendelet módosításáról
- 218/2003. (XII. 11.) Korm. rendelet a mozgásában korlátozott személy parkolási igazolványáról
- 219/2003. (XII. 11.) Korm. rendelet a feljogosított fogyasztókról szóló 112/2003. (VII. 29.) Korm. rendelet módosításáról
- 220/2003. (XII. 11.) Korm. rendelet a közalkalmazottak jogállásáról szóló 1992. évi XXXIII. törvény egészségügyi ágazatban történő végrehajtásáról szóló 233/2000. (XII. 23.) Korm. rendelet módosításáról
- 221/2003. (XII. 12.) Korm. rendelet a lakáscélú állami támogatásokról szóló 12/2001. (I. 31.) Korm. rendelet módosításáról
- 222/2003. (XII. 12.) Korm. rendelet az Esélyegyenlőségi Kormányhivatalról
- 223/2003. (XII. 13.) Korm. rendelet a Magyar Köztársaság Kormánya, az Izlandi Köztársaság, a Liechtensteini Nagyhercegség és a Norvég Királyság között a megfelelőség-értékelésről és az ipari termékek elfogadásáról szóló Megállapodás kihirdetéséről [1]
- 224/2003. (XII. 13.) Korm. rendelet az Európai Együttműködő Államok Terve (PECS) programban való részvételről szóló Megállapodás kihirdetéséről
- 225/2003. (XII. 13.) Korm. rendelet a magyar vízi utakon külföldi államok lobogója alatt közlekedő tengeri hajók biztonsági ellenőrzéséről
- 226/2003. (XII. 13.) Korm. rendelet az elektronikus hírközlési szolgáltató adatkezelésének különös feltételeiről, az elektronikus hírközlési szolgáltatások adatbiztonságáról, valamint az azonosítókijelzés és hívásátirányítás szabályairól
- 227/2003. (XII. 13.) Korm. rendelet a külföldi gyógykezelésekkel kapcsolatos egyes kérdésekről
- 228/2003. (XII. 13.) Korm. rendelet egyes szociális tárgyú kormányrendeletek módosításáról
- 229/2003. (XII. 16.) Korm. rendelet a Magyar Köztársaság Kormánya és a Török Köztársaság Kormánya között a természeti és civilizációs katasztrófák elleni védelem terén, Ankarában, 1996. október 16-án aláírt Egyezmény kihirdetéséről
- 230/2003. (XII. 16.) Korm. rendelet a kereskedési könyvben nyilvántartott pozíciók, kockázatvállalások, a devizaárfolyam kockázat és nagykockázatok fedezetéhez szükséges tőkekövetelmény megállapításának szabályairól és a kereskedési könyv vezetésének részletes szabályairól szóló 244/2000. (XII. 24.) Korm. rendelet módosításáról
- 231/2003. (XII. 16.) Korm. rendelet az Európai Unió Közös Agrárpolitikája magyarországi végrehajtásában, illetve a nemzeti agrártámogatási rendszerben érintett ügyfelekkel összefüggő ügyfélregiszter létrehozásáról és az ezzel kapcsolatos nyilvántartásba vételről szóló 141/2003. (IX. 9.) Korm. rendelet módosításáról
- 232/2003. (XII. 16.) Korm. rendelet az Eximbank által folyósítható kötött segélyhitelek feltételeiről és a segélyhitelnyújtás részletes szabályairól
- 233/2003. (XII. 16.) Korm. rendelet az Európai Unió Strukturális Alapjai és a Kohéziós Alap támogatásainak fogadásához kapcsolódó pénzügyi lebonyolítási, számviteli és ellenőrzési rendszerek kialakításáról
- 234/2003. (XII. 16.) Korm. rendelet az utazásszervező és -közvetítő tevékenységről szóló 213/1996. (XII. 23.) Korm. rendelet módosításáról
- 235/2003. (XII. 17.) Korm. rendelet a biztosítók éves beszámoló készítési és könyvvezetési kötelezettségének sajátosságairól szóló 192/2000. (XI. 24.) Korm. rendelet módosításáról
- 236/2003. (XII. 17.) Korm. rendelet a pénztárakat érintő számviteli kormányrendeletek módosításáról
- 237/2003. (XII. 17.) Korm. rendelet a számviteli törvény szerinti egyes egyéb szervezetek beszámoló készítési és könyvvezetési kötelezettségének sajátosságairól szóló 224/2000. (XII. 19.) Korm. rendelet módosításáról
- 238/2003. (XII. 17.) Korm. rendelet a hitelintézetek és a pénzügyi vállalkozások éves beszámoló készítési és könyvvezetési kötelezettségének sajátosságairól szóló 250/2000. (XII. 24.) Korm. rendelet módosításáról
- 239/2003. (XII. 17.) Korm. rendelet a kockázati tőketársaságok és a kockázati tőkealapok éves beszámoló készítési és könyvvezetési kötelezettségének sajátosságairól szóló 216/2000. (XII. 11.) Korm. rendelet módosításáról
- 240/2003. (XII. 17.) Korm. rendelet a kincstári elszámolások beszámolási és könyvvezetési kötelezettségének sajátosságairól
- 241/2003. (XII. 17.) Korm. rendelet a befektetési vállalkozások éves beszámoló készítési és könyvvezetési kötelezettségének sajátosságairól szóló 251/2000. (XII. 24.) Korm. rendelet módosításáról
- 242/2003. (XII. 17.) Korm. rendelet a Magyar Nemzeti Bank éves beszámoló készítési és könyvvezetési kötelezettségének sajátosságairól szóló 221/2000. (XII. 19.) Korm. rendelet módosításáról
- 243/2003. (XII. 17.) Korm. rendelet a Nemzeti alaptanterv kiadásáról, bevezetéséről és alkalmazásáról
- 244/2003. (XII. 18.) Korm. rendelet a kistérségek megállapításáról, lehatárolásáról és megváltoztatásának rendjéről
- 245/2003. (XII. 18.) Korm. rendelet az egyes közrendvédelmi bírságokból befolyó pénzösszegek felhasználásának céljáról és eljárási szabályairól szóló 138/1999. (IX. 1.) Korm. rendelet módosításáról
- 246/2003. (XII. 18.) Korm. rendelet a felsőoktatási intézmények felvételi eljárásainak általános szabályairól szóló 269/2000. (XII. 26.) Korm. rendelet módosításáról
- 247/2003. (XII. 20.) Korm. rendelet a nemzetközi fizetési forgalom jogcímeiről szóló 256/2001. (XII. 18.) Korm. rendelet módosításáról
- 248/2003. (XII. 23.) Korm. rendelet a társadalombiztosítási nyugellátásról szóló 1997. évi LXXXI. törvény végrehajtásáról rendelkező 168/1997. (X. 6.) Korm. rendelet és a kötelező egészségbiztosítás ellátásairól szóló 1997. évi LXXXIII. törvény végrehajtásáról rendelkező 217/1997. (XII. 1.) Korm. rendelet módosításáról
- 249/2003. (XII. 23.) Korm. rendelet a nyugellátások és a baleseti járadék emeléséről
- 250/2003. (XII. 23.) Korm. rendelet a nyugdíjszerű rendszeres szociális ellátások emeléséről
- 251/2003. (XII. 23.) Korm. rendelet a gazdálkodó szervezetek 2004. évi egyedi termelési támogatásáról
- 252/2003. (XII. 23.) Korm. rendelet a keresőképtelenség és keresőképesség orvosi elbírálásáról és annak ellenőrzéséről szóló 102/1995. (VIII. 25.) Korm. rendelet módosításáról
- 253/2003. (XII. 24.) Korm. rendelet a Magyar Köztársaság Kormánya és az Orosz Föderáció Kormánya között az idegenforgalmi együttműködésről Moszkvában, 2002. december 20-án létrejött Egyezmény kihirdetéséről
- 254/2003. (XII. 24.) Korm. rendelet az Igazságügyi Minisztérium Pártfogó Felügyelői és Jogi Segítségnyújtó Szolgálat Országos Hivataláról
- 255/2003. (XII. 24.) Korm. rendelet a Kutatási és Technológiai Innovációs Tanácsról
- 256/2003. (XII. 24.) Korm. rendelet a Gazdasági Minisztérium Engedélyezési és Közigazgatási Hivataláról szóló 12/1999. (II. 1.) Korm. rendelet, valamint az áruk, szolgáltatások és anyagi értéket képviselő jogok kiviteléről, illetőleg behozataláról szóló 112/1990. (XII. 23.) Korm. rendelet módosításáról
- 257/2003. (XII. 24.) Korm. rendelet a Magyar Köztársaság Művészeti Alapjának megszüntetéséről és a Magyar Alkotóművészeti Alapítvány létesítéséről szóló 117/1992. (VII. 29.) Korm. rendelet módosításáról
- 258/2003. (XII. 24.) Korm. rendelet a társadalombiztosítás ellátásaira és a magánnyugdíjra jogosultakról, valamint e szolgáltatások fedezetéről szóló 1997. évi LXXX. törvény végrehajtásáról rendelkező 195/1997. (XI. 5.) Korm. rendelet módosításáról
- 259/2003. (XII. 24.) Korm. rendelet az önkéntes kölcsönös nyugdíjpénztárak befektetési és gazdálkodási szabályairól szóló 281/2001. (XII. 26.) Korm. rendelet módosításáról
- 260/2003. (XII. 24.) Korm. rendelet az önkéntes kölcsönös egészség- és önsegélyező pénztárak egyes gazdálkodási szabályairól szóló 268/1997. (XII. 22.) Korm. rendelet módosításáról
- 261/2003. (XII. 24.) Korm. rendelet a pénztárak központi nyilvántartásával összefüggő egyes feladatokról, a pénztáraknak, valamint a foglalkoztatóknak a pénztártagra vonatkozó adatszolgáltatási kötelezettségéről szóló 172/1997. (X. 6.) Korm. rendelet módosításáról
- 262/2003. (XII. 24.) Korm. rendelet a magánnyugdíjpénztárak befektetési és gazdálkodási tevékenységeiről szóló 282/2001. (XII. 26.) Korm. rendelet módosításáról
- 263/2003. (XII. 24.) Korm. rendelet az önkéntes kölcsönös egészség- és önsegélyező pénztárak által finanszírozható szolgáltatásokról
- 264/2003. (XII. 24.) Korm. rendelet az egészségügyi szolgáltatások Egészségbiztosítási Alapból történő finanszírozásának részletes szabályairól szóló 43/1999. (III. 3.) Korm. rendelet módosításáról
- 265/2003. (XII. 24.) Korm. rendelet a személyes gondoskodást nyújtó szociális intézmény és a falugondnoki szolgálat működésének engedélyezéséről, továbbá a szociális vállalkozás engedélyezéséről szóló 188/1999. (XII. 16.) Korm. rendelet módosításáról
- 266/2003. (XII. 24.) Korm. rendelet a nemzetközi kombinált árufuvarozást elősegítő kedvezményekről
- 267/2003. (XII. 24.) Korm. rendelet az áruk, szolgáltatások és anyagi értéket képviselő jogok kiviteléről, illetőleg behozataláról szóló 112/1990. (XII. 23.) Korm. rendelet módosításáról
- 268/2003. (XII. 24.) Korm. rendelet egyes kormányrendeleteknek a csatlakozással összefüggésben szükséges módosításáról
- 269/2003. (XII. 24.) Korm. rendelet egyes környezetvédelmi, természetvédelmi és vízügyi feladat- és hatásköröket megállapító kormányrendeletek módosításáról
- 270/2003. (XII. 24.) Korm. rendelet az egyes környezetterhelési díjak visszaigénylésének, a kibocsátott terhelő anyag mennyiség meghatározás módjáról, valamint a díjfizetés áthárításának szabályairól
- 271/2003. (XII. 24.) Korm. rendelet a felszíni vizek minősége védelmének egyes szabályairól szóló 203/2001. (X. 26.) Korm. rendelet módosításáról
- 272/2003. (XII. 24.) Korm. rendelet a Központi Szolgáltatási Főigazgatóságról
- 273/2003. (XII. 24.) Korm. rendelet a Miniszterelnökség Központi Üdülési és Oktatási Főigazgatóság megszüntetéséről
- 274/2003. (XII. 24.) Korm. rendelet egyes kormányrendeletek módosításáról
- 275/2003. (XII. 24.) Korm. rendelet a fejlesztési adókedvezményről
- 276/2003. (XII. 24.) Korm. rendelet a központosított közbeszerzési eljárás körébe tartozó, egészségügyi, szociális és családügyi fejezeti szinten kiemelt termékek állami normatíváiról
- 277/2003. (XII. 24.) Korm. rendelet a referenciaajánlatokról, hálózati szerződésekről, valamint az ezekkel kapcsolatos eljárások részletes szabályairól
- 278/2003. (XII. 24.) Korm. rendelet az államháztartás szervezetei beszámolási és könyvvezetési kötelezettségének sajátosságairól szóló 249/2000. (XII. 24.) Korm. rendelet módosításáról
- 279/2003. (XII. 28.) Korm. rendelet egyes vámjogszabályok hatályon kívül helyezéséről
- 280/2003. (XII. 29.) Korm. rendelet az államháztartás működési rendjéről szóló 217/1998. (XII. 30.) Korm. rendelet módosításáról
- 281/2003. (XII. 29.) Korm. rendelet a közforgalmú személyszállítási utazási kedvezményekről szóló 287/1997. (XII. 29.) Korm. rendelet módosításáról
- 282/2003. (XII. 29.) Korm. rendelet a bányászatról szóló 1993. évi XLVIII. törvény végrehajtásáról szóló 203/1998. (XII. 19.) Korm. rendelet módosításáról
- 283/2003. (XII. 29.) Korm. rendelet a Sulinet Expressz Program Projekt Tanács feladatairól és működésének szabályairól
- 284/2003. (XII. 29.) Korm. rendelet az állami vezetői juttatások jogosultsági feltételeiről szóló 131/1997. (VII. 24.) Korm. rendelet módosításáról
- 285/2003. (XII. 31.) Korm. rendelet a központi költségvetési szervek szabadkézi vétellel történő beszerzéseinek szabályairól szóló 126/1996. (VII. 24.) Korm. rendelet módosításáról

### Országgyűlési határozatok (140)
- 1/2003. (II. 7.) OGY határozat az Országgyűlés bizottságainak létrehozásáról, tisztségviselőinek és tagjainak megválasztásáról szóló 20/2002. (V. 16.) OGY határozat módosításáról
- 2/2003. (II. 14.) OGY határozat a Magyar Köztársaság és Bosznia és Hercegovina között a beruházások ösztönzéséről és kölcsönös védelméről, Budapesten, 2002. szeptember 26-án aláírt Megállapodás megerősítéséről
- 3/2003. (II. 14.) OGY határozat a Magyar Köztársaság Kormánya és Románia Kormánya között, a minősített katonai információk kölcsönös védelme tárgyában aláírt Egyezmény I. Cikkének módosításáról szóló, Aradon, 2002. október 17-én aláírt Megállapodás megerősítéséről
- 4/2003. (II. 14.) OGY határozat a Magyar Köztársaság Kormánya és az Üzbég Köztársaság Kormánya között a beruházások ösztönzéséről és kölcsönös védelméről, Budapesten, 2002. október 28-án aláírt Megállapodás megerősítéséről
- 5/2003. (II. 14.) OGY határozat az Országgyűlés bizottságainak létrehozásáról, tisztségviselőinek és tagjainak megválasztásáról szóló 20/2002. (V. 16.) OGY határozat módosításáról
- 6/2003. (II. 14.) OGY határozat dr. Kosztolányi Dénes mentelmi ügyében
- 7/2003. (II. 14.) OGY határozat Páva Zoltán mentelmi ügyében
- 8/2003. (II. 14.) OGY határozat Tóth Károly mentelmi ügyében
- 9/2003. (II. 19.) OGY határozat a NATO irányítása alatt végrehajtott balkáni katonai békefenntartó műveletekhez történő magyar hozzájárulásról szóló 94/2001. (XII. 21.) OGY határozatnak az Európai Unió balkáni katonai rendezésben való szerepvállalására tekintettel szükségessé váló módosításáról
- 10/2003. (II. 19.) OGY határozat a közszolgálati műsorszolgáltatók és a nemzeti hírügynökség európai uniós csatlakozással kapcsolatos tájékoztatási feladatainak költségvetési többlettámogatásáról
- 11/2003. (II. 19.) OGY határozat a „Parlagfűmentes Magyarországért” eseti bizottság felállításáról
- 12/2003. (II. 25.) OGY határozat az Észak-atlanti Szerződésből eredő nemzetközi jogi kötelezettségek teljesítése keretében Törökország védelmének megerősítését szolgáló NATO támogatáshoz történő magyar hozzájárulásról
- 13/2003. (II. 26.) OGY határozat a „Parlagfűmentes Magyarországért” eseti bizottság tisztségviselőinek és tagjainak megválasztásáról
- 14/2003. (II. 26.) OGY határozat dr. Gémesi György országgyűlési képviselő mentelmi ügyében
- 15/2003. (II. 26.) OGY határozat dr. Horváth Balázs országgyűlési képviselő mentelmi ügyében
- 16/2003. (II. 26.) OGY határozat Juhász Ferenc országgyűlési képviselő mentelmi ügyében
- 17/2003. (III. 7.) OGY határozat a Nemzetőrség létrehozásáról szóló 100/2001. (XII. 21.) OGY határozat hatályon kívül helyezéséről
- 18/2003. (III. 7.) OGY határozat az Országgyűlés bizottságainak létrehozásáról, tisztségviselőinek és tagjainak megválasztásáról szóló 20/2002. (V. 16.) OGY határozat módosításáról
- 19/2003. (III. 7.) OGY határozat dr. Répássy Róbert országgyűlési képviselő mentelmi ügyében
- 20/2003. (III. 13.) OGY határozat az Országos Rádió és Televízió Testület elnökének megválasztásáról
- 21/2003. (III. 13.) OGY határozat a Magyar Televízió Közalapítvány Kuratóriuma Elnöksége tisztségviselőinek és tagjainak választásáról
- 22/2003. (III. 13.) OGY határozat az Országgyűlés bizottságainak létrehozásáról, tisztségviselőinek és tagjainak megválasztásáról szóló 20/2002. (V. 16.) OGY határozat módosításáról
- 23/2003. (III. 13.) OGY határozat az Állami Számvevőszék alelnökeit jelölő ideiglenes (eseti) bizottság felállításáról szóló 27/2002. (VI. 5.) OGY határozat módosításáról
- 24/2003. (III. 13.) OGY határozat a harcászati repülő erők fejlesztéséről szóló 102/2001. (XII. 21.) OGY határozat módosításáról
- 25/2003. (III. 13.) OGY határozat a családok hajléktalanságának megelőzéséről szóló jelentés elfogadásáról
- 26/2003. (III. 14.) OGY határozat az Országos Fogyatékosügyi Program végrehajtásáról és az ezzel összefüggésben megtett kormányzati intézkedésekről szóló jelentés elfogadásáról
- 27/2003. (III. 21.) OGY határozat a Horvát Köztársaság Közép-európai Szabadkereskedelmi Megállapodáshoz történő csatlakozásáról szóló megállapodás megerősítéséről
- 28/2003. (III. 27.) OGY határozat a helyi és kisebbségi önkormányzati képviselők és polgármesterek 2002. október 20-i általános választásáról, valamint a nemzeti és etnikai kisebbségek országos önkormányzatának megválasztásáról szóló - az Országos Választási Bizottság által benyújtott - jelentés elfogadásáról
- 29/2003. (III. 27.) OGY határozat a helyi és kisebbségi önkormányzati képviselők és polgármesterek 2002. október 20-i általános választásáról, valamint a nemzeti és etnikai kisebbségek országos önkormányzatának megválasztásáról szóló - a belügyminiszter által benyújtott - jelentés elfogadásáról
- 30/2003. (III. 27.) OGY határozat a kisebbségeket érintő jogszabályok felülvizsgálatának szükségességéről
- 31/2003. (?. ?.) OGY határozat
- 32/2003. (IV. 3.) OGY határozat a gyermekek és az ifjúság helyzetéről, életkörülményeik alakulásáról és az ezzel összefüggésben a 2001. évben megtett kormányzati intézkedésekről szóló jelentés elfogadásáról
- 33/2003. (IV. 3.) OGY határozat az állam által nagy összegű költségvetési támogatásban részesített pénzintézetek konszolidációját vizsgáló bizottság felállításáról
- 34/2003. (IV. 3.) OGY határozat a kormányzati szerveknél, illetve a Kormány felügyelete alá tartozó szerveknél, különös tekintettel az Adó- és Pénzügyi Ellenőrzési Hivatalnál elrendelt adatmásolással, esetleges jogosulatlan adatkezeléssel, adatátadással, illetve az APEH informatikai rendszerének megismerésével, valamint az APEH által különböző adóalanyok felé történő információkéréssel összefüggő tevékenységek körülményeit vizsgáló bizottság felállításáról
- 35/2003. (IV. 9.) OGY határozat az Állami Számvevőszék 2002. évi tevékenységéről szóló jelentés elfogadásáról
- 36/2003. (IV. 9.) OGY határozat a kormányzati szerveknél, illetve a Kormány felügyelete alá tartozó szerveknél, különös tekintettel az Adó- és Pénzügyi Ellenőrzési Hivatalnál elrendelt adatmásolással, esetleges jogosulatlan adatkezeléssel, adatátadással, illetve az APEH informatikai rendszerének megismerésével, valamint az APEH által különböző adóalanyok felé történő információkéréssel összefüggő tevékenységek körülményeit vizsgáló bizottság tisztségviselőinek és tagjainak megválasztásáról
- 37/2003. (IV. 15.) OGY határozat a Cseh Köztársaságnak, az Észt Köztársaságnak, a Ciprusi Köztársaságnak, a Lett Köztársaságnak, a Litván Köztársaságnak, a Magyar Köztársaságnak, a Máltai Köztársaságnak, a Lengyel Köztársaságnak, a Szlovén Köztársaságnak és a Szlovák Köztársaságnak az Európai Unióhoz történő csatlakozásáról szóló szerződésnek a Magyar Köztársaság részéről történő aláírásáról
- 38/2003. (IV. 16.) OGY határozat dr. Gedei József országgyűlési képviselő mentelmi ügyében
- 39/2003. (IV. 16.) OGY határozat Ékes József országgyűlési képviselő mentelmi ügyében
- 40/2003. (IV. 16.) OGY határozat Stolár Mihály országgyűlési képviselő mentelmi ügyében
- 41/2003. (IV. 16.) OGY határozat az állam által nagy összegű költségvetési támogatásban részesített pénzintézetek konszolidációját vizsgáló bizottság tisztségviselőinek és tagjainak megválasztásáról
- 42/2003. (IV. 16.) OGY határozat a kis- és középvállalkozások helyzetéről, gazdálkodási feltételrendszeréről szóló 2000. évi jelentés elfogadásáról
- 43/2003. (IV. 16.) OGY határozat a kis- és középvállalkozások helyzetéről, gazdálkodási feltételrendszeréről szóló 2001. évi jelentés elfogadásáról
- 44/2003. (IV. 16.) OGY határozat a nemzeti és etnikai kisebbségi szervezetek költségvetési támogatásáról
- 45/2003. (IV. 16.) OGY határozat a családon belüli erőszak megelőzésére és hatékony kezelésére irányuló nemzeti stratégia kialakításáról
- 46/2003. (IV. 16.) OGY határozat az Egészség Évtizedének Johan Béla Nemzeti Programjáról
- 47/2003. (IV. 30.) OGY határozat az Országgyűlés bizottságainak létrehozásáról, tisztségviselőinek és tagjainak megválasztásáról szóló 20/2002. (V. 16.) OGY határozat módosításáról [2]
- 48/2003. (IV. 30.) OGY határozat országgyűlési vizsgálóbizottság létrehozásáról, külföldi fegyveres erők Magyarország területén és légterében való áthaladásának megvizsgálására
- 49/2003. (IV. 30.) OGY határozat az Egyetemes Postaegyesület XXII. Kongresszusán aláírt 6. Pótjegyzőkönyv (Peking, 1999.) megerősítéséről
- 50/2003. (IV. 30.) OGY határozat az európai uniós közvetlen mezőgazdasági támogatások nemzeti kiegészítéséről
- 51/2003. (V. 6.) OGY határozat Arnóth Sándor országgyűlési képviselő mentelmi ügyében
- 52/2003. (V. 6.) OGY határozat Keller László országgyűlési képviselő mentelmi ügyében
- 53/2003. (V. 6.) OGY határozat a külföldi fegyveres erők Magyarország területén és légterében való áthaladásának megvizsgálására létrehozott országgyűlési vizsgálóbizottság tisztségviselőinek és tagjainak megválasztásáról
- 54/2003. (V. 6.) OGY határozat Irak demokratikus újjáépítéséhez szükséges stabilizációs és humanitárius feladatokban részt vevő nemzetközi erők tevékenységének elősegítéséről
- 55/2003. (V. 6.) OGY határozat a Gazdasági Versenyhivatal 2000. évi tevékenységéről és a versenytörvény alkalmazása során szerzett, a verseny tisztaságának és szabadságának érvényesülésével kapcsolatos tapasztalatokról szóló beszámoló elfogadásáról
- 56/2003. (V. 6.) OGY határozat a Gazdasági Versenyhivatal 2001. évi tevékenységéről és a versenytörvény alkalmazása során szerzett, a verseny tisztaságának és szabadságának érvényesülésével kapcsolatos tapasztalatokról szóló beszámoló elfogadásáról
- 57/2003. (V. 6.) OGY határozat a Gazdasági Versenyhivatal 2002. évi tevékenységéről és a versenytörvény alkalmazása során szerzett, a verseny tisztaságának és szabadságának érvényesülésével kapcsolatos tapasztalatokról szóló beszámoló elfogadásáról
- 58/2003. (V. 28.) OGY határozat az Országgyűlés bizottságainak létrehozásáról, tisztségviselőinek és tagjainak megválasztásáról szóló 20/2002. (V. 16.) OGY határozat módosításáról
- 59/2003. (V. 28.) OGY határozat a Magyar Köztársaság részvételéről a Nemzetközi Fejlesztési Társulás (IDA) alapjainak tizenharmadik feltöltésében
- 60/2003. (V. 28.) OGY határozat a Magyar Köztársaság és Kanada között a szociális biztonságról szóló, Budapesten, 2002. március 4-én aláírt Egyezmény megerősítéséről
- 61/2003. (V. 28.) OGY határozat az egyes területi folyamatok megvalósítását szolgáló kormányzati intézkedésekről
- 62/2003. (VI. 3.) OGY határozat az Országgyűlés bizottságainak létrehozásáról, tisztségviselőinek és tagjainak megválasztásáról szóló 20/2002. (V. 16.) OGY határozat módosításáról
- 63/2003. (VI. 3.) OGY határozat az emberi jogok és az alapvető szabadságok védelméről szóló, Rómában, 1950. november 4-én kelt Egyezmény 13. kiegészítő, a halálbüntetés minden körülmények között történő eltörlésére vonatkozó jegyzőkönyvének megerősítéséről
- 64/2003. (VI. 3.) OGY határozat az Észak-atlanti Szerződés részes államai között, a Bolgár Köztársaságnak, az Észt Köztársaságnak, a Lett Köztársaságnak, a Litván Köztársaságnak, Romániának, a Szlovák Köztársaságnak és a Szlovén Köztársaságnak az Észak-atlanti Szerződéshez való csatlakozása tárgyában létrehozott Jegyzőkönyvek megerősítéséről
- 65/2003. (VI. 3.) OGY határozat az iraki válság rendezése érdekében tett erőfeszítésekhez történő magyar katonai hozzájárulásról
- 66/2003. (VI. 19.) OGY határozat az Országgyűlés bizottságainak létrehozásáról, tisztségviselőinek és tagjainak megválasztásáról szóló 20/2002. (V. 16.) OGY határozat módosításáról
- 67/2003. (VI. 19.) OGY határozat az állampolgári jogok országgyűlési biztosának és általános helyettesének 2002. évi tevékenységéről szóló beszámoló elfogadásáról
- 68/2003. (VI. 19.) OGY határozat az adatvédelmi biztos beszámolójának (2002) elfogadásáról
- 69/2003. (VI. 19.) OGY határozat a nemzeti és etnikai kisebbségi jogok országgyűlési biztosának tevékenységéről (2002. január 1.-december 31.) szóló beszámoló elfogadásáról
- 70/2003. (VI. 24.) OGY határozat az Országgyűlés bizottságainak létrehozásáról, tisztségviselőinek és tagjainak megválasztásáról szóló 20/2002. (V. 16.) OGY határozat módosításáról
- 71/2003. (VI. 24.) OGY határozat a Nemzetközi Munkaügyi Szervezet Általános Konferenciája 88. ülésszakán elfogadott, az anyaság védelméről szóló 183. számú Egyezmény megerősítéséről
- 72/2003. (VI. 24.) OGY határozat a Nemzetközi Munkaügyi Szervezet Általános Konferenciája 88. ülésszakán elfogadott, az anyaság védelméről szóló 183. számú Egyezményről, valamint az anyaság védelméről szóló 191. számú Ajánlásról szóló beszámoló elfogadásáról
- 73/2003. (VI. 24.) OGY határozat a délszláv válság nyomán kialakult humanitárius szükséghelyzet megoldásában történő segítségnyújtás céljából a Magyar Köztársaság területén átengedett külföldi fegyveres erőkről, valamint áthaladásuk részleteiről szóló jelentés elfogadásáról
- 74/2003. (VI. 24.) OGY határozat a külföldi fegyveres erőknek a délszláv válság nyomán kialakult humanitárius szükséghelyzet megoldásában történő segítségnyújtás céljából a Magyar Köztársaság területén történő áthaladásáról szóló 56/1999. (VI. 16.) OGY határozat hatályon kívül helyezéséről
- 75/2003. (VI. 24.) OGY határozat a 2003. április 12-i országos ügydöntő népszavazással kapcsolatos állami feladatok megszervezéséről és lebonyolításáról szóló beszámoló elfogadásáról
- 76/2003. (VI. 24.) OGY határozat az Európai Unióhoz történő csatlakozásról tartott 2003. április 12-i országos népszavazásról szóló beszámoló elfogadásáról
- 77/2003. (VI. 24.) OGY határozat a közszolgálati média részvénytársaságok alaptőke-emelésére szolgáló költségvetési célelőirányzat felosztásáról
- 78/2003. (VI. 24.) OGY határozat a nyugdíjasok helyzetének és életminőségének javításáról az uniós csatlakozás folyamatában
- 79/2003. (IX. 11.) OGY határozat dr. Lázár János országgyűlési képviselő mentelmi ügyében
- 80/2003. (IX. 11.) OGY határozat Manninger Jenő országgyűlési képviselő mentelmi ügyében
- 81/2003. (IX. 11.) OGY határozat Papp József országgyűlési képviselő mentelmi ügyében
- 82/2003. (IX. 11.) OGY határozat dr. Papcsák Ferenc országgyűlési képviselő mentelmi ügyében
- 83/2003. (IX. 11.) OGY határozat országgyűlési vizsgálóbizottság létrehozásáról, a paksi atomerőműben történt súlyos üzemzavar körülményeinek és annak elhárítására tett intézkedéseknek, valamint a kieső villamos energia pótlási lehetőségeinek megvizsgálására
- 84/2003. (IX. 11.) OGY határozat a paksi atomerőműben történt súlyos üzemzavar körülményeinek és annak elhárítására tett intézkedéseknek, valamint a kieső villamos energia pótlási lehetőségeinek megvizsgálására létrehozott vizsgálóbizottság tisztségviselőinek és tagjainak megválasztásáról
- 85/2003. (IX. 11.) OGY határozat az Európa Tanács Strasbourgban, 1999. november 4-én kelt Korrupcióról szóló Polgári Jogi Egyezményének megerősítéséről
- 86/2003. (IX. 11.) OGY határozat a Közép-európai Szabadkereskedelmi Megállapodás módosításáról szóló, 2003. július 4-én, Bledben aláírt Megállapodás megerősítéséről
- 87/2003. (IX. 11.) OGY határozat a Magyar Köztársaság Kormánya és a Görög Köztársaság Kormánya között az államuk területén jogellenesen tartózkodó személyek visszafogadásáról szóló, Athénban, 2003. január 30. napján aláírt Egyezmény megerősítéséről
- 88/2003. (IX. 11.) OGY határozat a Magyar Köztársaság Kormánya és Románia Kormánya között, a katonai együttműködésről szóló, Budapesten, 2003. április 7-én aláírt Megállapodás megerősítéséről
- 89/2003. (IX. 11.) OGY határozat a Magyar Köztársaság Kormánya és a Szlovák Köztársaság Kormánya között, személyeknek a közös államhatáron történő visszafogadásáról szóló, Budapesten, 2002. szeptember 12. napján aláírt Egyezmény megerősítéséről
- 90/2003. (IX. 19.) OGY határozat az Országgyűlés bizottságainak létrehozásáról, tisztségviselőinek és tagjainak megválasztásáról szóló 20/2002. (V. 16.) OGY határozat módosításáról
- 91/2003. (IX. 19.) OGY határozat a Magyar Köztársaság Kormánya és a Benelux Államok (a Belga Királyság, a Luxemburgi Nagyhercegség, a Holland Királyság) Kormányai között a jogellenesen tartózkodó személyek visszafogadásáról szóló, Luxemburgban, 2002. január 23. napján aláírt Egyezmény megerősítéséről
- 92/2003. (IX. 19.) OGY határozat az óvoda- és iskolabezárások okait vizsgáló bizottság felállításáról
- 93/2003. (IX. 23.) OGY határozat az 1999. évi LXXXIII. törvénnyel kihirdetett, a védjegyek nemzetközi lajstromozásáról szóló Madridi Megállapodáshoz kapcsolódó 1989. évi Jegyzőkönyvhöz fűzött nyilatkozat visszavonásáról
- 94/2003. (IX. 23.) OGY határozat a biológiai biztonságról szóló Cartagena jegyzőkönyv megerősítéséről
- 95/2003. (IX. 23.) OGY határozat az ipari minták nemzetközi letétbe helyezéséről szóló 1925. évi Hágai Megállapodás 1999. július 2-án, Genfben felülvizsgált szövegének megerősítéséről, továbbá az ipari minták nemzetközi letétbe helyezéséről szóló 1925. évi Hágai Megállapodás 1934. június 2-án, Londonban felülvizsgált szövegének felmondásáról
- 96/2003. (IX. 23.) OGY határozat az óvoda- és iskolabezárások okait vizsgáló bizottság tisztségviselőinek és tagjainak megválasztásáról
- 97/2003. (IX. 23.) OGY határozat a nemzeti lovas programot előkészítő eseti bizottság létrehozásáról
- 98/2003. (IX. 23.) OGY határozat a „Parlagfűmentes Magyarországért” eseti bizottság tisztségviselőinek és tagjainak megválasztásáról szóló 13/2003. (II. 26.) OGY határozat módosításáról
- 99/2003. (X. 10.) OGY határozat az afganisztáni Nemzetközi Biztonsági Közreműködő Erők (ISAF) műveleteiben való magyar katonai részvételről
- 100/2003. (X. 10.) OGY határozat a Magyar Köztársaság és az Észt Köztársaság között a kettős adóztatás elkerüléséről és az adóztatás kijátszásának megakadályozásáról a jövedelem- és a vagyonadók területén Budapesten, 2002. szeptember 11-én aláírt Egyezmény megerősítéséről
- 101/2003. (X. 10.) OGY határozat Balogh László országgyűlési képviselő mentelmi ügyében
- 102/2003. (X. 10.) OGY határozat dr. Bartha László országgyűlési képviselő mentelmi ügyében
- 103/2003. (X. 10.) OGY határozat Demeter Ervin országgyűlési képviselő mentelmi ügyében
- 104/2003. (X. 10.) OGY határozat a nemzeti lovas programot előkészítő eseti bizottság tisztségviselőinek és tagjainak megválasztásáról
- 105/2003. (X. 10.) OGY határozat a Közbeszerzések Tanácsának a közbeszerzések tisztaságával és átláthatóságával kapcsolatos tapasztalatairól, valamint a 2001. január 1.-december 31. közötti időszakban végzett tevékenységéről szóló beszámoló elfogadásáról
- 106/2003. (X. 10.) OGY határozat a Közbeszerzések Tanácsának a közbeszerzések tisztaságával és átláthatóságával kapcsolatos tapasztalatairól, valamint a 2002. január 1.-december 31. közötti időszakban végzett tevékenységéről szóló beszámoló elfogadásáról
- 107/2003. (X. 10.) OGY határozat az Országos Rádió és Televízió Testület 2002. évi tevékenységéről szóló beszámolóról
- 108/2003. (X. 27.) OGY határozat az Országgyűlés bizottságainak létrehozásáról, tisztségviselőinek és tagjainak megválasztásáról szóló 20/2002. (V. 16.) OGY határozat módosításáról
- 109/2003. (X. 27.) OGY határozat a Pénzügyi Szervezetek Állami Felügyelete által feltárt brókerbotránynak, ezen belül különösen a Pannonplast Rt. részvényeinek megvásárlása körülményeinek, a K & H Equities Rt.-nél történt milliárdos sikkasztásnak, a Britton cégcsoportnak a tranzakcióban betöltött szerepének, a Medgyessy Péter által elnökölt Inter-Európa Bank Rt.-ben történt pénzmosásnak és az egész botránysorozattal kapcsolatos kormányzati és kormánypárti politikusok érintettségének kivizsgálására létrehozott vizsgáló bizottság tisztségviselőinek és tagjainak megválasztásáról
- 110/2003. (X. 27.) OGY határozat országgyűlési vizsgálóbizottság létrehozásáról „a Pénzügyi Szervezetek Állami Felügyelete által feltárt brókerbotránynak, ezen belül különösen a Pannonplast Rt. részvényeinek megvásárlása körülményeinek, a K & H Equities Rt.-nél történt milliárdos sikkasztásnak, a Britton cégcsoportnak a tranzakcióban betöltött szerepének, a Medgyessy Péter által elnökölt Inter-Európa Bank Rt.-ben történt pénzmosásnak és az egész botránysorozattal kapcsolatos kormányzati és kormánypárti politikusok érintettségének kivizsgálására”
- 111/2003. (X. 27.) OGY határozat a gyermekek feletti felügyeleti jogot érintő határozatok elismeréséről és végrehajtásáról, valamint a felügyeleti viszonyok helyreállításáról szóló, 1980. május 20. napján, Luxemburgban kelt európai egyezmény megerősítéséről
- 112/2003. (X. 27.) OGY határozat az Állami Számvevőszék 2001. évi tevékenységéről szóló jelentés elfogadásáról szóló 69/2002. (X. 4.) OGY határozat módosításáról
- 113/2003. (X. 27.) OGY határozat a nagy távolságra jutó, országhatárokon átterjedő levegőszennyezésről szóló 1979. évi Genfi Egyezményhez kapcsolódó, a környezetben tartósan megmaradó szerves szennyezőanyagok (POP) légköri kibocsátásának csökkentéséről szóló, Aarhusban, 1998. június 24-én elfogadott jegyzőkönyv megerősítéséről
- 114/2003. (X. 27.) OGY határozat a Nemzetközi Tengerészeti Szervezetről szóló 1948. évi egyezmény 1991. évi módosításainak elfogadásáról
- 115/2003. (X. 28.) OGY határozat a társadalmi bűnmegelőzés nemzeti stratégiájáról
- 116/2003. (X. 28.) OGY határozat a nemzeti lovas programot előkészítő eseti bizottság tisztségviselőinek és tagjainak megválasztásáról szóló 104/2003. (X. 10.) OGY határozat módosításáról
- 117/2003. (XI. 5.) OGY határozat az Országgyűlés bizottságainak létrehozásáról, tisztségviselőinek és tagjainak megválasztásáról szóló 20/2002. (V. 16.) OGY határozat módosításáról
- 118/2003. (XI. 5.) OGY határozat az agrárgazdaság 2002. évi helyzetéről szóló jelentés elfogadásáról
- 119/2003. (XI. 5.) OGY határozat az iraki válság rendezése érdekében tett erőfeszítésekhez történő magyar katonai hozzájárulásról szóló 65/2003. (VI. 3.) OGY határozat módosításáról
- 120/2003. (XI. 11.) OGY határozat dr. Lázár János országgyűlési képviselő mentelmi ügyében
- 121/2003. (XI. 11.) OGY határozat Rogán Antal országgyűlési képviselő mentelmi ügyében
- 122/2003. (XI. 21.) OGY határozat az Országgyűlés bizottságainak létrehozásáról, tisztségviselőinek és tagjainak megválasztásáról szóló 20/2002. (V. 16.) OGY határozat módosításáról
- 123/2003. (XI. 21.) OGY határozat Fehérvári Tamás országgyűlési képviselő mentelmi ügyében
- 124/2003. (XI. ?.) OGY határozat az Európai Szociális Karta 1991. évi Módosító Jegyzőkönyvének megerősítéséről
- 125/2003. (XI. 21.) OGY határozat a Magyar Köztársaság és a Kubai Köztársaság között a beruházások ösztönzéséről és kölcsönös védelméről, Havannában, 1999. október 22-én aláírt Megállapodás megerősítéséről
- 126/2003. (XI. 21.) OGY határozat a „Parlagfűmentes Magyarországért” eseti bizottság jelentésének elfogadásáról és a szükséges kormányzati intézkedésekről
- 127/2003. (XI. 26.) OGY határozat dr. Deutsch Tamás országgyűlési képviselő mentelmi ügyében
- 128/2003. (XI. 26.) OGY határozat a Nemzetközi Munkaügyi Szervezet Általános Konferenciája 90. ülésszakán elfogadott, a szövetkezetek elősegítéséről szóló 193. számú Ajánlásról szóló beszámoló elfogadásáról
- 129/2003. (XI. 26.) OGY határozat az 1932-1933. évi nagy ukrajnai éhínség 70. évfordulójára
- 130/2003. (XII. 11.) OGY határozat az Országgyűlés tisztségviselőinek megválasztásáról szóló 19/2002. (V. 16.) OGY határozat módosításáról
- 131/2003. (XII. 11.) OGY határozat népi kezdeményezésről
- 132/2003. (XII. 11.) OGY határozat a 2003-2008. közötti időszakra szóló Nemzeti Környezetvédelmi Programról
- 133/2003. (XII. 17.) OGY határozat a Belga Királyság, a Dán Királyság, a Németországi Szövetségi Köztársaság, a Görög Köztársaság, a Spanyol Királyság, a Francia Köztársaság, az Ír Köztársaság, az Olasz Köztársaság, a Luxemburgi Nagyhercegség, a Holland Királyság, az Osztrák Köztársaság, a Portugál Köztársaság, a Finn Köztársaság, a Svéd Királyság, Nagy-Britannia és Észak-Írország Egyesült Királysága (az Európai Unió tagállamai) és a Cseh Köztársaság, az Észt Köztársaság, a Ciprusi Köztársaság, a Lett Köztársaság, a Litván Köztársaság, a Magyar Köztársaság, a Máltai Köztársaság, a Lengyel Köztársaság, a Szlovén Köztársaság és a Szlovák Köztársaság között, a Cseh Köztársaságnak, az Észt Köztársaságnak, a Ciprusi Köztársaságnak, a Lett Köztársaságnak, a Litván Köztársaságnak, a Magyar Köztársaságnak, a Máltai Köztársaságnak, a Lengyel Köztársaságnak, a Szlovén Köztársaságnak és a Szlovák Köztársaságnak az Európai Unióhoz történő csatlakozásáról szóló nemzetközi szerződés megerősítéséről
- 134/2003. (XII. 17.) OGY határozat a holocaust roma áldozatainak nemzetközi és hazai kárpótlását vizsgáló parlamenti vizsgáló bizottság felállításáról
- 135/2003. (XII. 17.) OGY határozat az iskolai tejfogyasztás „Igyál tejet” programról
- 136/2003. (XII. 23.) OGY határozat Török Zsolt országgyűlési képviselő mentelmi ügyében
- 137/2003. (XII. 23.) OGY határozat dr. Kaltenbach Jenő, a nemzeti és etnikai kisebbségi jogok országgyűlési biztosa mentelmi ügyében
- 138/2003. (XII. 23.) OGY határozat Keller László országgyűlési képviselő mentelmi ügyében
- 139/2003. (XII. 23.) OGY határozat az Európai Parlament tagjai 2004. évi választásának pénzügyi támogatásáról
- 140/2003. (XII. 23.) OGY határozat az Országgyűlés felhatalmazásának megadásáról az államháztartásról szóló 1992. évi XXXVIII. törvény 22. §-a alapján az M7-es autópálya Ordacsehi-Balatonkeresztúr (145+000-170+700 km szelvény) közötti szakasza építési munkáinak megvalósítására vonatkozó szerződés érvénybelépéséhez

### Egyéb fontosabb jogszabályok

#### Miniszteri rendeletek

##### Január
- 1/2003. (I. 6.) FMM rendelet A foglalkoztatáspolitikai és munkaügyi miniszter által adományozható elismerésekről
- 1/2003. (I. 6.) KüM-PM együttes rendelet A Kereskedelmi Vámtarifa 2003. évi alkalmazásáról
- 1/2003. (I. 6.) OM rendelet A szakmai követelmények kiadásáról szóló 16/1994. (VII. 8.) MKM rendelet kiegészítéséről
- 1/2003. (I. 8.) FVM-ESZCSM együttes rendelet A nyers tej, a hőkezelt tej és a tejalapú termékek előállításának, forgalomba hozatalának élelmiszer-higiéniai feltételeiről
- 1/2003. (I. 8.) GKM rendeletAz automatikus ellenőrző és osztályozó mérlegek típusvizsgálatáról és első hitelesítéséről
- 2/2003. (I. 8.) KüM rendelet A Magyar Köztársaság Kereskedelmi Képviselete (Moszkva) költségvetési szerv megszüntetésével, jogutódlásával kapcsolatos egyes kérdésekről
- 1/2003. (I. 9.) BM rendelet A tűzoltóság tűzoltási és műszaki mentési tevékenységének szabályairól
- 1/2003. (I. 9.) IHM rendelet Az informatikai és hírközlési miniszter által adományozható elismerésekről szóló 2/2002. (X. 17.) IHM rendelet módosításáról
- 1/2003. (I. 9.) KvVM-ESZCSM-FVM együttes rendelet A légszennyezettségi határértékekről, a helyhez kötött légszennyező pontforrások kibocsátási határértékeiről szóló 14/2001. (V.9.) KöM-EüM-FVM együttes rendelet módosításáról
- 1/2003. (I. 9.) PM rendelet A kincstári rendszer működésével kapcsolatos pénzügyi szolgáltatások teljesítésének rendjéről szóló 36/1999. (XII. 27.) PM rendelet módosításáról
- 2/2003. (I.14.) GKM rendelet Az állami kezelésű autópályák használatának díjáról
- 3/2003. (I.14.) KüM-PM együttes rendelet A Kereskedelmi Vámtarifa kihirdetéséről szóló 64/1995. (XI.24.) IKM-PM együttes rendelet módosításáról
- 1/2003. (I. 16.) HM rendelet A hivatásos és szerződéses katonai szolgálat létesítéséről, módosításáról, megszüntetéséről, tartalmáról, valamint az integrált személyügyi igazgatás és egységes nyilvántartás rendjéről szóló 10/2002. (III. 5.) HM rendelet kiegészítéséről
- 2/2003. (I. 16.) HM rendelet A Honvédelmi Minisztérium fejezetéhez tartozó szervezetek állománya élelmezési pénznormáinak megállapításáról
- 1/2003. (I.21.) ESZCSM rendelet A társadalombiztosítási támogatással rendelhető gyógyszerekről és a támogatás összegéről
- 2/2003. (I.21.) FVM rendelet A lakások és helyiségek bérletére, valamint az elidegenítésükre vonatkozó egyes szabályokról szóló 1993. évi LXXVIII. törvény végrehajtásáról rendelkező 106/1999. (XII.28.) FVM rendelet módosításáról
- 4/2003. (I.21.) KüM rendelet Az alapellátmányról, a valuta-költségtérítésről és egyes állomáshelyekhez kapcsolódó további ellátmánypótlékról szóló 5/1997. (XII. 29.) KüM rendelet módosításáról
- 5/2003. (I. 21.) KüM rendelet Az állami vezetők külföldi napidíjáról szóló 4/1997. (XII. 29.) KüM rendelet módosításáról
- 2/2003. (I. 21.) OM rendelet Az oktatási miniszter hatáskörébe tartozó szakképesítések megszerzésére irányuló szakmai vizsga szervezésére feljogosított intézményekről szóló 42/2002. (VI. 7.) OM rendelet módosításáról
- 1/2003. (I. 21.) ESzCsM rendelet a társadalombiztosítási támogatással rendelhető gyógyszerekről és a támogatás összegéről
- 3/2003. (I. 25.) BM-GKM-KvVM együttes rendelet Az építési termékek műszaki követelményeinek, megfelelőség igazolásának, valamint forgalomba hozatalának és felhasználásának részletes szabályairól
- 3/2003. (I. 25.) HM rendelet A hivatásos, szerződéses és nyugállományú katonák, valamint a honvédelmi ágazatban foglalkoztatott köztisztviselők és közalkalmazottak igazolványairól szóló 24/2002. (IV. 10.) HM rendelet módosításáról
- 4/2003. (I. 25.) GKM rendelet A gazdasági és közlekedési miniszter irányítása alatt álló szervek közalkalmazottainak vagyonnyilatkozat-tételéről
- 1/2003. (I. 25.) MeHVM rendelet A központi közigazgatás integrált üdültetési rendszerébe tartozó üdülők igénybevételének rendjéről szóló 9/2001. (III. 23.) MeHVM rendelet módosításáról
- 1/2003. (I. 25.) NKÖM rendelet A szakmai és vizsgakövetelmények kiadásáról, valamint a szakmai vizsga szervezésére feljogosított intézményekről szóló 9/2002. (IV. 5.) NKÖM rendelet módosításáról
- 2/2003. (I. 25.) NKÖM rendelet A helyi önkormányzatok színházi támogatásáról
- 3/2003. (I. 25.) NKÖM rendelet Egyes régészeti lelőhelyek védetté nyilvánításáról, illetőleg régészeti védettség megszüntetéséről
- 12/2003. (I. 30.) Korm. rendelet A zálogtárgyak bírósági végrehajtáson kívüli értékesítésének szabályairól
- 4/2003. (I. 30.) BM-PM együttes rendelet A Nemzetközi Bűnügyi Együttműködési Központ jogállásáról, részletes feladat- és hatásköréről, valamint a magyar bűnüldöző hatóságok és az Európai Rendőrségi Hivatal közötti nemzetközi együttműködésről szóló 4/2002. (I. 30.) BM-PM együttes rendelet módosításáról
- 4/2003. (I. 30.) FVM rendelet Az Agrárintervenciós Központ létesítéséről szóló 108/1997. (XII. 29.) FM rendelet módosításáról
- 5/2003. (I. 30.) GKM rendelet A hajózási képesítésekről szóló 15/2001. (IV. 27.) KöViM rendelet módosításáról
- 2/2003. (I.30.) PM rendelet A számla, egyszerűsített számla és nyugta adóigazgatási azonosításáról, valamint a nyugta adását biztosító pénztárgép és taxaméter alkalmazásáról szóló 24/1995. (XI. 22.) PM rendelet módosításáról
- 3/2003. (I. 30.) PM rendelet A pénzügyminiszter hatáskörébe tartozó szakképesítések szakmai vizsgáinak szervezésére feljogosított intézményekről
- 4/2003. (I. 30.) PM-BM együttes rendelet A helyi önkormányzatokat 2003. évben megillető normatív állami hozzájárulásokról, normatív, kötött felhasználású támogatásokról, személyi jövedelemadóról, valamint a helyi önkormányzatok bevételeinek aránytalanságát mérsékelő kiegészítésről, illetve beszámításról
- 4/2003. (I. 31.) HM rendelet A hivatásos és szerződéses katonák egészségi, pszichikai és fizikai alkalmasságának minősítéséről

##### Február
- 2/2003. (II. 1.) ESZCSM rendelet A gyógyszerek rendeléséről és kiadásáról szóló 3/1995. (II. 8. ) NM rendelet módosításáról
- 3/2003. (II. 1.) ESZCSM rendelet Az egészségügyről szóló 1997. évi CLIV. törvénynek a szerv- és szövetátültetésre, valamint -tárolásra és egyes kórszövettani vizsgálatokra vonatkozó rendelkezései végrehajtásáról szóló 18/1998. (XII. 27.) EüM rendelet módosításáról
- 5/2003. (II. 1.) FVM rendelet A kecsketej 2003. évi agrárpiaci támogatásáról
- 6/2003. (II. 1.) FVM rendelet A juhtej 2003. évi agrárpiaci támogatásáról
- 5/2003. (II. 1.) HM rendelet Az állami célú légiközlekedés szakszemélyzetének képzéséről
- 7/2003. (II. 4.) FVM rendelet A ló fertőző arteritise elleni védekezésről
- 1/2003. (II. 4.) GYISM rendelet A Gyermek és Ifjúsági Alapprogram és a Regionális Ifjúsági Irodák működéséről szóló 2/1999. (IX. 24.) ISM rendelet módosításáról
- 5/2003. (II. 4.) PM rendelet Az elismert munkavállalói értékpapír-juttatási program nyilvántartásba vételére irányuló eljárás rendjéről, valamint az eljárás kezdeményezéséért fizetendő igazgatási szolgáltatási díj mértékéről
- 8/2003. (II. 7.) FVM rendelet A vágómarha 2003. évi irányáráról, alsó és felső intervenciós áráról
- 9/2003. (II. 7.) FVM rendelet A mezőgazdasági haszonállat tartási szabályok betartása mellett előállított vágóbaromfi 2003. év első félévi termelési támogatásáról
- 10/2003. (II. 7.) FVM-KüM-PM együttes rendelet Az élősertés exportjának időszakos támogatásáról
- 11/2003. (II. 7.) FVM-KüM-PM együttes rendelet A vágott egész csirke exportjának időszakos támogatásáról
- 12/2003. (II. 7.) FVM rendelet A haszonállat tartásra vonatkozó előírások betartása mellett előállított vágósertés termelési támogatásáról
- 6/2003. (II. 7.) HM rendelet A Magyar Honvédség belföldi futárszolgálati tevékenységéről
- 2/2003. (II. 7.) IHM rendelet A rádió és televízió műsorszórás legmagasabb díjairól
- 3/2003. (II. 7.) IHM rendelet Az Internet szolgáltatás távbeszélő hálózaton keresztül történő elérésének áráról, valamint az Internet szolgáltatás távközlő hálózaton keresztül történő nyújtása esetén a távközlő szolgáltatás díjának azon hányadáról, melyet a távközlési szolgáltató átad az Internet szolgáltatónak című 30/2001. (XII. 23.) MeHVM rendelet, valamint a hálózati szolgáltatások költségszámítására vonatkozó szabályokról szóló 1/2002. (I.11.) MeHVM rendelet módosításáról
- 3/2003. (II. 7.) OM rendelet A nonprofit ügyintéző és nonprofit menedzser szakképesítés szakmai és vizsgakövetelményeinek kiadásáról szóló 7/1998. (III. 11.) MüM rendelet módosításáról
- 4/2003. (II. 7.) OM rendelet A szakmai követelmények kiadásáról szóló 6/1994. (VIII. 31.) MüM rendelet módosításáról
- 4/2003. (II. 12.) ESZCSM rendelet A közgyógyellátásra jogosultak részére térítésmentesen rendelhető gyógyszerekről szóló 10/1995. (II. 24.) NM rendelet módosításáról
- 13/2003. (II. 12.) FVM rendelet A marhahús és marhahús-készítmények kötelező címkézéséről
- 4/2003. (II. 12.) IHM rendelet A közcélú távközlő-hálózatok azonosítóinak felosztási tervéről szóló 10/2001. (III. 27.) MeHVM rendelet módosításáról
- 5/2003. (II. 12.) OM rendelet a szakmai követelmények kiadásáról szóló 16/1994. (VII. 8.) MKM rendelet módosításáról
- 5/2003. (II. 14.) BM rendelet A belügyminiszter irányítása alatt álló fegyveres szervek hivatásos állományú tagjai illetményének és egyéb juttatásainak megállapításáról, valamint a folyósítás szabályairól szóló 20/1997. (III.19.) BM rendelet módosításáról
- 14/2003. (II. 14.) FVM rendelet A sertések hólyagos betegsége elleni védekezés szabályairól
- 15/2003. (II. 14.) FVM rendelet A tehéntej termékpálya szabályozásáról szóló 5/1997. (I.30.) FM rendelet módosításáról
- 6/2003. (II. 14.) GKM rendelet Az egyes fogyasztási cikkek behozatalának 2003. I. félévi szabályozásáról szóló 37/2002. (XII. 21.) GKM rendelet módosításáról
- 6/2003. (II. 14.) KüM-PM együttes rendelet A Kereskedelmi Vámtarifa kihirdetéséről szóló 64/1995. (XI. 24.) IKM-PM együttes rendelet módosításáról
- 7/2003. (II. 14.) KüM-PM együttes rendelet A Magyar Köztársasággal szabadkereskedelmi megállapodást kötött országokból származó egyes árukra vonatkozó kedvezményes vámkontingensekről szóló 24/2002. (XI. 30.) KüM-PM együttes rendelet módosításáról
- /2003. (II. 19.) ESZCSM rendelet A magasabb összegű családi pótlékra jogosító betegségekről és fogyatékosságokról
- 7/2003. (II. 19.) GKM rendelet A taxiba szerelt viteldíjjelzők típusvizsgálatáról és első hitelesítéséről
- 8/2003. (II. 19.) GKM rendelet A szállítható nyomástartó berendezések biztonsági követelményeiről és megfelelőség-tanúsításáról
- 16/2003. (II. 20.) FVM rendelet A Magyar Élelmiszerkönyv kötelező előírásairól szóló 40/1995. (XI. 16.) FM rendelet módosításáról
- 7/2003. (II. 20.) HM rendelet A katonák illetményéről és illetményjellegű juttatásairól, valamint a közalkalmazottak jutalmazásáról szóló 3/2002. (I. 25.) HM rendelet módosításáról
- 8/2003. (II. 20.) HM rendelet A nem polgári célú frekvenciagazdálkodás egyes hatósági eljárásairól
- 4/2003. (II. 20.) NKÖM rendelet Az örökségvédelmi hatástanulmányról
- 5/2003. (II. 20.) NKÖM rendelet A Magyar Állami Operaház mesterművésze díjról
- 6/2003. (II. 20.) PM rendelet Az országkockázat tőkekövetelményéről szóló 16/2001. (III. 9.) PM rendelet, valamint a befektetési vállalkozások országkockázatának tőkekövetelményéről szóló 8/2002. (II. 20.) PM rendelet módosításáról
- 17/2003. (II. 25.) FVM rendelet A szakmai követelmények kiadásáról szóló 64/1994. (XII. 15.) FM rendelet módosításáról
- 18/2003. (II. 25.) FVM rendelet A Magyarország SAPARD Terve 2000-2006 kihirdetéséről szóló 53/2001. (VIII. 17.) FVM rendelet módosításáról
- 19/2003. (II. 25.) FVM rendelet Egyes állategészségügyi jogszabályok módosításáról
- 6/2003. (II. 26.) ESZCSM rendelet A személyes gondoskodást nyújtó szociális intézmények szakmai feladatairól és működésük feltételeiről szóló 1/2000. (I. 7.) SZCSM rendelet módosításáról
- 9/2003. (II. 26.) HM rendelet A fejezeti kezelésű előirányzatok 2003. évi felhasználásának rendjéről
- 10/2003. (II. 26.) HM rendelet A honvédelmi kötelezettségek teljesítésével összefüggő egyes költségek megtérítéséről és díjazások folyósításáról
- 11/2003. (II. 26.) HM rendelet A Magyar Honvédség, valamint a miniszter közvetlen irányítása (felügyelete) alá tartozó szervezetek hivatásos és szerződéses állományának beosztási kategóriába történő részletes besorolásáról, illetve az ezen beosztásokban elérhető rendfokozatokról szóló 30/2001. (XII. 27.) HM rendelet módosításáról
- 2/2003. (II. 26.) KvVM rendelet Az árvíz- és belvízvédekezésről szóló 10/1997. (VII. 17.) KHVM rendelet módosításáról
- 20/2003. (II. 28.) FVM rendelet A húskészítmények és egyes egyéb állati eredetű termékek előállításának és forgalomba hozatalának élelmiszer-higiéniai feltételeiről
- 21/2003. (II. 28.) FVM rendelet A szőlőtermesztésről és borgazdálkodásról szóló 1997. évi CXXI. törvény végrehajtásáról kiadott 106/1997. (XII. 19.) FM rendelet módosításáról
- 9/2003. (II. 28.) GKM rendelet Az egyes iparjogvédelmi oltalmak megszerzésének és fenntartásának a magyar találmányok külföldi bejelentése célelőirányzatból történő támogatásáról
- 2/2003. (II. 28.) MeHVM rendelet Az elismerések adományozásának rendjéről szóló 1/1998. (I. 23.) TNM rendelet módosításáról
- 6/2003. (II. 28.) OM rendelet a nevelési-oktatási intézmények működéséről szóló 11/1994. (VI. 8.) MKM rendelet és a Kollégiumi nevelés országos alapprogramjának kiadásáról szóló 46/2001. (XII. 22.) OM rendelet módosításáról

##### Március
- 22/2003. (III. 4.) FVM-KüM-PM együttes rendelet Az étkezési alma orosz piacon történő értékesítéséhez igénybe vehető exporttámogatásról
- 23/2003. (III. 4.) FVM rendelet Az 1999. évi költségvetési törvényben jóváhagyott 16 milliárd forint összegű agrárhitelhez kapcsolódó kezességvállalás felhasználásáról, a szarvasmarha ágazat fejlesztéséről szóló 7/2000. (II. 29.) FVM rendelet módosításáról
- 10/2003. (III. 4.) GKM rendelet Az előmunkálati jogot és a vezetékjogot engedélyező hatóság meghatározásáról
- 6/2003. (III. 7.) BM rendelet Az anyakönyvekről, a házasságkötési eljárásról és a névviselésről
- 1/2003. (III. 7.) IM rendelet Az ismeretlen helyen tartózkodó terhelt, illetve a bűncselekmény elkövetésével alaposan gyanúsítható ismeretlen személy tartózkodási helye felkutatásának, lakóhelye, illetőleg személyazonossága megállapításának és körözése elrendelésének részletes szabályairól
- 3/2003. (III. 7.) KvVM rendelet A Környezetvédelmi alap célfeladatok fejezeti kezelésű előirányzat felhasználásának és ellenőrzésének szabályairól
- 4/2003. (III. 7.) KvVM rendelet A Vízügyi célelőirányzat felhasználásának és ellenőrzésének szabályairól
- 7/2003. (III. 11.) ESZCSM rendelet Az egészségügyi szakellátás társadalombiztosítási finanszírozásának egyes kérdéseiről szóló 9/1993. (IV.2.) NM rendelet módosításáról
- 3/2003. (III. 11.) FMM-ESZCSM együttes rendelet A potenciálisan robbanásveszélyes környezetben levő munkahelyek minimális munkavédelmi követelményeiről
- 24/2003. (III. 11.) FVM-PM együttes rendelet A mezei őrszolgálat megalakításához, fenntartásához nyújtandó 2003. évi állami hozzájárulás igénybevételének rendjéről és feltételeiről
- 25/2003. (III. 11.) FVM rendelet Az önkéntes termelési önkorlátozás támogatásáról
- 26/2003. (III. 11.) FVM rendelet Az EU versenyfeltételeihez történő alkalmazkodás elősegítéséhez nyújtott támogatásról
- 27/2003. (III. 11.) FVM rendelet A tehéntej irányáráról, a tejpor, illetve a vaj alsó és felső intervenciós áráról, valamint a közvetlen termelői támogatásokról
- 28/2003. (III. 11.) FVM rendelet A 2002. évi termésű élelmezési búza intervenciós készleteinek megvásárlásáról
- 29/2003. (III. 11.) FVM rendelet A 2002. évi termésű búza intervenciós készleteinek értékesítéséről és támogatásáról
- 8/2003. (III. 13.) ESZCSM rendelet Az in vitro diagnosztikai orvostechnikai eszközökről
- 9/2003. (III. 13.) ESZCSM rendelet Az élelmiszerek vegyi szennyezettségének megengedhető mértékéről szóló 17/1999. (VI. 16.) EüM rendelet módosításáról
- 11/2003. (III. 13.) GKM-BM együttes rendelet A közúti járművek forgalomba helyezésével és forgalomban tartásával, valamint környezetvédelmi felülvizsgálatával és ellenőrzésével kapcsolatos egyes díjakról szóló 11/1998. (IV. 17.) KHVM-BM együttes rendelet módosításáról
- 12/2003. (III. 13.) HM rendelet A honvédségi közúti járművek üzembentartásáról szóló 7/1991. (X. 16.) HM rendelet módosításáról
- 2/2003. (III. 13.) IM rendelet A közvetítők igazolványáról
- 3/2003. (III. 13.) IM rendelet A közvetítői névjegyzék vezetéséről
- 8/2003. (III. 13.) KüM rendelet A Kereskedelemfejlesztési Célelőirányzat felhasználásának és kezelésének részletes szabályairól szóló 7/2001. (IV. 5.) KüM rendelet módosításáról
- 3/2003. (III. 13.) MeHVM rendelet A Miniszterelnöki Hivatalt vezető miniszter által adományozható kitüntetésekről és elismerésekről szóló 1/1998. (X. 28.) MeHVM rendelet módosításáról
- 7/2003. (III. 13.) PM rendelet A Rendkívüli beruházási támogatás előirányzat felhasználásának rendjéről
- 7/2003. (III. 14.) BM rendelet A 2003. április 12-én megtartásra kerülő európai uniós népszavazás költségeinek normatíváiról, tételeiről, elszámolási és belső ellenőrzési rendjéről
- 8/2003. (III. 14.) BM rendelet A Határőrség határrendészeti szerveinek és nyomozó hatóságainak illetékességi területéről szóló 30/2001. (XII. 11.) BM rendelet módosításáról
- 12/2003. (III. 14.) GKM rendelet A védő- és határpillérek méretezéséről szóló Bányabiztonsági Szabályzat kiadásáról
- 29/2003. (III. 18.) Korm. rendelet Az agrár- és vidékfejlesztési támogatások igénybevételének általános feltételeiről szóló 290/2002. (XII. 27.) Korm. rendelet módosításáról
- 30/2003. (III. 18.) Korm. rendelet A víziközlekedés egyes belvízi utakon környezetvédelmi okokból való korlátozásáról és a korlátozás alá eső területeken kiadható üzemeltetési engedélyről
- 30/2003. (III. 18.) FVM rendelet Az egyes állategészségügyi intézetek működési területének meghatározásáról
- 2/2003. (III. 18.) GYISM rendelet Az állami sportcélú támogatások felhasználásának szabályairól
- 6/2003 (III. 18.) NKÖM rendelet Egyes ingatlanok műemlékké nyilvánításáról, illetve műemléki védettségének megszüntetéséről
- 9/2003. (III. 21.) BM rendelet A 2003. április 12. napjára kitűzött országos népszavazás eljárási határidőinek és határnapjainak megállapításáról szóló 33/2002. (XII. 23.) BM rendelet módosításáról
- 10/2003. (III. 21.) BM rendelet A lakások és helyiségek bérletére, valamint elidegenítésükre vonatkozó egyes szabályokról szóló 1993. évi LXXVIII. törvény végrehajtásáról szóló 41/2000. (XII. 12.) BM rendelet módosításáról
- 31/2003. (III. 21.) FVM rendelet	A földmérési és térképészeti tevékenységről szóló 1996. évi LXXVI. törvény végrehajtásáról szóló 16/1997. (III.5.) FMrendelet módosításáról
- 32/2003. (III. 21.) FVM rendelet Az állami tejkvóta-felvásárlásról és -értékesítésről
- 4/2003. (III. 21.) IM rendelet A hagyatéki eljárásról szóló 6/1958. (VII. 4.) IM rendelet és egyes jogszabályok módosításáról
- 7/2003. (III. 21.) OM rendelet Az Országos szakértői és Országos vizsgáztatási névjegyzékről és a szakértői tevékenységről szóló 42/1999. (X.13.) OM rendelet módosításáról
- 11/2003. (III. 24.) BM rendelet A választási eljárásról szóló 1997. évi C. törvény végrehajtásáról az országos népszavazáson és az országos népi kezdeményezésen 34/2002. (XII. 23.) BM rendelet módosításáról
- 12/2003. (III. 24.) BM rendelet Egyes építésügyi jogszabályok módosításáról
- 4/2003. (III. 24.) FMM-ESZCSM-PM együttes rendelet A megváltozott munkaképességű dolgozók foglalkoztatásáról és szociális ellátásáról szóló 8/1983. (VI. 29.) EüM-PM együttes rendelet módosításáról
- 13/2003. (III. 24.) HM rendelet A vagyonnyilatkozat-tételére kötelezett közalkalmazotti munkakörökről
- 14/2003. (III. 24.) HM rendelet Az állami célú légiközlekedés szakterületéhez kapcsolódó szakértői működés engedélyezéséről
- 15/2003. (III. 24.) HM rendelet Egyes honvédelmi miniszteri rendeletek hatályon kívül helyezéséről
- 5/2003. (III. 24.) IHM rendelet A távközlési építmények engedélyezéséről és ellenőrzéséről szóló 29/1999. (X.6.) KHVM rendelet módosításáról
- 10/2003. (III. 27.) ESZCSM rendelet Az Országos Gyermekvédelmi Szakértői Névjegyzékről
- 13/2003. (III. 27.) GKM rendelet A vasúti hatósági eljárások díjairól szóló 38/1998. (XII. 23.) KHVM rendelet módosításáról
- 14/2003. (III. 27.) GKM rendelet Az Országos Vasúti Szabályzat II. kötetének kiadásáról szóló 18/1998. (VII. 3.) KHVM rendelet módosításáról
- 8/2003. (III. 27.) OM rendelet A diákigazolványok előállításának, kiadásának és nyilvántartásának rendjéről szóló 15/1999. (III. 24.) OM rendelet módosításáról
- 8/2003. (III. 27.) PM rendelet A költségvetési viszontgarancia vállalásának és érvényesítésének részletes szabályairól szóló 48/2002. (XII. 28.) PM rendelet módosításáról
- 13/2003. (III. 28.) BM rendelet A belügyminiszter irányítása alá tartozó önálló szervezetek, valamint a hivatásos önkormányzati tűzoltóságok egyenruhaellátásra jogosult személyi állománya Ruházati Szabályzatának kiadásáról szóló 21/1998. (IV. 22.) BM rendelet módosításáról
- 11/2003. (III. 28.) ESZCSM rendelet A gyógyszerek rendeléséről és kiadásáról szóló 3/1995. (II. 8.) NM rendelet módosításáról
- 12/2003. (III. 28.) ESZCSM rendelet Az Egészségügyi, Szociális és Családügyi Minisztérium Engedélyezési és Közigazgatási Hivatala megalapításával összefüggő egyes miniszteri rendeletek módosításáról
- 15/2003. (III. 28.) GKM rendelet A polgári kézilőfegyverek, gáz-, riasztó- és légfegyverek, lövőkészülékek, valamint ezek lőszereinek vizsgálatáról szóló 64/1996. (XII. 27.) IKIM rendelet módosításáról
- 13/2003. (III. 31.) ESZCSM rendelet Az egészségügyi közintézmény szakmai fejlesztési programjának szakmai szabályairól szóló 12/2002. (III. 28.) EüM rendelet módosításáról
- 33/2003. (III. 31.) FVM-KüM-PM együttes rendelet Az élősertés exportjának időszakos támogatásáról szóló 10/2003. (II. 7.) FVM-KüM-PM együttes rendelet módosításáról
- 34/2003. (III. 31.) FVM rendelet A termelői szárazdohány 2003. évi minőségi feláras támogatásáról
- 35/2003. (III. 31.) FVM rendelet A vágómarha speciális támogatásairól
- 36/2003. (III. 31.) FVM rendelet A sertésállományok Aujeszky-féle betegségtől való mentesítésének szabályairól és a mentesség fenntartásáról
- 6/2003. (III. 31.) IHM rendelet A frekvenciasávok felhasználási szabályainak megállapításáról

##### Április
- 14/2003. (IV. 3.) BM rendelet A települések polgári védelmi besorolásáról szóló 18/1996. (VII. 25.) BM rendelet módosításáról
- 16/2003. (IV. 3.) GKM rendelet A polgári repülés hajózó személyzete repülési idejének szabályozásáról
- 5/2003. (IV. 3.) IM rendelet A Gyermekek Jogellenes Külföldre Vitelének Polgári Jogi Vonatkozásairól szóló, Hágában, az 1980. október 25. napján kelt, az 1986. évi 14. törvényerejű rendelettel kihirdetett szerződés végrehajtásáról szóló 7/1988. (VIII. 1.) IM rendelet módosításáról
- 7/2003. (IV. 3.) NKÖM rendelet A Nemzeti Kulturális Alapprogramról szóló 1993. évi XXIII. törvény végrehajtásáról szóló 13/1999. (VIII. 27.) NKÖM rendelet módosításáról
- 8/2003. (IV. 3.) NKÖM rendelet A helyi önkormányzatok részére állat- és növénykertek, vadasparkok fenntartására adható támogatások igénybevételének rendjéről
- 9/2003. (IV. 3.) NKÖM rendelet Gérecz Attila-díj alapításáról
- 37/2003. (IV. 4.) FVM rendelet A növényegészségügyi feladatok végrehajtásának részletes szabályairól szóló 7/2001. (I. 17.) FVM rendelet módosításáról
- 17/2003. (IV. 4.) GKM-KvVM-PM együttes rendelet Egyes folyékony tüzelő- és fűtőanyagok kéntartalmának csökkentéséről
- 6/2003. (IV. 4.) IM-BM e. rendelet A házi őrizet végrehajtásáról
- 14/2003. (IV. 9.) ESZCSM rendelet Az egészségügyi dolgozók rendtartásáról szóló 11/1972. (VI. 30.) EüM rendelet módosításáról
- 15/2003. (IV. 9.) ESZCSM rendelet A vezeték nélküli távközlési építmény által kibocsátott elektromágneses sugárzás egészségügyi határértékeiről szóló 32/2000. (XI. 16.) EüM rendelet módosításáról
- 16/2003. (IV. 9.) ESZCSM rendelet A személyes gondoskodást végző személyek továbbképzéséről és a szociális szakvizsgáról szóló 9/2000. (VIII. 4.) SZCSM rendelet, valamint a személyes gondoskodást végző személyek adatainak működési nyilvántartásáról szóló 8/2000. (VIII. 4.) SZCSM rendelet módosításáról
- 18/2003. (IV. 9.) GKM rendelet Az utak forgalomszabályozásáról és a közúti jelzések elhelyezéséről szóló 20/1984. (XII. 21.) KM rendelet módosításáról
- 19/2003. (IV. 9.) GKM rendelet A fontos és bizalmas munkakörökről, valamint a biztonsági ellenőrzés szintjéről
- 38/2003. (IV. 11.) FVM rendelet A friss és előhűtött hasított félsertés időszakos export-visszatérítéséről
- 20/2003. (IV. 11.) GKM rendelet A gazdasági és közlekedési miniszter által adományozható elismerésekről
- 16/2003. (IV. 11.) HM rendelet A honvédelmi szervezetek alaprendeltetésen kívüli tevékenységéből származó bevételek felhasználásáról és elszámolásáról
- 7/2003. (IV. 11.) IM rendelet A jogi szakvizsgáról szóló 5/1991. (IV. 4.) IM rendelet módosításáról
- 5/2003. (IV. 11.) KvVM rendelet A környezetvédelmi termékdíjról, továbbá egyes termékek környezetvédelmi termékdíjáról szóló 1995. évi LVI. törvény végrehajtásáról szóló 10/1995. (IX. 28.) KTM rendelet módosításáról
- 44/2003. (IV. 26.) FVM rendelet a Magyar Takarmánykódex kötelező előírásairól
- 10/2003. (IV. 28.) OM rendelet a kerettantervek kiadásáról, bevezetéséről és alkalmazásáról szóló 28/2000. (IX. 21.) OM rendelet módosításáról
- 18/2003. (IV. 29.) BM-ESZCSM együttes rendelet A kábítószer termelésének, gyártásának, feldolgozásának, forgalomba hozatalának, raktározásának és használatának szabályozásáról szóló 1/1968. (V.12.) BM-EüM együttes rendelet módosításáról [3]
- 19/2003. (IV. 29.) ESZCSM rendelet A társadalombiztosítási támogatással rendelhető, illetve kölcsönözhető gyógyászati segédeszközökről, a támogatás összegéről és mértékéről, valamint a rendelés, forgalmazás, kölcsönzés és javítás szakmai követelményeiről
- 20/2003. (IV.29.) ESZCSM-BM együttes rendelet A pszichotrop anyagok gyártásáról, feldolgozásáról, forgalomba hozataláról, behozataláról, kiviteléről, raktározásáról és használatáról szóló 4/1980. (VI.24.) EüM-BM együttes rendelet módosításáról
- 21/2003. (IV.29.) ESZCSM rendelet A társadalombiztosítási támogatással rendelhető gyógyszerekről és a támogatás összegéről szóló 1/2003. (I.21.) ESZCSM rendelet módosításáról
- 45/2003. (IV. 29.) FVM rendelet A 2002. évi termésű takarmánykukorica intervenciós készleteinek átalány költségtérítéséről
- 46/2003. (IV.29.) FVM rendelet A birtokhasznosítási bizottság létrehozásának és működésének rendjéről szóló 108/2002. (XII.13.) FVM rendelet módosításáról
- 47/2003. (IV.29.) FVM rendelet A harmadik országból származó termékek és az Európai Unión belüli kereskedelem állategészségügyi ellenőrzésének szabályairól

##### Május
- 22/2003. (V. 6.) ESZCSM rendelet Az állatgyógyászati készítmények élelmiszerekben előforduló maradványának megengedhető mértékéről szóló 2/1999. (II. 5.) EüM rendelet módosításáról
- 17/2003. (V. 6.) HM rendeletA kedvezményes üdültetés rendjéről szóló 35/2002. (V.10.) HM rendelet módosításáról
- 9/2003. (V. 6.) IM-BM-PM együttes rendelet A személyes költségmentesség alkalmazásáról a büntetőeljárásban
- 10/2003. (V. 6.) IM-BM-PM együttes rendeletA büntetőeljárás során keletkezett iratokból másolat adásáról
- 9/2003. (V. 6.) PM rendelet A Pénzügyminisztérium és a pénzügyminiszter irányítása alá tartozó szervezetek fontos és bizalmas munkaköreinek megállapításáról szóló 34/1996. (XII. 21.) PM rendelet módosításáról
- 18/2003. (V. 7.) HM rendelet A honvédelmi ágazatban bekövetkezett balesetek bejelentéséről, kivizsgálásáról és nyilvántartásáról
- 48/2003. (V. 8.) FVM rendelet A túlsúlyos vágósertés piacról történő kivonásának elősegítéséről
- 27/2003. (V. 8.) GKM rendelet A vasúti járművezetők és mozdonykazán-fűtők, valamint egyes gépkezelők vizsgadíjairól szóló 36/1998. (XII. 23.) KHVM rendelet módosításáról
- 28/2003. (V. 8.) GKM rendelet A vasúti járművek üzembehelyezésének engedélyezéséről és időszakos vizsgálatáról
- 29/2003. (V. 8.) GKM rendelet A Belvízi Hajózási Alapprogram működtetésének részletes szabályairól
- 19/2003. (V. 8.) HM-IM együttes rendelet A Magyar Honvédség katonai nyomozó hatóságairól és a bűncselekmények parancsnoki nyomozásáról
- 11/2003. (V. 8.) IM-BM-PM együttes rendelet A lefoglalás és a büntetőeljárás során lefoglalt dolgok kezelésének, nyilván-tartásának, előzetes értékesítésének és megsemmisítésének szabályairól, valamint az elkobzás végrehajtásáról
- 4/2003. (V. 8.) MeHVM rendelet A vállalkozási övezetek támogatására irányuló célelőirányzat felhasználásának részletes szabályairól
- 28/2003. (V.20.) ESZCSM-FVM-KvVM-GKM együttes rendelet Az egyes veszélyes anyagok és veszélyes készítmények behozatalával, illetve kivitelével összefüggő bejelentési és előzetes tájékoztatáson alapuló jóváhagyási (PIC) eljárásról szóló 46/2000. (XII. 29.) EüM-FVM-KöM-GM együttes rendelet módosításáról
- 29/2003. (V.20.) ESZCSM rendelet A helyettes szülők, a nevelőszülők, a családi napközit működtetők képzésének szakmai és vizsgakövetelményeiről, valamint az örökbefogadás előtti tanácsadásról és felkészítő tanfolyamról
- 5/2003. (V. 20.) FMM rendelet A szakmai vizsgák szervezésére feljogosított intézményekről szóló 5/2000. (V.16.) SZCSM rendelet módosításáról
- 54/2003. (V. 20.) FVM rendelet A 2003. évi termésű élelmezési búza és takarmánykukorica intervenciós felvásárlásáról és közraktári támogatásáról
- V55/2003. (V. 20.) FVM rendelet Az erdészeti hatósági eljárásban fizetendő igazgatási-szolgáltatási díjakról szóló 56/1999. (VI. 16.) FVM rendelet módosításáról
- 32/2003. (V. 20.) GKM rendelet A vasúti járművezetők képzéséről, hatósági vizsgáztatásáról és szakképesítéséről
- 33/2003. (V. 20.) GKM rendelet A gazdasági és közlekedési ágazat katasztrófavédelmi feladatairól
- 9/2003. (V. 20.) KüM rendelet A Pro auxilio civium Hungarorum emlékplakett alapításáról
- 5/2003. (V. 20.) MeHVM rendelet A kistérségi támogatási alap célelőirányzat felhasználásának részletes szabályairól
- 30/2003. (V. 21.) ESZCSM rendelet A veszélyes anyagokkal és a veszélyes készítményekkel kapcsolatos egyes eljárások, illetve tevékenységek részletes szabályairól szóló 44/2000. (XII. 27.) EüM rendelet módosításáról
- 31/2003. (V. 21.) ESZCSM rendelet Az atomenergiáról szóló 1996. évi CXVI. törvény egyes rendelkezéseinek végrehajtásáról szóló 16/2000. (VI. 8.) EüM rendelet módosításáról
- 32/2003. (V.21.) ESZCSM rendelet A népjóléti ágazatba tartozó egyes államigazgatási eljárásokért és igazgatási jellegű szolgáltatásokért fizetendő díjakról szóló 50/1996. (XII. 27.) NM rendelet módosításáról
- 56/2003. (V. 23.) FVM rendelet A dohány termelői csoportokról
- 12/2003. (V. 23.) OM rendelet A 2003/2004. tanév rendjéről
- 13/2003. (V. 23.) OM rendelet A nevelési-oktatási intézmények működéséről szóló 11/1994. (VI. 8.) MKM rendelet módosításáról
- 12/2003. (V. 23.) PM-BM együttes rendelet A helyi önkormányzatokat 2003. évben megillető normatív állami hozzájárulásokról, normatív, kötött felhasználású támogatásokról, személyi jövedelemadóról, valamint a helyi önkormányzatok bevételeinek aránytalanságát mérsékelő kiegészítésről, illetve beszámításról szóló 4/2003. (I. 30.) PM-BM együttes rendelet módosításáról
- 33/2003. (V. 27.) ESZCSM rendelet Az egészségügyi, szociális és családügyi miniszter által adományozható szakmai elismerésekről
- 14/2003. (V. 27.) OM rendelet az érettségi vizsga részletes követelményeiről szóló 40/2002. (V. 24.) OM rendelet módosításáról
- 57/2003. (V. 28.) FVM rendelet Az agrárgazdasági és vidékfejlesztési célok 2003. évi költségvetési támogatásáról szóló 3/2003. (I.24.) FVM rendelet módosításáról
- 58/2003. (V. 28.) FVM rendelet A feldolgozott sertés és marhahús termékek minőségmegőrzése és a minőségi termék előállítás javítása érdekében igénybe vehető támogatásról szóló 51/2003. (V.15.) FVM rendelet módosításáról
- 34/2003. (V. 28.) GKM-PM együttes rendelet A vasúti tevékenységek vasúti társaságon belüli számviteli elkülönítéséről
- 15/2003. (V. 28.) OM rendelet A tankönyvvé nyilvánítás, a tankönyvtámogatás, valamint az iskolai tankönyvellátás rendjéről szóló 5/1998. (II. 18.) MKM rendelet módosításáról
- 6/2003. (V. 30.) FMM rendelet Egyes munkaköri megnevezésekről
- 35/2003. (V. 30.) GKM rendelet A víziközlekedés rendjéről szóló 27/1993. (IX. 23.) KHVM rendelet módosításáról
- 20/2003. (V. 30.) HM rendelet A fejezet ellenőrzési szervezeteinek fejezeti felügyeleti költségvetési ellenőrzésbe való bevonásáról szóló 11/2001. (V. 23.) HM rendelet módosításáról
- 13/2003. (V. 30.) PM rendelet A nemesfémtárgyakról és fémjelzésükről szóló 1965. évi 14. törvényerejű rendelet végrehajtásáról rendelkező 11/1965. (VIII. 3.) PM rendelet módosításáról

##### Június
- 59/2003. (VI. 2.) FVM rendelet A vágósertés piacról történő kivonásának elősegítéséről
- 19/2003. (VI. 3.) BM rendelet A választási eljárásról szóló 1997. évi C. törvény végrehajtásáról az országgyűlési képviselő-választásokon rendelkező 9/1998. (II.20.) BM rendelet módosításáról
- 10/2003. (VI. 3.) KüM-PM együttes rendelet A Kereskedelmi Vámtarifa kihirdetéséről szóló 64/1995. (XI.24.) IKM-PM együttes rendelet módosításáról
- 78/2003. (VI. 4.) Korm. rendelet A Magyar Köztársaság Kormánya és Ukrajna Kormánya között a határforgalom ellenőrzéséről a közúti, vasúti és vízi közlekedésben szóló, Kijevben, 2002. február 6. napján aláírt Egyezmény kihirdetéséről
- 8/2003. (VI. 4.) KvVM rendelet A védett természeti területek védettségi szintjének helyreállításához szükséges kisajátítások ütemezéséről szóló 12/1997. (IV. 25.) KTM rendelet módosításáról
- 20/2003. (VI. 7.) BM rendelet A rendőrség nyomozó hatóságainak hatásköréről és illetékességéről szóló 15/1994. (VII. 14.) BM rendelet módosításáról
- 21/2003. (VI. 7.) BM rendelet A hatósági erkölcsi bizonyítványról szóló 6/2000. (II. 11.) BM rendelet módosításáról
- 34/2003. (VI. 7.) ESZCSM rendelet Az Egészségügyi Tudományos Tanácsról
- 60/2003. (VI. 7.) FVM rendelet Az állami tejkvóta-felvásárlásról és -értékesítésről szóló 32/2003. (III. 21.) FVM rendelet módosításáról
- 61/2003. (VI. 7.) FVM rendelet A tehéntej termékpálya szabályozásáról szóló 5/1997. (I. 30.) FM rendelet módosításáról
- 36/2003. (VI. 7.) GKM rendelet Az egyes fogyasztási cikkek behozatalának 2003. II. félévi szabályozásáról
- 37/2003. (VI. 7.) GKM rendelet A rendkívüli állapot feladatainak ellátásához nélkülözhetetlen hadkötelesek meghagyásával kapcsolatos követelmények meghatározásáról
- 16/2003. (VI. 7.) OM rendelet A Bursa Hungarica Felsőoktatási Önkormányzati Ösztöndíjrendszerről szóló 12/2001. (IV. 28.) OM rendelet módosításáról
- 14/2003. (VI. 7.) PM rendelet A közalkalmazottak jogállásáról szóló 1992. évi XXXIII. törvénynek a pénzügyminiszter ágazati irányítása alá tartozó szerveknél történő végrehajtásáról szóló 17/1993. (VI. 18.) PM rendelet módosításáról
- 7/2003. (VI. 12.) FMM rendelet Az álláskeresést ösztönző juttatás megállapításával kapcsolatos együttműködési kötelezettség részletes szabályairól
- 62/2003. (VI. 12.) FVM rendelet A 2002. évi termésű takarmánykukorica intervenciós készleteinek megvásárlásáról
- 63/2003. (VI. 12.) FVM rendelet A 2002. évi termésű takarmánykukorica intervenciós készleteinek értékesítéséről és támogatásáról
- 38/2003. (VI. 12.) GKM rendelet Az állami kezelésű autópályák használatának díjáról szóló 2/2003. (I.14.) GKM rendelet módosításáról
- 22/2003. (VI. 13.) BM rendelet A szabálysértésekről szóló 1999. évi LXIX. törvény végrehajtásáról szóló 11/2000. (II. 23.) BM rendelet módosításáról
- 39/2003. (VI. 13.) GKM rendelet A víziközlekedés rendjéről
- 12/2003. (VI. 13.) IM rendelet A bíróságon kezelt letétekről szóló 11/1974. (XII. 17.) IM rendelet és az elkobzás végrehajtásáról, valamint a büntetőeljárás során lefoglalt dolgok kezeléséről szóló 13/1979. (VIII. 10.) IM rendelet módosításáról
- 13/2003. (VI. 13.) IM-BM-PM együttes rendelet A büntetőeljárás során lefoglalt dolgok kezeléséről és nyilvántartásáról szóló 117/1984. (IK 12.) IM-BM-PM-Legf.Ü.számú együttes utasítás módosításáról
- 66/2003. (VI. 20.) FVM rendelet A friss és előhűtött hasított félsertés időszakos export-visszatérítéséről szóló 38/2003. (IV. 11.) FVM rendelet hatályon kívül helyezéséről
- 41/2003. (VI. 20.) GKM rendelet A forgalomirányító jelzőlámpák követelményeiről, tervezési, telepítési és üzemeltetési előírásairól
- 15/2003. (VI. 20.) IM rendelet A büntetés-végrehajtási szervezet hivatásos állományú tagjai illetményének és illetményjellegű juttatásainak megállapításáról és folyósításáról szóló 15/1997. (IV.22.) IM rendelet módosításáról
- 16/2003. (VI. 20.) IM rendelet A büntetés-végrehajtási szervezet katonai nyomozó hatóságairól és a bűncselekmények parancsnoki nyomozásáról
- 8/2003. (VI. 20.) IHM rendelet A bérelt-vonali szolgáltatási piacon jelentős piaci erővel rendelkező szolgáltató bérelt-vonali szolgáltatási kötelezettségeinek feltételeiről
- 6/2003. (VI. 20.) MeHVM rendelet A tűzvédelem és a műszaki mentés polgári nemzetbiztonsági szolgálatokra vonatkozó különös szabályairól
- 18/2003. (VI. 20.) OM rendelet Az agrár felsőoktatás szakirányú továbbképzési szakjainak képesítési követelményeiről
- 19/2003. (VI. 20.) OM rendelet A rendvédelmi felsőoktatás szakirányú továbbképzési szakjainak képesítési követelményeiről
- 20/2003. (VI. 20.) OM rendelet Egyes műszaki felsőoktatási szakirányú továbbképzési szakok képesítési követelményeiről
- 67/2003. (VI. 23.) FVM rendelet A túlsúlyos vágósertés piacról történő kivonásának elősegítéséről szóló 48/2003. (V.8.) FVM rendelet módosításáról
- 68/2003. (VI. 23.) FVM rendelet A szakmai követelmények kiadásáról szóló 64/1994. (XII.15.) FM rendelet módosításáról
- 23/2003. (VI. 24.) BM-IM együttes rendelet A belügyminiszter irányítása alá tartozó nyomozó hatóságok nyomozásának részletes szabályairól és a nyomozási cselekmények jegyzőkönyv helyett más módon való rögzítésének szabályairól
- 24/2003. (VI. 24.) BM-IM együttes rendelet A bűnügyi nyilvántartást kezelő szervről, az adatközlés és az adatszolgáltatás rendjéről szóló 7/2000. (II.16.) BM-IM együttes rendelet módosításáról
- 25/2003. (VI. 24.) BM-IM együttes rendelet A belügyminiszter irányítása alá tartozó szervek katonai nyomozó hatóságairól és a bűncselekmények parancsnoki nyomozásáról
- 21/2003. (VI. 24.) HM-ESZCSM együttes rendelet A Magyar Honvédség feladatával kapcsolatos közegészségügyi-járványügyi követelményekről, azok ellátásának, valamint az Állami Népegészségügyi és Tisztiorvosi Szolgálattal való együttműködésének rendjéről
- 17/2003. (VI. 24.) IM rendelet A Pártfogó Felügyelői Szolgálat tevékenységéről, valamint ehhez kapcsolódóan egyes igazságügy-miniszteri rendeletek módosításáról
- 18/2003. (VI. 24.) IM rendelet Az Igazságügyi Minisztérium Pártfogó Felügyelői Szolgálat egységes iratkezeléséről
- 19/2003. (VI. 24.) IM rendelet Az Igazságügyi Minisztérium Pártfogó Felügyelői Szolgálatánál foglalkoztatottak képesítési követelményeiről, munkaköri elnevezéseiről és ügyviteli vizsgájáról
- 20/2003. (VI. 24.) IM rendelet Az Igazságügyi Minisztérium Pártfogó Felügyelői Szolgálat vagyonnyilatkozat-tételi kötelezettséggel járó munkaköreiről, valamint a vagyonnyilatkozat átadásáról, kezelésről és az abban foglalt adatok védelméről
- 21/2003. (VI.24.) IM-PM-BM együttes rendelet A bűnügyi költségek előlegezéséről
- 9/2003. (VI. 24.) IHM rendelet A hálózati szolgáltatások költségszámítására vonatkozó szabályokról szóló 1/2002. (I.11.) MeHVM rendelet módosításáról
- 35/2003. (VI. 25.) ESZCSM rendelet Az egészségügyi közszolgáltatások alvállalkozásba adásának szakmai feltételeiről szóló 14/2002. (III.28.) EüM rendelet módosításáról
- 69/2003. (VI. 25.) FVM rendelet A fertőző szivacsos agyvelőbántalmak megelőzéséről, az ellenük való védekezésről, illetve leküzdésükről
- 22/2003. (VI. 25.) HM rendelet A Magyar Honvédség, valamint a miniszter közvetlen irányítása (felügyelete) alá tartozó szervezetek hivatásos és szerződéses állományának beosztási kategóriába történő részletes besorolásáról, illetve az ezen beosztásokban elérhető rendfokozatokról szóló 30/2001. (XII. 27.) HM rendelet módosításáról
- 22/2003. (VI. 25.) IM rendelet A tárgyalás zártcélú távközlő hálózat útján történő megtartásáról
- 26/2003. (VI. 26.) BM-IM együttes rendelet A büntetőeljárás nyomozási szakaszában a sajtónak adandó tájékoztatásról
- 23/2003. (VI. 26.) IM rendelet A büntetőügyekben hozott határozatok végrehajtása során a bíróságokra és egyéb szervekre háruló feladatokról szóló 9/2002. (IV. 9.) IM rendelet módosításáról
- 36/2003. (VI. 27.) ESZCSM-KvVM együttes rendelet Az egyes veszélyes anyagokkal, illetve veszélyes készítményekkel kapcsolatos egyes tevékenységek korlátozásáról szóló 41/2000. (XII. 20.) EüM-KöM együttes rendelet módosításáról
- 70/2003. (VI. 27.) FVM rendelet A méhállományok védelméről és a mézelő méhek egyes betegségeinek megelőzéséről és leküzdéséről
- 71/2003. (VI. 27.) FVM rendelet Az állati hulladékok kezelésének és a hasznosításukkal készült termékek forgalomba hozatalának állategészségügyi szabályairól
- 72/2003. (VI. 27.) FVM rendelet A Magyar Élelmiszerkönyv kötelező előírásairól szóló 40/1995. (XI. 16.) FM rendelet módosításáról
- 73/2003. (VI. 27.) FVM rendelet A járványügyi intézkedés esetén járó kártalanítás felső határáról
- 10/2003. (VI. 27.) IHM rendelet A távbeszélő-szolgáltatási piacon jelentős piaci erővel rendelkező távközlési szolgáltató által nyújtott távbeszélő-szolgáltatás díjairól, valamint az egyetemes távközlési szolgáltatással kapcsolatos díjcsomagokról szóló 3/2002. (I.21.) MeHVM rendelet, valamint az Egyetemes Távközlési Támogatási Alapba fizetendő hozzájárulás és a teljesíthető támogatás mértékéről, illetőleg meghatározásának módjáról szóló 4/2002. (I.26.) MeHVM rendelet módosításáról
- 7/2003. (VI. 27.) MeHVM-IM együttes rendelet A polgári nemzetbiztonsági szolgálatok hivatásos állományú tagjai által elkövetett katonai vétségek parancsnoki nyomozásáról

##### Július
- 74/2003. (VII. 1.) FVM rendelet A tojótyúktartó telepek nyilvántartásba vételének szabályairól
- 42/2003. (VII. 1.) GKM rendelet Az áruknak TIR-igazolvánnyal történő nemzetközi fuvarozására vonatkozó vámegyezmény mellékletei módosításának kihirdetéséről
- 24/2003. (VII. 1.) IM rendelet A szabadságvesztés és az előzetes letartóztatás végrehajtásának szabályairól szóló 6/1996. (VII. 12.) IM rendelet módosításáról
- 25/2003. (VII. 1.) IM rendelet A fogvatartottak egészségügyi ellátásáról szóló 5/1998. (III. 6.) IM rendelet módosításáról
- 26/2003. (VII. 1.) IM-BM-PM együttes rendelet A terhelt és a védő készkiadása, illetőleg a védő díja állam általi megtérítésének szabályairól, valamint a büntetőeljárásban részt vevő személyek és képviselőik költségéről és díjáról
- 16/2003. (VII. 1.) PM rendelet A kincstári rendszer működésével kapcsolatos pénzügyi szolgáltatások teljesítésének rendjéről szóló 36/1999. (XII. 27.) PM rendelet módosításáról
- 17/2003. (VII. 1.) PM-IM együttes rendelet A pénzügyminiszter irányítása alá tartozó nyomozó hatóságok nyomozásának részletes szabályairól és a nyomozási cselekmények jegyzőkönyv helyett más módon való rögzítésének szabályairól
- 43/2003. (VII. 2.) GKM rendelet A 24 méter és annál nagyobb hosszúságú tengeri halászhajókra vonatkozó biztonsági követelményekről szóló 22/2002. (IV. 27.) KöViM rendelet módosításáról
- 27/2003. (VII. 2.) IM rendelet A bíróságon kezelt letétekről
- 27/2003. (VII. 4.) BM rendelet A közúti közlekedési igazgatási feladatokról, a közúti közlekedési okmányok kiadásáról és visszavonásáról szóló 35/2000. (XI. 30.) BM rendelet módosításáról
- 8/2003. (VII. 4.) FMM rendelet A Munkaerőpiaci Alap foglalkoztatási alaprész iskolarendszeren kívüli felnőttképzési célú keretének felhasználásáról
- 75/2003. (VII. 4.) FVM rendelet A vágóállatok vágás utáni minősítéséről
- 76/2003. (VII. 4.) FVM rendelet A vágómarhák vágás utáni minősítéséről és a hasított féltestek kereskedelmi osztályba sorolásáról szóló 14/1998. (IV. 3.) FM rendelet módosításáról
- 77/2003. (VII. 4.) FVM rendelet A vágósertések vágás utáni minősítéséről és a hasított féltestek kereskedelmi osztályba sorolásáról szóló 15/1998. (IV. 3.) FM rendelet módosításáról
- 78/2003. (VII. 4.) FVM rendelet A vágójuhok vágás utáni minősítéséről és kereskedelmi osztályba sorolásáról szóló 16/1998. (IV. 3.) FM rendelet módosításáról
- 28/2003. (VII. 4.) IM rendelet A Veszprém Megyei Büntetés-végrehajtási Intézet alapító okiratának módosításáról
- 38/2003. (VII. 7.) ESzCsM-FVM-KvVM együttes rendelet a biocid termékek előállításának és forgalomba hozatalának feltételeiről
- 79/2003. (VII. 7.) FVM rendelet A hús, húskészítmény forgalmazás rendjéről, feltételeiről és állategészségügyi ellenőrzéséről
- 23/2003. (VII. 7.) HM rendelet A hivatásos, szerződéses és hadköteles katonák, a honvédségi közalkalmazottak egyes illetményen kívüli pénzbeli szociális juttatásairól szóló 14/2002. (III. 29.) HM rendelet módosításáról
- 24/2003. (VII. 7.) HM-ESZCSM együttes rendelet A hadkötelezettség alapján teljesítendő katonai szolgálatra és a katonai oktatási intézményi tanulmányokra való egészségi alkalmasság elbírálásáról szóló 9/2002. (II. 28.) HM-EüM együttes rendelet módosításáról
- 28/2003. (VII. 9.) BM rendelet A belügyminiszter irányítása alatt álló fegyveres szervek hivatásos állományú tagjai illetményének és egyéb juttatásainak megállapításáról, valamint a folyósítás szabályairól szóló 20/1997. (III. 19.) BM rendelet módosításáról
- 80/2003. (VII. 9.) FVM-KüM-PM együttes rendelet A búza export-visszatérítéssel történő külpiaci értékesítéséről szóló 41/2003. (IV. 18.) FVM-KüM-PM együttes rendelet hatályon kívül helyezéséről
- 81/2003. (VII. 9.) FVM rendelet A növényvédelmi tevékenységről szóló 5/2001. (I. 16.) FVM rendelet módosításáról
- 9/2003. (VII. 9.) KvVM rendelet A hadköteleseknek a rendkívüli állapot idejére szóló ideiglenes meghagyásának követelményeiről
- 11/2003. (VII. 9.) KüM rendelet Az állami vezetők külföldi napidíjáról szóló 4/1997. (XII. 29.) KüM rendelet módosításáról
- 12/2003. (VII. 9.) KüM rendelet Az alapellátmányról, a valuta-költségtérítésről és egyes állomáshelyekhez kapcsolódó további ellátmánypótlékról szóló 5/1997. (XII. 29.) KüM rendelet módosításáról
- 21/2003. (VII. 10.) OM rendelet Az agrár-felsőoktatás szakirányú továbbképzési szakjainak képesítési követelményeiről szóló 18/2003.(VI. 20.) OM rendelet módosításáról
- 29/2003. (VII. 11.) BM rendelet A fontos és bizalmas munkakörökről, valamint a biztonsági ellenőrzés szintjéről szóló 34/1997. (V.30.) BM rendelet módosításáról
- 30/2003. (VII. 11.) BM rendelet A belügyminiszter hatáskörébe tartozó szakképesítések megszerzésére irányuló szakmai vizsga szervezésére feljogosított intézményekről
- 10/2003. (VII. 11.) KvVM rendelet Az 50 MWth és annál nagyobb névleges bemenő hőteljesítményű tüzelőberendezések működési feltételeiről és légszennyező anyagainak kibocsátási határértékeiről
- 22/2003. (VII. 11.) OM rendelet Az ipari és kereskedelmi szakképesítések szakmai és vizsgakövetelményeiről szóló 18/1995. (VI. 6.) IKM rendelet módosításáról
- 39/2003. (VII. 16.) ESZCSM rendelet Az Állami Népegészségügyi és Tisztiorvosi Szolgálat szervezetéről és működéséről szóló 7/1991. (IV. 26.) NM rendelet módosításáról
- 40/2003. (VII. 16.) ESZCSM rendelet Az életkorhoz kötött szűrővizsgálatokkal kapcsolatos egyes miniszteri rendeletek módosításáról
- 82/2003. (VII. 16.) FVM rendelet A géntechnológiai tevékenységre vonatkozó nyilvántartás és adatszolgáltatás rendjéről, valamint a géntechnológiai tevékenységhez szükséges engedély iránti kérelemhez csatolandó dokumentációról
- 83/2003. (VII. 16.) FVM rendelet A mezőgazdasági és erdészeti gépkezelői jogosítvány bevezetéséről és kiadásának szabályairól
- 29/2003. (VII. 16.) IM rendelet A közjegyzői állások számáról és a közjegyzők székhelyéről szóló 15/1991. (XI. 26.) IM rendelet módosításáról
- 18/2003. (VII. 16.) PM rendelet A szokásos piaci ár meghatározásával összefüggő nyilvántartási kötelezettségről
- 41/2003. (VII. 17.) ESZCSM rendelet A háziorvosi, házi gyermekorvosi és fogorvosi tevékenységről szóló 4/2000. (II. 25.) EüM rendelet módosításáról
- 42/2003. (VII. 17.) ESZCSM rendelet Az egészségügyi szolgáltatók és működési engedélyük nyilvántartásáról szóló 32/1997. (X.28.) NM rendelet módosításáról
- 31/2003. (VII. 18.) BM rendelet A belügyi szervek rendelkezésében lévő, lakásnak nem minősülő szállóférőhelyek, lakóegységek használatáról, valamint a bérleti, albérleti díj hozzájárulás szabályairól szóló 40/2000. (XII. 12.) BM rendelet módosításáról
- 32/2003. (VII. 18.) BM rendelet A Határőrség határrendészeti szerveinek és nyomozó hatóságainak illetékességi területéről szóló 30/2001. (XII. 11.) BM rendelet módosításáról
- 33/2003. (VII. 18.) BM rendelet A Belügyminisztérium fejezethez tartozó költségvetési szervek gazdálkodási jogkör szerinti besorolásáról, egyes költségvetési szervek középirányító szervként történő elismeréséről, a gazdálkodási jogosítványok megosztási rendjéről szóló 23/2002. (IX. 10.) BM rendelet módosításáról
- 9/2003. (VII. 18.) FMM rendelet A 2004. évi munkaszüneti napok körüli munkarendről
- 44/2003. (VII. 18.) GKM rendelet A veszélyes áru szállítási biztonsági tanácsadó képzésének, vizsgáztatásának szabályairól és díjairól szóló 8/2002. (I. 30.) KöViM rendelet módosításáról
- 45/2003. (VII. 18.) GKM-KvVM együttes rendelet Az új személygépkocsik üzemanyag-gazdaságossági és széndioxid-kibocsátási adatainak közzétételéről szóló 12/2002. (III. 14.) GM-KöViM-KöM együttes rendelet módosításáról
- 25/2003. (VII. 18.) HM rendelet A hivatásos és szerződéses katonai szolgálat létesítéséről, módosításáról, megszüntetéséről, tartalmáról, valamint az integrált személyügyi igazgatás és egységes nyilvántartás rendjéről szóló 10/2002. (III. 5.) HM rendelet kiegészítéséről
- 30/2003. (VII. 18.) IM-ESZCSM együttes rendelet A büntetés-végrehajtási szervek tevékenységével kapcsolatos közegészségügyi követelményekről, a közegészségügyi feladatok ellátásának, valamint az Állami Népegészségügyi és Tisztiorvosi Szolgálattal való együttműködés rendjéről
- 31/2003. (VII. 18.) IM rendelet A bíróságon kezelt letétekről szóló 27/2003. (VII. 2.) IM rendelet és a büntetőügyekben hozott határozatok végrehajtása során a bíróságokra és egyéb szervekre háruló feladatokról szóló 9/2002. (IV. 9.) IM rendelet módosításáról
- 11/2003. (VII. 18.) IHM rendelet A belföldi fenntartott postai szolgáltatások legmagasabb hatósági díjairól szóló 4/2002. (XI. 12.) IHM rendelet módosításáról
- 11/2003. (VII. 18.) KvVM rendelet A Környezetvédelmi alap célfeladatok fejezeti kezelésű előirányzat felhasználásának és ellenőrzésének szabályairól szóló 3/2003. (III. 7.) KvVM rendelet, valamint a Vízügyi célelőirányzat felhasználásának és ellenőrzésének szabályairól szóló 4/2003. (III. 7.) KvVM rendelet módosításáról
- 13/2003. (VII. 18.) KüM-PM együttes rendelet A különleges mezőgazdasági védintézkedés alkalmazásáról szóló 25/1999. (V. 26.) GM-PM együttes rendelet módosításáról
- 84/2003. (VII. 22.) FVM rendelet A 2003. évben fagykárt és aszálykárt szenvedett mezőgazdasági termelők kárenyhítő támogatásáról
- 14/2003. (VII. 22.) KüM-PM együttes rendelet A Kereskedelmi Vámtarifa kihirdetéséről szóló 64/1995. (XI. 24.) IKM-PM együttes rendelet módosításáról
- 15/2003. (VII. 22.) KüM-PM együttes rendelet A Magyar Köztársasággal szabadkereskedelmi megállapodást kötött országokból származó egyes árukra vonatkozó kedvezményes vámkontingensekről szóló 24/2002. (XI.30.) KüM-PM együttes rendelet módosításáról és kiegészítéséről
- 16/2003. (VII. 22.) KüM-PM együttes rendelet A Kereskedelmi Vámtarifa 2003. évi alkalmazásáról szóló 1/2003. (I.6.) KüM-PM együttes rendelet módosításáról
- 17/2003. (VII. 22.) KüM rendelet A Külügyminisztérium fejezetnél az egyes fejezeti kezelésű előirányzatok felhasználásának szabályairól
- 85/2003. (VII. 24.) FVM rendelet A friss fogyasztásra szánt gyümölcs és zöldség ellenőrzéséről szóló 62/2000. (IX. 15.) FVM rendelet módosításáról
- 86/2003. (VII. 24.) FVM-ESZCSM-GKM együttes rendelet A dohánytermékek gyártásáról, forgalmazásáról és ellenőrzéséről
- 87/2003. (VII. 24.) FVM rendelet Az élőállatok forgalmazásának és szállításának állategészségügyi szabályairól
- 88/2003. (VII. 24.) FVM rendelet A vágósertés piacról történő kivonásának elősegítéséről szóló 59/2003. (VI. 2.) FVM rendelet módosításáról
- 89/2003. (VII. 24.) FVM rendelet A feldolgozott tejtermékek minőségmegőrzése és a minőségi termék előállítás javítása érdekében igénybe vehető támogatásról
- 46/2003. (VII. 24.) GKM rendelet A villamos energia és a melegített víz hatósági árait és díjait megállapító egyes miniszteri rendeletek módosításáról
- 47/2003. (VII. 24.) GKM rendelet A Nemzetközi Vasúti Árufuvarozási Egyezményre vonatkozó Egységes Szabályok (CIM) mellékleteinek kihirdetéséről szóló 4/1987. (IV. 3.) KM rendelet módosításáról
- 48/2003. (VII. 24.) GKM rendelet A Veszélyes Áruk Nemzetközi Közúti Szállításáról szóló Európai Megállapodás ,,A és ,,B Mellékletének kihirdetéséről és belföldi alkalmazásáról szóló 20/1979. (IX. 18.) KPM rendelet módosításáról
- 5/2003. (VII. 24.) GYISM rendelet Egyes munkaköri megnevezésekről
- 10/2003. (VII. 24.) NKÖM rendelet Egyes ingatlanok műemlékké nyilvánításáról, illetve műemléki védettségének megszüntetéséről
- 34/2003. (VII. 29.) BM-PM együttes rendelet Az összekötő tisztviselők kihelyezéséről
- 35/2003. (VII. 29.) BM rendelet A hivatásos önkormányzati tűzoltóságok létesítési, fejlesztési költségeivel kapcsolatos pályázati feltételekről
- 36/2003. (VII. 29.) BM rendelet A körzeti polgári védelmi parancsnokságok illetékességi területe megállapításáról szóló 49/1997. (IX. 16.) BM rendelet módosításáról
- 43/2003. (VII. 29.) ESZCSM rendelet A gyógyintézetek működési rendjéről, illetve szakmai vezető testületéről
- 26/2003. (VII. 29.) HM rendelet Az önkéntes tartalékos jogviszonyt érintő egyes rendeletek módosításáról
- 44/2003. (VII. 30.) ESZCSM rendelet A javítóintézetek rendtartásáról szóló 30/1997. (X.11.) NM rendelet módosításáról
- 90/2003. (VII. 30.) FVM-ESZCSM együttes rendelet Az élelmiszerek előállításának és forgalmazásának élelmiszer-higiéniai feltételeiről
- 49/2003. (VII. 30.) GKM rendelet A fogyasztói szerződés keretében érvényesített szavatossági és jótállási igények intézéséről
- 12/2003. (VII. 30.) KvVM rendelet A vízkészletjárulék kiszámításáról szóló 43/1999. (XII. 26.) KHVM rendelet módosításáról
- 10/2003. (VII. 31.) FMM rendelet A Foglalkoztatáspolitikai és Munkaügyi Minisztérium ügykörét érintő szakterületeken a szakértői tevékenység szabályozásáról
- 91/2003. (VII. 31.) FVM rendelet A földművelésügyi és vidékfejlesztési miniszter által adományozható díjakról és más elismerésekről
- 19/2003. (VII. 31.) PM rendelet A Vám- és Pénzügyőrség Öltözködési Szabályzatáról szóló 9/1999. (III. 31.) PM rendelet módosításáról

##### Augusztus
- 45/2003. (VIII. 6.) ESZCSM rendelet A szakorvos, szakfogorvos, szakgyógyszerész és klinikai szakpszichológus szakképesítés megszerzéséről szóló 66/1999. (XII. 25.) EüM rendelet módosításáról
- 92/2003. (VIII. 6.) FVM rendelet A minőségi borok művi tárolásának támogatásáról szóló 91/2000. (XI. 24.) FVM rendelet módosításáról
- 27/2003. (VIII. 6.) HM rendelet A honvédségnél foglalkoztatottak közalkalmazotti jogviszonyával összefüggő egyes kérdések rendezéséről szóló 25/1992. (XI. 25.) HM rendelet módosításáról
- 18/2003. (VIII. 6.) KüM-PM együttes rendelet Az Európai Unió tagországaiból származó egyes alap mezőgazdasági termékekre vonatkozó kedvezményes vámkontingensekről
- 46/2003. (VIII. 8.) ESZCSM rendelet A személyes gondoskodást nyújtó gyermekjóléti, gyermekvédelmi intézmények, valamint személyek szakmai feladatairól és működésük feltételeiről szóló 15/1998. (IV. 30.) NM rendelet módosításáról
- 47/2003. (VIII. 8.) ESZCSM rendelet A radioaktív hulladékok átmeneti tárolásának és végleges elhelyezésének egyes kérdéseiről, valamint az ipari tevékenységek során bedúsuló, a természetben előforduló radioaktív anyagok sugáregészségügyi kérdéseiről
- 28/2003. (VIII. 8.) HM rendelet A hivatásos, szerződéses és hadköteles katonák térítésmentes és kedvezményes természetbeni ellátásáról szóló 2/1998. (II. 4.) HM rendelet módosításáról
- 11/2003. (VIII. 8.) NKÖM rendelet A nemzeti kulturális örökség minisztere által adományozható művészeti és egyéb szakmai díjakról szóló 3/1999. (II. 24.) NKÖM rendelet módosításáról
- 20/2003. (VIII. 8.) PM rendelet Az országkockázat tőkekövetelményéről szóló 16/2001. (III.9.) PM rendelet, valamint a befektetési vállalkozások országkockázatának tőkekövetelményéről szóló 8/2002. (II. 20.) PM rendelet módosításáról
- 48/2003. (VIII. 9.) ESZCSM rendelet A társadalombiztosítási támogatással rendelhető gyógyszerekről és a támogatás összegéről szóló 1/2003. (I.21.) ESZCSM rendelet módosításáról
- 49/2003. (VIII. 9.) ESZCSM-PM együttes rendelet A gyógyszertámogatási előirányzat túlteljesülését ellentételező befizetés részletes szabályairól
- 12/2003. (VIII. 9.) NKÖM rendelet A nemzeti kulturális örökség minisztere által adományozható művészeti és egyéb szakmai díjakról szóló 3/1999. (II. 24.) NKÖM rendelet módosításáról
- 37/2003. (VIII. 14.) BM rendelet A Magyar Közigazgatási Minőség Díjról
- 38/2003. (VIII. 14.) BM rendelet Az okmányirodák működésének személyi és technikai feltételeiről szóló 58/1999. (XII. 30.) BM rendelet módosításáról
- 50/2003. (VIII. 14.) ESZCSM rendelet A társadalombiztosítási támogatással rendelhető gyógyszerekről és a támogatás összegéről szóló 1/2003. (I.21.) ESZCSM rendelet módosításáról szóló 48/2003. (VIII. 9.) ESZCSM rendelet módosításáról
- 93/2003. (VIII. 14.) FVM rendelet A vágott, fagyasztott egész csirke időszakos export-visszatérítéséről
- 94/2003. (VIII. 14.) FVM rendelet Az állategészségügyi engedélyhez kötött áruk behozatali feltételeinek közzétételi rendjéről
- 95/2003. (VIII. 14.) FVM rendelet A növényi genetikai anyagok megőrzéséről és felhasználásáról
- 50/2003. (VIII. 14.) GKM rendelet A kedvezményes gázellátás igénybevételéről
- 51/2003. (VIII. 14.) GKM rendelet Az Energiagazdálkodási célelőirányzatba történő befizetésekkel kapcsolatban elismert költségekről és befizetésekről
- 8/2003. (VIII. 14.) MeHVM rendelet Az egészséget nem veszélyeztető és biztonságos munkavégzés szabályairól a polgári nemzetbiztonsági szolgálatoknál
- 23/2003. (VIII. 15.) OM rendelet a közalkalmazottak jogállását érintő kérdésekről szóló 30/2000. (X. 11.) OM rendelet módosításáról
- 24/2003. (VIII. 19.) OM rendelet a kerettantervek kiadásáról, bevezetéséről és alkalmazásáról szóló 28/2000. (IX. 21.) OM rendelet módosításáról

##### Szeptember
- 25/2003. (IX. 26.) OM rendelet az érettségi vizsga részletes követelményeiről szóló 40/2002. (V. 24.) OM rendelet módosításáról

##### November
- 111/2003. (XI. 5.) FVM-GKM-ESZCSM-KvVM együttes rendelet A géntechnológiai módosításnak tekintendő, valamint annak nem minősülő eljárásokról és a géntechnológiai tevékenység ellenőrzésére jogosult hatóságokról
- 17/2003. (XI. 5.) NKÖM rendelet Az egyes régészeti lelőhelyek védetté nyilvánításáról
- 112/2003. (XI. 11.) FVM rendelet A Magyarország SAPARD Terve 2000-2006 kihirdetéséről szóló 53/2001. (VIII. 17.) FVM rendelet módosításáról
- 113/2003. (XI. 11.) FVM rendelet A 2003. évben fagykárt és aszálykárt szenvedett mezőgazdasági termelők kárenyhítő támogatásáról szóló 84/2003. (VII. 22.) FVM rendelet módosításáról
- 114/2003. (XI. 11.) FVM rendelet Az állami tejkvóta-felvásárlásról és -értékesítésről szóló 32/2003. (III. 21.) FVM rendelet módosításáról
- 14/2003. (XI. 11.) IHM rendelet A fontos és bizalmas munkakörökről, valamint a biztonsági ellenőrzés szintjéről
- 115/2003. (XI. 13.) FVM rendelet A Mezőgazdasági Parcella Azonosító Rendszerről
- 73/2003. (XI. 13.) GKM-FVM együttes rendelet Az állatszállítás állatvédelmi szabályairól szóló 52/2003. (VIII. 15.) GKM-FVM együttes rendelet módosításáról
- 65/2003. (XI. 18.) ESZCSM rendelet Az emberi felhasználásra kerülő gyógyszerek és tápszerek társadalombiztosítási támogatásának 2003. szeptember hónapra történő elszámolásakor alkalmazandó korrekciós hányados értékéről
- 116/2003. (XI. 18.) FVM rendelet A sertések jelöléséről, valamint Egységes Nyilvántartási és Azonosítási Rendszeréről
- 74/2003. (XI. 18.) GKM rendelet A közúti járművezetők pályaalkalmassági vizsgálatáról szóló 11/1988. (XII. 20.) KM-BM együttes rendelet módosításáról
- 75/2003. (XI. 18.) GKM rendelet A Gazdasági Minisztérium vállalkozási célelőirányzatainak szabályozásáról szóló 1/2001. (I. 5.) GM rendelet módosításáról
- 26/2003. (XI. 21.) PM rendelet Az országkockázat tőkekövetelményéről szóló 16/2001. (III. 9.) PM rendelet, valamint a befektetési vállalkozások országkockázatának tőkekövetelményéről szóló 8/2002. (II. 20.) PM rendelet módosításáról
- 76/2003. (XI. 24.) GKM rendelet A hajózási képesítésekről szóló 15/2001. (IV. 27.) KöViM rendelet módosításáról
- 17/2003. (XI. 24.) KvVM rendelet A Környezetvédelmi és Vízügyi Minisztérium, valamint szervei szolgálati titokkörének megállapításáról szóló 9/2002. (XII. 23.) KvVM rendelet módosításáról
- 117/2003. (XI. 26.) FVM rendelet A cukorrépa minimumáráról, valamint a kristálycukor 2003/2004.évi intervenciós áráról és irányáráról
- 118/2003. (XI. 26.) FVM rendelet A tehéntej irányáráról, a tejpor, illetve a vaj alsó és felső intervenciós áráról, valamint a közvetlen termelői támogatásokról szóló 27/2003. (III. 11.) FVM rendelet módosításáról
- 77/2003. (XI. 26.) GKM rendelet Az egyes közepes pontosságú hasáb és henger alakú súlyok műszaki és metrológiai követelményeiről, vizsgálatáról és hitelesítéséről szóló 6/2000. (II. 25.) GM rendelet módosításáról
- 30/2003. (XI. 26.) OM rendelet Az ipari és kereskedelmi szakképesítések szakmai és vizsgakövetelményeiről szóló 18/1995. (VI.6.) IKM rendelet módosításáról
- 44/2003. (XI. 27.) BM rendelet A polgári célú pirotechnikai tevékenységek engedélyezésével kapcsolatos eljárások igazgatási szolgáltatási díjairól
- 119/2003. (XI. 27.) FVM rendelet Az egyes szőlészeti és borászati szakigazgatási kérdésekről
- 78/2003. (XI. 27.) GKM rendelet A játszótéri eszközök biztonságosságáról
- 79/2003. (XI. 27.) GKM rendelet Az állami kezelésű autópályák használatának díjáról szóló 2/2003. (I.14.) GKM rendelet módosításáról
- 80/2003. (XI. 28.) GKM rendelet A lábbelik címkézéséről szóló 4/1998. (I. 16.) IKIM rendelet módosításáról
- 27/2003. (XI. 28.) PM rendelet Az adóteljesítmény számítási módjáról és az alkalmazásával megállapított értékhatárokról

##### December
- 45/2003. (XII. 2.) BM rendelet A helyi önkormányzatok iratkezelési mintaszabályzatáról szóló 38/1998. (IX.4.) BM rendelet módosításáról
- 46/2003. (XII. 2.) BM rendelet A közúti közlekedési nyilvántartásból teljesített adatszolgáltatás díjáról szóló 54/1999. (XII.25.) BM rendelet módosításáról
- 120/2003. (XII. 2.) FVM rendelet A zöldség-gyümölcs termelői értékesítő szervezeteket érintő nemzeti szabályozásról
- 28/2003. (XII. 2.) PM rendelet A gépjármű-szavatossági károk 1971. január 1. előtti rendszere alapján fizetett baleseti kártérítési járadékokról szóló 12/1998. (III. 27.) PM rendelet módosításáról
- 29/2003. (XII. 2.) PM rendelet A kötelező gépjármű-felelősségbiztosítás 1991. július 1. előtti rendszere alapján fizetett baleseti kártérítési járadékok emeléséről szóló 2/1997. (I.31.) PM rendelet módosításáról
- 30/2003. (XII. 2.) PM rendelet Az egyes szerencsejátékok engedélyezésével, lebonyolításával és ellenőrzésével kapcsolatos feladatok végrehajtásáról szóló 25/1991. (X.16.) PM rendelet módosításáról
- 15/2003. (XII. 4.) FMM rendelet A fontos és bizalmas munkakörökről, valamint a biztonsági ellenőrzés szintjéről
- 121/2003. (XII. 4.) FVM rendelet A húskészítmények és egyes egyéb állati eredetű termékek előállításának és forgalomba hozatalának élelmiszer-higiéniai feltételeiről szóló 20/2003. (II.28.) FVM rendelet módosításáról
- 122/2003. (XII. 4.) FVM rendelet A friss baromfihús előállításának és forgalomba hozatalának élelmiszer-higiéniai feltételeiről szóló 70/2002. (VIII. 15.) FVM rendelet módosításáról
- 123/2003. (XII. 4.) FVM rendelet A friss hús előállításának és forgalomba hozatalának élelmiszer-higiéniai feltételeiről szóló 100/2002. (XI. 5.) FVM rendelet módosításáról
- 24/2003. (XII. 4.) KüM-PM együttes rendelet A Kereskedelmi Vámtarifa kihirdetéséről szóló 64/1995. (XI. 24.) IKM-PM együttes rendelet módosításáról
- 31/2003. (XII. 4.) PM rendelet A jövedéki adóról és a jövedéki termékek forgalmazásának különös szabályairól szóló 1997. évi CIII. törvény egyes rendelkezéseinek végrehajtásáról szóló 35/1997. (XI. 26.) PM rendelet módosításáról
- 32/2003. (XII. 4.) PM rendelet A társasági adókedvezményhez kapcsolódóan bejelentett adatok módosításáról
- 47/2003. (XII. 9.) BM rendelet A belügyminiszter irányítása alá tartozó önálló szervezetek, valamint a hivatásos önkormányzati tűzoltóságok egyenruha-ellátásra jogosult személyi állománya Ruházati Szabályzatának kiadásáról szóló 21/1998. (IV.22.) BM rendelet módosításáról
- 124/2003. (XII. 9.) FVM rendelet A tehéntej termékpálya szabályozásáról szóló 5/1997. (I.30.) FM rendelet módosításáról
- 33/2003. (XII. 9.) HM rendelet A honvédelmi vonatkozású szolgálati titokkörökről szóló 11/1995. (XI. 14.) HM rendelet módosításáról
- 18/2003. (XII. 9.) KvVM-BM együttes rendelet A települések ár- és belvíz veszélyeztetettségi alapon történő besorolásáról
- 33/2003. (XII. 9.) PM rendelet A Wesselényi Miklós Ár- és Belvízvédelmi Kártalanítási Alap működésével összefüggő szabályokról
- 125/2003. (XII. 10.) FVM rendelet A 2003. évben fagykárt és aszálykárt szenvedett mezőgazdasági termelők végleges kárenyhítő támogatásának megállapításáról
- 81/2003. (XII. 10.) GKM rendelet A földgáztárolókhoz, a szállító- és elosztóvezetékekhez való hozzáférésnél elsőbbséget élvező fogyasztókról
- 82/2003. (XII. 10.) GKM rendelet A tengeri hajók felszereléseiről és ezek megfelelősége feltételeiről és tanúsításáról szóló 11/2002. (II.6.) KöViM rendelet módosításáról
- 19/2003. (XII. 10.) KvVM rendelet A hulladékok égetésének műszaki követelményeiről, működési feltételeiről és a hulladékégetés technológiai kibocsátási határértékeiről szóló 3/2002. (II.22.) KöM rendelet módosításáról
- 18/2003. (XII. 10.) NKÖM rendelet A szomszédos államokban élő magyarokról szóló 2001. évi LXII. törvény hatálya alá tartozó személyeket megillető kulturális kedvezményekről
- 66/2003. (XII. 11.) ESZCSM rendelet A képernyő előtti munkavégzés minimális egészségügyi és biztonsági követelményeiről szóló 50/1999. (XI. 3.) EüM rendelet módosításáról
- 67/2003. (XII. 11.) ESZCSM rendelet Az állatgyógyászati készítmények élelmiszerekben előforduló maradványának megengedhető mértékéről szóló 2/1999. (II. 5.) EüM rendelet módosításáról
- 83/2003. (XII. 11.) GKM rendelet A gépek biztonsági követelményeiről és megfelelőségének tanúsításáról szóló 21/1998. (IV. 17.) IKIM rendelet módosításáról
- 34/2003. (XII. 11.) PM-IHM együttes rendelet Az adókötelezettségnek az Adó- és Pénzügyi Ellenőrzési Hivatalhoz elektronikus úton történő teljesítésének szabályairól
- 48/2003. (XII. 13.) BM rendelet A polgári védelmi kötelezettségen alapuló polgári védelmi szervezetek létrehozásának, irányításának, anyagi-technikai ellátásának, illetőleg alkalmazásának szabályairól szóló 55/1997. (X. 21.) BM rendelet módosításáról [1]
- 68/2003. (XII. 13.) ESZCSM rendelet Az emberi felhasználásra kerülő gyógyszerek és tápszerek társadalombiztosítási támogatásának 2003. október hónapra történő elszámolásakor alkalmazandó korrekciós hányados értékéről
- 84/2003. (XII. 13.) GKM rendelet A textíliák nyersanyag-összetételének megadásáról szóló 5/1998. (I.16.) IKIM rendelet módosításáról
- 34/2003. (XII. 13.) HM rendelet A Magyar Honvédség egyes beosztásaihoz kapcsolódó munkaköri követelményekről szóló 20/2002. (IV.10.) HM rendelet módosításáról
- 69/2003. (XII. 16.) ESZCSM rendelet A foglalkozási betegségek és fokozott expozíciós esetek bejelentéséről és kivizsgálásáról szóló 27/1996. (VIII. 28.) NM rendelet módosításáról
- 126/2003. (XII. 16.) FVM rendelet Az Állatorvostudományi Egyetem Igazságügyi Felülvéleményező Bizottsága, valamint az Igazságügyi Mezőgazdasági Szakértői Bizottság működéséről szóló 60/1994. (XI. 8.) FM rendelet módosításáról
- 85/2003. (XII. 16.) GKM rendelet Az egyes fogyasztási cikkek behozatalának 2004. I-IV. hónapokra vonatkozó szabályozásáról
- 86/2003. (XII. 16.) GKM rendelet Az egyes földgázipari vállalkozások adatszolgáltatásainak rendjéről
- 87/2003. (XII. 16.) GKM rendelet A háztartási villamos sütők energiafelhasználásának ismérveiről való tájékoztatásról
- 88/2003. (XII. 16.) GKM rendelet A háztartási légkondicionáló berendezések energiafelhasználásának ismérveiről való tájékoztatásról
- 89/2003. (XII. 16.) GKM rendelet A bányafelügyelet hatáskörébe tartozó tevékenység során bekövetkezett súlyos üzemzavar és súlyos munkabaleset bejelentésének és vizsgálatának rendjéről szóló biztonsági szabályzat közzétételéről
- 90/2003. (XII. 16.) GKM rendelet Az utak építésének, forgalomba helyezésének és megszüntetésének engedélyezéséről szóló 15/2000. (XI. 16.) KöViM rendelet módosításáról
- 91/2003. (XII. 16.) GKM rendelet Az országos közutak építésfelügyeleti ellenőrzési eljárásáról és az eljárással összefüggő szakmai vizsgálatról
- 20/2003. (XII. 16.) KvVM rendelet A Kámoni Arborétum Természetvédelmi Terület bővítéséről és határainak módosításáról
- 127/2003. (XII. 17.) FVM rendelet Egyes agrártámogatási földművelésügyi és vidékfejlesztési miniszteri rendeletek módosításáról és hatályon kívül helyezéséről
- 92/2003. (XII. 17.) GKM rendelet Az egyes fejezeti kezelésű előirányzatokkal kapcsolatos eljárásirendről szóló 40/2003. (VI. 19.) GKM rendelet módosításáról
- 93/2003. (XII. 17.) GKM rendelet A belföldi helyközi (távolsági) menetrend szerinti autóbusz-közlekedés, valamint a nevelési-oktatási intézmények által rendelt belföldi autóbusz különjáratok legmagasabb díjairól szóló 39/1999. (XII. 20.) KHVM rendelet módosításáról
- 31/2003. (XII. 17.) OM rendelet A jogi és igazgatási felsőoktatás szakirányú továbbképzési szakjainak képesítési követelményeiről
- 49/2003. (XII. 18.) BM rendelet A Budapest Ferihegy Nemzetközi Repülőtér hivatásos tűzoltóságának működéséről, fenntartásáról és fejlesztéséről szóló 8/1997. (II. 12.) BM rendelet módosításáról
- 50/2003. (XII. 18.) BM rendelet A légiközlekedés védelme érdekében ellenőrzés alá vonható munkavállalók köréről
- 70/2003. (XII. 18.) ESZCSM rendelet A gyógyszerek kereskedelmi árréséről szóló 19/2001. (V. 23.) EüM rendelet módosításáról
- 94/2003. (XII. 18.) GKM rendelet A cseppfolyós propán-, butángázok és ezek elegyei tartályban vagy palackban történő forgalmazásának szabályairól és hatósági felügyeletéről
- 95/2003. (XII. 18.) GKM rendelet A Gazdasági és Közlekedési Minisztérium, valamint a közvetlen felügyelete alatt álló szervek, továbbá a kijelölt szervezetek polgári védelmi feladatairól és a tevékenység irányításáról
- 96/2003. (XII. 18.) GKM rendelet Földgáz közüzemi díjainak megállapításáról
- 97/2003. (XII. 18.) GKM rendelet A kedvezményes gázellátás igénybevételéről szóló 50/2003. (VIII. 14.) GKM rendelet módosításáról
- 98/2003. (XII. 18.) GKM rendelet A belföldi közforgalmú menetrend szerinti vasúti személyszállítás legmagasabb díjairól szóló 28/1996. (XII.20.) KHVM rendelet módosításáról
- 38/2003. (XII. 18.) IM rendelet A cégbejegyzési eljárás és a cégnyilvántartás egyes kérdéseiről szóló 8/1998. (V.23.) IM rendelet, valamint a Cégközlönyben megjelenő közlemények közzétételéről és költségtérítéséről szóló 9/1998. (V.23.) IM rendelet módosításáról
- 51/2003. (XII. 19.) BM rendelet A Riasztási és Segítségnyújtási Tervről, a hivatásos önkormányzati és az önkéntes tűzoltóságok működési területéről, valamint a tűzoltóságok vonulásaival kapcsolatos költségek megtérítéséről szóló 2/2003. (I. 14.) BM rendelet módosításáról
- 128/2003. (XII. 19.) FVM rendelet A Géntechnológiai Eljárásokat Véleményező Bizottság szervezetéről és működéséről
- 39/2003. (XII. 19.) IM rendelet A közjegyzői díjszabásról szóló 14/1991. (XI. 26.) IM rendelet módosításáról
- 40/2003. (XII. 19.) IM rendelet Az Igazságügyi Minisztérium Pártfogó Felügyelői Szolgálatánál foglalkoztatottak képesítési követelményeiről, munkaköri elnevezéseiről és ügyviteli vizsgájáról szóló 19/2003. (VI. 24.) IM rendelet módosításáról
- 41/2003. (XII. 19.) IM rendelet A bírósági eljárásban megállapítható ügyvédi költségekről szóló 32/2003. (VIII. 22.) IM rendelet módosításáról
- 42/2003. (XII. 19.) IM rendelet A jogi segítői névjegyzék vezetésének részletes szabályairól
- 21/2003. (XII. 19.) KvVM rendelet Az állami tulajdonú közüzemi vízműből szolgáltatott ivóvízért, illetőleg az állami tulajdonú közüzemi csatornamű használatáért fizetendő díjakról szóló 47/1999. (XII. 28.) KHVM rendelet módosításáról
- 19/2003. (XII. 19.) NKÖM rendelet Egyes ingatlanok műemlékké nyilvánításáról, illetve műemléki védettségének megszüntetéséről
- 35/2003. (XII. 19.) PM rendelet Az illeték megállapításának mellőzéséről szóló 40/2001. (XI. 7.) PM rendelet módosításáról
- 99/2003. (XII. 20.) GKM rendelet A mérésügyi igazgatási szolgáltatások igénybevételéért fizetendő díjak megállapításáról szóló 78/1997. (XII. 30.) IKIM rendelet módosításáról
- 100/2003 (XII. 20.) GKM rendelet A gázszerelők nyilvántartásáról szóló 26/2000. (VII. 28.) GM rendelet módosításáról
- 43/2003. (XII. 20.) IM rendelet A bírósági végrehajtói díjszabásról szóló 14/1994. (IX. 8.) IM rendelet módosításáról
- 36/2003. (XII. 20.) PM-IHM együttes rendelet A nemzetközi gyorspostaforgalomra vonatkozó egyes vámszabályokról
- 37/2003. (XII. 20.) PM-BM együttes rendelet A helyi önkormányzatokat 2001. és 2002. évben megillető normatív állami hozzájárulásokról, normatív, kötött felhasználású támogatásokról, személyi jövedelemadóról, valamint a helyi önkormányzatok bevételeinek aránytalanságát mérséklő kiegészítésről, illetve beszámításról szóló 3/2001. (I.30.) és a rendelet kiegészítéséről szóló 24/2002. (VII.9.) PM-BM együttes rendelet végrehajtásáról
- 25/2003. (XII. 21.) KüM-PM együttes rendelet Kedvezményes vámkontingens megnyitásáról egyes gabonatermékekre vonatkozóan
- 26/2003. (XII. 21.) KüM-PM együttes rendelet A 2004. évi GATT kedvezményes vámkontingensekről
- 27/2003. (XII. 21.) KüM-PM együttes rendelet A Magyar Köztársasággal szabadkereskedelmi megállapodást kötött országokból származó egyes árukra vonatkozó kedvezményes vámkontingensekről
- 28/2003. (XII. 21.) KüM-PM együttes rendelet A Kereskedelmi Vámtarifa kihirdetéséről szóló 64/1995. (XI. 24.) IKM-PM együttes rendelet módosításáról
- 29/2003. (XII. 21.) KüM-PM együttes rendelet A Kereskedelmi Vámtarifa 2004. évi alkalmazásáról
- 32/2003. (XII. 21.) OM rendelet A közalkalmazottak jogállásáról szóló 1992. évi XXXIII. törvény felsőoktatásban való végrehajtásáról szóló 33/2000. (XII. 26.) OM rendelet módosításáról
- 33/2003. (XII. 21.) OM rendelet A közalkalmazottak jogállását érintő kérdésekről szóló 30/2000. (X. 11.) OM rendelet módosításáról
- 34/2003. (XII. 21.) OM rendelet A szakmai vizsga szervezésére való jogosultság feltételeiről
- 35/2003. (XII. 21.) OM rendelet Az Idegen Nyelvi Továbbképző Központ működéséről és feladatairól szóló 8/1978. (VIII. 25.) OM rendelet hatályon kívül helyezéséről
- 71/2003. (XII. 23.) ESZCSM rendelet Az emberi felhasználásra kerülő gyógyszerek törzskönyvezéséről és a forgalomba hozataluk engedélyezéséről szóló 12/2001. (IV. 12.) EüM rendelet módosításáról
- 72/2003. (XII. 23.) ESZCSM rendelet Az egészségügyi dolgozók rendtartásáról szóló 11/1972. (VI. 30.) EüM rendelet módosításáról
- 73/2003. (XII. 23.) ESZCSM rendelet A háziorvosi, házi gyermekorvosi és fogorvosi tevékenységről szóló 4/2000. (II. 25.) EüM rendelet módosításáról
- 74/2003. (XII. 23.) ESZCSM rendelet Az egészségügyről szóló 1997. évi CLIV. törvénynek a szerv- és szövetátültetésre, valamint -tárolásra és egyes kórszövettani vizsgálatokra vonatkozó rendelkezései végrehajtásáról szóló 18/1998. (XII. 27.) EüM rendelet módosításáról
- 75/2003. (XII. 23.) ESZCSM rendelet A foglalkozási eredetű rákkeltő anyagok elleni védekezésről és az általuk okozott egészségkárosodások megelőzéséről szóló 26/2000. (IX.30.) EüM rendelet módosításáról
- 76/2003. (XII. 23.) ESZCSM rendelet A munkavállalóknak a munka közbeni zajexpozíció okozta kockázatok elleni védelméről szóló 18/2001. (IV.28.) EüM rendelet módosításáról
- 77/2003. (XII. 23.) ESZCSM rendelet A munkavállalók munkahelyen történő egyéni védőeszköz használatának minimális biztonsági és egészségvédelmi követelményeiről szóló 65/1999. (XII. 22.) EüM rendelet módosításáról
- 78/2003. (XII. 23.) ESZCSM rendelet Az elsősorban hátsérülések kockázatával járó kézi tehermozgatás minimális egészségi és biztonsági követelményeiről szóló 25/1998. (XII. 27.) EüM rendelet módosításáról
- 79/2003. (XII. 23.) ESZCSM rendelet Egyes miniszteri rendeletek módosításáról
- 80/2003. (XII. 23.) ESZCSM rendelet A munkaköri, szakmai, illetve személyi higiénés alkalmasság orvosi vizsgálatáról és véleményezéséről szóló 33/1998. (VI. 24.) NM rendelet módosításáról
- 81/2003. (XII. 23.) ESZCSM rendelet A közvetlen lakossági fogyasztásra szánt hagyományos gyógynövény-drogokról és azok kiskereskedelemben szokásos kiszerelési egységeiről
- 129/2003. (XII. 23.) FVM-ESZCSM együttes rendelet Az élelmiszerek előállításának és forgalmazásának élelmiszer-higiéniai feltételeiről szóló 90/2003. (VII. 30.) FVM-ESZCSM együttes rendelet módosításáról
- 101/2003. (XII. 23.) GKM rendelet A nemzetközi közúti áru- és személyszállítás végzésének egyes feltételeiről
- 102/2003. (XII. 23.) GKM rendelet A közúti járművezetők pályaalkalmassági vizsgálatáról szóló 11/1988. (XII. 20.) KM-BM együttes rendelet módosításáról
- 82/2003. (XII. 26.) ESZCSM rendelet A gyógyszerek rendeléséről és kiadásáról szóló 3/1995. (II. 8.) NM rendelet módosításáról
- 83/2003. (XII. 26.) ESZCSM rendelet A társadalombiztosítási támogatással rendelhető gyógyszerekről és a támogatás összegéről szóló 1/2003. (I. 21.) ESZCSM rendelet módosításáról
- 36/2003. (XII. 27.) OM rendelet a szomszédos államokban élő magyarokról szóló 2001. évi LXII. törvény oktatást érintő rendelkezéseinek végrehajtásáról szóló 47/2001. (XII. 29.) OM rendelet módosításáról
- 37/2003. (XII. 27.) OM rendelet az Országos Képzési Jegyzékről
- 52/2003. (XII.27.) BM rendelet Az anyakönyvekről, a házasságkötési eljárásról és a névviselésről szóló 6/2003. (III.7.) BM rendelet és a hatósági erkölcsi bizonyítványról szóló 6/2000. (II.11.) BM rendelet módosításáról
- 53/2003. (XII.27.) BM rendelet A választási adatszolgáltatásokért fizetendő igazgatási szolgáltatási díjakról szóló 10/1998. (II.20.) BM rendelet módosításáról
- 54/2003. (XII.27.) BM rendelet Az egyéni vállalkozói igazolvánnyal rendelkező vállalkozók központi nyilván-tartásából teljesített adatszolgáltatás igazgatási szolgáltatási díjáról szóló 28/2000. (X.27.) BM rendelet módosításáról
- 55/2003. (XII.27.) BM rendelet Az úti okmányok központi nyilvántartásából teljesített adatszolgáltatás igazgatási szolgáltatási díjáról szóló 15/2001. (VII.5.) BM rendelet módosításáról
- 56/2003. (XII.27.) BM rendelet A polgárok személyi adatainak és lakcímének nyilvántartásából teljesített adatszolgáltatásokért, valamint a kapcsolatfelvétel céljából való megkeresésért, illetőleg értesítésért fizetendő igazgatási szolgáltatási díjról szóló 25/2000. (IX.1.) BM rendelet módosításáról
- 57/2003. (XII.27.) BM rendelet A közúti közlekedési igazgatási feladatokról, a közúti közlekedési okmányok kiadásáról és visszavonásáról szóló 35/2000. (XI.30.) BM rendelet módosításáról
- 103/2003. (XII.27.) GKM rendelet A hagyományos vasúti rendszerek kölcsönös átjárhatóságáról
- 44/2003. (XII.27.) IM-BM-PM együttes rendelet A pártfogó ügyvéd és a kirendelt védő részére megállapítható díjról és költségekről szóló 7/2002. (III.30.) IM rendelet módosításáról
- 15/2003. (XII.27.) IHM rendelet A rádió és televízió műsorszórás legmagasabb díjairól szóló 2/2003. (II.7.) IHM rendelet módosításáról
- 16/2003. (XII.27.) IHM rendelet Az elektronikus hírközlési előfizetői szerződésekre és azok megkötésére vonatkozó részletes szabályokról
- 17/2003. (XII.27.) IHM rendelet A számhordozási központi referencia adatbázisról
- 18/2003. (XII.27.) IHM rendelet Az elektronikus hírközlési szolgáltatások költségszámítására vonatkozó szabályokról
- 19/2003. (XII.27.) IHM rendelet Az elektronikus hírközlési tevékenység elkülönítéséről, valamint az elektronikus hírközlési szolgáltatók számviteli nyilvántartásai elkülönített vezetésének részletes szabályairól
- 20/2003. (XII.27.) IHM rendelet A Nemzeti Hírközlési Hatóság egyes eljárásaiért fizetendő igazgatási szolgáltatási díjakról
- 21/2003. (XII.27.) IHM rendelet A hírközlési hatóság piacfelügyeleti tevékenységéről és a piacfelügyeleti díj mértékéről szóló 24/2001. (XII.22.) MeHVM rendelet módosításáról
- 22/2003. (XII.27.) IHM rendelet A közcélú távközlő-hálózatok azonosítóinak felosztási tervéről szóló 10/2001. (III.27.) MeHVM rendelet módosításáról
- 22/2003. (XII.27.) KvVM rendelet A 140 kWth és az ennél nagyobb, de 50 MWth-nál kisebb névleges bemenő hőteljesítményű tüzelőberendezések légszennyező anyagainak technológiai kibocsátási határértékeiről szóló 23/2001. (XI.13.) KöM rendelet módosításáról
- 38/2003. (XII.27.) PM rendelet A fejlesztési célú adókedvezmény engedélyezése iránti eljárás kezdeményezéséért fizetendő igazgatási szolgáltatási díjról szóló 50/2002. (XII.29.) PM rendelet módosításáról
- 39/2003. (XII.27.) PM rendeletA költségvetési viszontgarancia vállalásának és érvényesítésének részletes szabályairól szóló 48/2002. (XII.28.) PM rendelet módosításáról
- 84/2003. (XII. 28.) ESZCSM rendelet Az orvosi szakmai kollégiumokról szóló 52/1999. (XI. 12.) EüM rendelet módosításáról
- 85/2003. (XII. 28.) ESZCSM rendelet A gyógyszerész szakmai kollégiumokról szóló 62/1999. (XII. 7.) EüM rendelet módosításáról
- 104/2003. (XII. 29.) GKM rendelet Egyes miniszteri rendeleteknek a csatlakozással összefüggésben szükséges módosításáról
- 105/2003. (XII. 29.) GKM rendelet Az átvételi kötelezettség alá eső villamos energia átvételének szabályairól és árainak megállapításáról szóló 56/2002. (XII.29.) GKM rendelet módosításáról
- 106/2003. (XII. 29.) GKM rendelet A villamosenergia-ellátásban alkalmazott általános rendszerhasználati díjak megállapításáról szóló 57/2002. (XII.29.) GKM rendelet módosításáról
- 107/2003. (XII. 29.) GKM rendelet A villamos energia, melegített víz és gőz hatósági árait és díjait érintő egyes miniszteri rendeletek módosításáról
- 108/2003. (XII.29.) GKM rendelet A földgáz rendszerhasználati díjak megállapításáról szóló 70/2003. (X.28.) GKM rendelet módosításáról
- 109/2003. (XII.29.) GKM rendelet Az Útfenntartási és -fejlesztési célelőirányzathoz kapcsolódó feladatok szabályozásáról
- 23/2003. (XII.29.) KvVM rendelet A biohulladék kezeléséről és a komposztálás műszaki követelményeiről
- 24/2003. (XII.29.) KvVM-GKM együttes rendelet A 140 kWth és az ennél nagyobb, de 50 MWth-nál kisebb bemenő hőteljesítményű, helyhez kötött gázturbinák légszennyező anyagainak technológiai kibocsátási határértékeiről szóló 7/1999. (VII.21.) KöM rendelet módosításáról
- 38/2003. (XII.29.) OM rendelet A Kiss Árpád Országos Közoktatási Szolgáltató Intézmény megszüntetéséről
- 39/2003. (XII.29.) OM rendelet Az Oktatáskutató Intézet megszüntetéséről
- 40/2003. (XII.29.) PM rendelet Az adójegy igénylésére, visszavételére, alkalmazására vonatkozó részletes szabályokról szóló 14/1998. (IV.30.) PM rendelet módosításáról
- 41/2003 (XII.29.) PM rendelet Az egyes, adózással összefüggő pénzügyminiszteri rendeletek módosításáról
- 42/2003. (XII.29.) PM rendelet A települési önkormányzat hatáskörébe tartozó adók és adók módjára behajtandó köztartozások nyilvántartásáról, kezeléséről és elszámolásáról szóló 13/1991. (V.21.) PM rendelet módosításáról
- 43/2003. (XII.29.) PM rendelet Az illetékekkel kapcsolatos ügyiratok kezeléséről, az illetékek kiszabásáról, elszámolásáról és könyveléséről szóló 32/1999. (XII.22.) PM rendelet módosításáról
- 44/2003. (XII.29.) PM rendelet A vámtörvény végrehajtásának részletes szabályairól szóló 10/1996. (III.25.) PM rendelet módosításáról
- 45/2003. (XII.29.) PM rendelet Az energiaadóról szóló 2003. évi LXXXVIII. törvényben megjelölt vámtarifa-számok alkalmazásáról
- 58/2003. (XII. 30.) BM rendelet A telepengedélyezési eljárásért fizetendő igazgatási szolgáltatás díjáról szóló 35/1999. (X. 13.) BM rendelet módosításáról
- 59/2003. (XII. 30.) BM rendelet Az egyes építményekkel, építési munkákkal és építési tevékenységekkel kapcsolatos építésügyi hatósági engedélyezési eljárásokról szóló 46/1997. (XII. 29.) KTM rendelet módosításáról
- 110/2003. (XII. 30.) GKM-BM együttes rendelet A közúti járművek forgalomba helyezésével és forgalomban tartásával, valamint környezetvédelmi felülvizsgálatával és ellenőrzésével kapcsolatos egyes díjakról szóló 11/1998. (IV. 17.) KHVM-BM együttes rendelet módosításáról
- 25/2003. (XII. 30.) KvVM rendelet A használt és szennyvizek kibocsátási határértékeiről és alkalmazásuk szabályairól szóló 9/2002. (III. 22.) KöM-KöViM együttes rendelet módosításáról
- 26/2003. (XII. 30.) KvVM rendelet A környezetvédelmi felügyelőségek, a vízügyi felügyeletek és a nemzeti park igazgatóságok illetékességi, valamint a környezetvédelmi és vízügyi igazgatóságok működési területéről
- 130/2003. (XII. 31.) FVM rendelet Az egri borvidék védett eredetű borairól
- 35/2003. (XII. 31.) HM rendelet A katonák illetményéről és illetményjellegű juttatásairól, valamint a közalkalmazottak jutalmazásáról szóló 3/2002. (I. 25.) HM rendelet módosításáról

#### Kormányhatározatok

##### Január (1001−1005)
- 1001/2003. (I. 8.) Korm. határozat Az oktatási miniszter kormányzati felelősségi körébe tartozó egyes közalapítványok alapító okiratainak módosításáról
- 1002/2003. (I. 8.) Korm. határozat A bűnmegelőzés hatékonyságának növelése érdekében szükséges egyes kormányzati feladatokról
- 1003/2003. (I. 25.) Korm. határozat Az új Polgári törvénykönyv koncepciójának elfogadásáról, valamint a polgári jogi kodifikációról szóló 1050/1998. (IV. 24.) Korm. határozat időarányos végrehajtásáról és módosításáról
- 1004/2003. (I. 25.) Korm. határozat A közszolgálati ellenőrzések 2003. évi vizsgálati tárgyköreiről és a vizsgálat alá vont közigazgatási szervekről
- 1005/2003. (I. 30.) Korm. határozat A közigazgatási hatósági eljárás általános szabályairól szóló törvény szabályozási koncepciójáról

##### Február (1006−1012)
- 1006/2003. (II. 19.) Korm. határozat A Habsburg-kori Kutatások Közalapítvány alapító okiratának módosításáról
- 1007/2003. (II. 20.) Korm. határozat A Kossuth- és Széchenyi-díj Bizottság tagjainak kinevezéséről
- 1008/2003. (II. 20.) Korm. határozat Államtitkári juttatások megállapításáról
- 1009/2003. (II. 20.) Korm. határozat Államtitkári juttatások megállapításáról
- 1010/2003. (II. 20.) Korm. határozat Az Integrációs Nagybizottság 2003. február 10-én tartott ülésével kapcsolatos kormányzati feladatokról
- 1011/2003. (II. 25.) Korm. határozat Az Idősügyi Tanács működéséről és a működésével összefüggő kérdésekről szóló 1138/2002. (VIII. 9.) Korm. határozat módosításáról
- 1012/2003. (II. 25.) Korm. határozat A II. középtávú, 2003-2006-ig szóló fogyasztóvédelmi politikáról

##### Március (1013−1026)
- 1013/2003. (III. 4.) Korm. határozat A DUNAFERR Dunai Vasmű Rt. és a DUNAFERR Cégcsoport privatizációjáról és a térségben jelentkező problémák megoldásához szükséges intézkedésekről
- 1014/2003. (III. 4.) Korm. határozat Neumann János születése 100. évfordulójának megünnepléséről
- 1015/2003. (III. 4.) Korm. határozat A Közalapítvány a Budapesti Német Nyelvű Egyetemért Alapító Okiratának módosításáról
- 1016/2003. (III. 18.) Korm. határozat A Magyar Köztársaság Kiváló Művésze, a Magyar Köztársaság Érdemes Művésze és a Magyar Köztársaság Babérkoszorúja díjak 2003. évi adományozásáról
- 1017/2003. (III. 18.) Korm. határozat A közszolgálati műsorszolgáltatók és a nemzeti hírügynökség európai uniós csatlakozással kapcsolatos tájékoztatási feladatainak költségvetési többlettámogatásáról
- 1018/2003. (III. 18.) Korm. határozat Az Állami Privatizációs és Vagyonkezelő Részvénytársaság Felügyelő Bizottsága elnökének kinevezéséről
- 1019/2003. (III. 18.) Korm. határozat A Széchenyi Kártya program folytatásának feltételeiről
- 1020/2003. (III. 27.) Korm. határozat A 2003. január 1. és 2006. december 31. közötti időszakra szóló középtávú terv a köztisztviselők továbbképzéséről és a közigazgatási vezetőképzésről
- 1021/2003. (III. 27.) Korm. határozat A köztisztviselők jogállásáról szóló 1992. évi XXIII. törvény hatálya alá tartozó szervek jegyzékéről szóló 1034/1992. (VII. 1.) Korm. határozat módosításáról
- 1022/2003. (III. 27.) Korm. határozat A Duna és a Tisza árvízvédelmi műveinek felülvizsgált fejlesztési feladatairól, valamint a Tisza-völgy árvízi biztonságának növelésére vonatkozó koncepcióról (a Vásárhelyi-terv továbbfejlesztése)
- 1023/2003. (III. 27.) Korm. határozat A Kormány ügyrendjéről szóló 1088/1994. (IX. 20.) Korm. határozat módosításáról
- 1024/2003. (III. 27.) Korm. határozat Az Atlanti Kutató és Kiadó Közalapítvány Alapító Okiratának módosításáról
- 1025/2003. (III. 27.) Korm. határozat Dr. Soós Adrianna kormánymegbízottá történő kinevezéséről
- 1026/2003. (III. 31.) Korm. határozat A köztisztviselők jogállásáról szóló 1992. évi XXIII. törvény hatálya alá tartozó szervek jegyzékéről készült 1034/1992. (VII. 1.) Korm. határozat kiegészítéséről

##### Április (1027−1039)
- 1027/2003. (IV. 3.) Korm. határozat Az Állami Privatizációs és Vagyonkezelő Részvénytársaság igazgatósági tagjának kinevezéséről
- 1028/2003. (IV. 3.) Korm. határozat A Zánkai Gyermek és Ifjúsági Centrum, Oktatási és Üdültetési Közhasznú Társaság alapításáról szóló 1008/1996. (II. 7.) Korm. határozat módosításáról
- 1029/2003. (IV. 3.) Korm. határozat A kedvezőtlen besorolású térségekben gazdálkodó mezőgazdasági termelők éven túli hitelterheit mérséklő programról
- 1030/2003. (IV. 9.) Korm. határozat A Nemzeti Fejlesztési Terv elfogadásáról és a Kohéziós Alap Stratégiáról
- 1031/2003. (IV. 9.) Korm. határozat Az egységes digitális rádiótávközlő rendszer kialakításáról
- 1032/2003. (IV. 16.) Korm. határozat Az Országos Foglalkoztatási Közalapítvány Alapító Okiratának módosításáról
- 1033/2003. (IV. 18.) Korm. határozat A Tudomány- és Technológiapolitikai Kollégiumról, valamint atudomány- és technológiapolitika kormányzati irányítási ésvégrehajtási rendszerének megújításával kapcsolatos feladatokról
- 1034/2003. (IV. 24.) Korm. határozat A Kormány által alapított közalapítványok és alapítványok kormányzati felelőseiről és egyes feladatokról
- 1035/2003. (IV. 24.) Korm. határozat A Kábítószerügyi Koordinációs Bizottság létrehozásáról szóló 1039/1998. (III.31.) Korm. határozat módosításáról
- 1036/2003. (IV. 24.) Korm. határozat A MÁV Rt. üzletviteléhez (személyszállítási közszolgáltatói tevékenység és a kincstári tulajdonú pályavasút működtetése) szükséges forgóeszközpótló hitelhez, valamint egy, a járműfelújítást szolgáló hosszú lejáratú kölcsönhöz kapcsolódó állami kezességvállalásról
- 1037/2003. (IV. 24.) Korm. határozat A Neumann-év Emlékbizottság létrehozásáról és a Neumann-év megrendezésével kapcsolatos feladatokról
- 1038/2003. (IV. 24.) Korm. határozat A Strukturális Alapok és a Kohéziós Alap felhasználására történő felkészítésről, valamint Strukturális Alapok és Kohéziós Alap Képzőközpont (SAKK) létrehozásáról
- 2083/2003. (IV. 24.) Korm. határozat Az integrált folyógazdálkodás megvalósításáról
- 1039/2003. (IV. 30.) Korm. határozat Az egészségügyi dolgozók ügyeleti rendszerére vonatkozó közösségi joganyag és az ehhez kapcsolódó bírósági gyakorlat vizsgálatáról

##### Május (1040−1049)
- 1040/2003. (V. 7.) Korm. határozat Államtitkári juttatások visszavonásáról
- 1041/2003. (V. 7.) Korm. határozat A Magyarországi Zsidó Örökség Közalapítvány Alapító Okiratának módosításáról
- 1042/2003. (V. 15.) Korm. határozat A volt egyházi ingatlanok tulajdoni helyzetének rendezésére létrejött egyeztető bizottságok elnökének megbízásáról
- 1043/2003. (V. 19.) Korm. határozat A Kormány kabinetjeiről szóló 1107/2002. (VI. 18.) Korm. határozat módosításáról
- 1044/2003. (V. 23.) Korm. határozat A Wesselényi Miklós Sport Közalapítvány alapító okiratának módosításáról
- 1045/2003. (V. 28.) Korm. határozat A keleti piaci gazdasági kapcsolatok fejlesztéséért felelős kormánybiztos feladat- és hatásköréről
- 1046/2003. (V. 28.) Korm. határozat A deregulációs tevékenység szervezeti és eljárási rendjéről, valamint a 2003. évi deregulációs programról
- 1047/2003. (V. 28.) Korm. határozat A Magyar Katolikus Egyház számára 2003. évben rendezésre javasolt ingatlanokról és az e célra elkülönített költségvetési keret felosztásáról
- 1048/2003. (V. 28.) Korm. határozat A budapesti 4-es - Budapest Kelenföldi pályaudvar-Bosnyák tér közötti - metróvonal első szakasza megépítésének állami támogatásáról
- 1049/2003. (V. 28.) Korm. határozat A nyári olimpiai és paralimpiai játékok magyarországi megrendezésével összefüggő feladatokról

##### Június (1050−1060)
- 1050/2003. (VI. 4.) Korm. határozat A forint euróhoz viszonyított középárfolyamának megállapításáról
- 1051/2003. (VI. 7.) Korm. határozat A köztisztviselők jogállásáról szóló 1992. évi XXIII. törvény hatálya alá tartozó szervek jegyzékéről szóló 1034/1992. (VII. 1.) Korm. határozat módosításáról
- 1052/2003. (VI. 13.) Korm. határozat A Rákóczi-szabadságharc kitörése 300. évfordulójának megünnepléséről
- 1053/2003. (VI. 13.) Korm. határozat Deák Ferenc születése 200. évfordulójának megünnepléséről
- 1054/2003. (VI. 13.) Korm. határozat A 2001. évi árvíz során károsodott Szabolcs-Szatmár-Bereg megyei települések helyreállításának, újjáépítésének egyes kérdéseiről
- 1055/2003. (VI. ?) Korm. határozat ?
- 1056/2003. (VI. 20.) Korm. határozat A Kitüntetési Bizottságról és az állami kitüntetések adományozásának rendjéről szóló 1130/2002. (VII. 24.) Korm. határozat módosításáról
- 1057/2003. (VI. 20.) Korm. határozat A közoktatás tankönyvellátásához 2003. évben szükséges állami készfizető kezességvállalásról
- 1058/2003. (VI. 20.) Korm. határozat Tízezer rászoruló és fogyatékkal élő gyermek ingyenes nyári üdültetéséről
- 1059/2003. (VI. 20.) Korm. határozat Államtitkári juttatások visszavonásáról
- 1060/2003. (VI. 20.) Korm. határozat Államtitkári juttatások biztosításáról

##### Július (1061−1078)
- 1061/2003. (VII. 2.) Korm. határozat Az Új Kézfogás Közalapítvány Alapító Okiratának módosításáról
- 1062/2003. (VII. 2.) Korm. határozat A Magyarországi Református Egyház és a Magyarországi Evangélikus Egyház számára 2003. évben rendezésre javasolt ingatlanokról és az e célra elkülönített költségvetési keret felosztásáról
- 1063/2003. (VII. 15.) Korm. határozat A vidékpolitikai kormány-meghatalmazott kinevezéséről és feladatairól
- 1064/2003. (VII. 15.) Korm. határozat A Nemzeti Népesedési Program kidolgozásáról, a Népesedési Kormánybizottság létrehozásáról szóló 1069/2001. (VII. 10.) Korm. határozat módosításáról
- 1065/2003. (VII. 15.) Korm. határozat A mikro-, kis- és középvállalkozások hitelhez jutási lehetőségeinek javításáról
- 1066/2003. (VII. 18.) Korm. határozat A Tudomány- és Technológiapolitikai Kollégiumról, valamint a tudomány- és technológiapolitika kormányzati irányítási és végrehajtási rendszerének megújításával kapcsolatos feladatokról szóló 1033/2003. (IV. 18.) Korm. határozat módosításáról
- 1067/2003. (VII. 18.) Korm. határozat Az Állami Privatizációs és Vagyonkezelő Részvénytársaság Felügyelő Bizottsága tagjainak visszahívásáról és új tagok kinevezéséről
- 1068/2003. (VII. 18.) Korm. határozat Egyes kormányhatározatok módosításáról
- 1069/2003. (VII. 18.) Korm. határozat Magyarországi Zsidó Örökség Közalapítvány Alapító Okiratának módosításáról
- 1070/2003. (VII. 18.) Korm. határozat A nézőtéri erőszak - különösen a futballhuliganizmus - megelőzése, illetve visszaszorítása érdekében szükséges intézkedésekről
- 1071/2003. (VII. 18.) Korm. határozat A fagykárt és aszálykárt szenvedett mezőgazdasági termelők kárenyhítését szolgáló kormányzati intézkedésekről
- 1072/2003. (VII. 18.) Korm. határozat A Miniszterelnöki Hivatal politikai államtitkárainak feladatköréről szóló 27/2002. (VI. 7.) ME határozat módosításáról
- 1073/2003. (VII. 22.) Korm. határozat A Modigliani, Soutine és montparnasse-i barátaik című kiállításhoz kapcsolódó állami kezességvállalásról
- 1074/2003. (VII. 24.) Korm. határozat Az egységes digitális rádiótávközlő rendszer kialakításáról szóló 1031/2003. (IV. 9.) Korm. határozat módosításáról
- 1075/2003. (VII. 30.) Korm. határozat A Balatonnal kapcsolatos intézkedésekről
- 1076/2003. (VII. 30.) Korm. határozat A Vértesi Erőmű Rt. retrofit programja további finanszírozásáról és a társaság privatizációjáról szóló 1055/2003. (VI. 19.) Korm. határozat módosításáról
- 1077/2003. (VII. 30.) Korm. határozat A 2003-ban Békésy György Posztdoktori Ösztöndíjban és Széchenyi István Ösztöndíjban részesíthetők számáról
- 1078/2003. (VII. 30.) Korm. határozat A Versenyképességi Tanács létrehozásáról

##### Augusztus (1079−1087)
- 1079/2003. (VIII. 6.) Korm. határozat Államtitkári juttatások biztosításáról
- 1080/2003. (VIII. 8.) Korm. határozat Az általános gyermek- és ifjúsági baleset-biztosításról
- 1081/2003. (VIII. 9.) Korm. határozat Államtitkári juttatások biztosításáról
- 1082/2003. (VIII. 15.) Korm. határozat A Bajai Országos Közforgalmú Kikötő Ro-Ro termináljának vámúttá nyilvánításáról és határátkelőhely létesítéséről
- 1083/2003. (VIII. 15.) Korm. határozat A Deák Ferenc Ösztöndíj létrehozásáról
- 1084/2003. (VIII. 15.) Korm. határozat A Nemzetközi Pető András Közalapítvány Alapító Okiratának módosításáról
- 1085/2003. (VIII. 19.) Korm. határozat Az egészségügyi rendszer korszerűsítésének soron következő feladatairól
- 1086/2003. (VIII. 19.) Korm. határozat A Hadigondozottak Közalapítványa létrehozásáról szóló 1116/1994. (XII.9.) Korm. határozat mellékletét képező Alapító Okirat módosításáról
- 1087/2003. (VIII. 22.) Korm. határozat A Magyar Köztársaság Kormánya és Katar Állam Kormánya közötti Kulturális, Oktatási, Tudományos, Ifjúsági és Sport Együttműködési Egyezmény aláírásáról

##### Szeptember (1088−1098)
- 1088/2003. (IX. 4.) Korm. határozat A gazdaság felkészítése és mozgósítása szabályozásának egyes kérdéseiről
- 1089/2003. (IX. 4.) Korm. határozat A kutatás-fejlesztésről és a technológiai innovációról szóló törvény koncepciójáról
- 1090/2003. (IX. 9.) Korm. határozat A köztisztviselők jogállásáról szóló 1993. évi XXIII. törvény hatálya alá tartozó szervek jegyzékéről szóló 1034/1992. (VII. 1.) Korm. határozat módosításáról
- 1091/2003. (IX. 9.) Korm. határozat Az Európai Unió Kábítószer és Kábítószer-függőség Európai Megfigyelő Központja magyar nemzeti adatszolgáltató és kapcsolattartó szervének létrehozatalával kapcsolatos feladatokról
- 1092/2003. (IX. 9.) Korm. határozat A Közösségi Támogatási Keret és az Operatív Programok, valamint a Kohéziós Alap projektjeinek végrehajtásába bevonásra kerülő szervezetek felkészítésével és a közreműködő szervezetek kijelölésével kapcsolatos további feladatokról
- 1093/2003. (IX. 9.) Korm. határozat A Szabadságharcosokért Alapítványnak Szabadságharcosokért Közalapítvánnyá történő átalakításáról
- 1094/2003. (IX. 9.) Korm. határozat A helyi önkormányzatok és a nem állami fenntartók 2004. évi címzett támogatásainak döntés-előkészítéséről
- 1095/2003. (IX. 11.) Korm. határozat A köztisztviselők jogállásáról szóló 1992. évi XXIII. törvény hatálya alá tartozó szervek jegyzékéről szóló 1034/1992.(VII.1.) Korm. határozat módosításáról
- 1096/2003. (IX. 11.) Korm. határozat A közpénzek felhasználásáról, a köztulajdon használatának nyilvánosságáról, átláthatóbbá tételéről és ellenőrzésének bővítéséről szóló Üvegzseb törvényből eredő és az államháztartási információs és működési rendszer korszerűsítését szolgáló egyes feladatokról
- 1097/2003. (IX. 11.) Korm. határozat A Kábítószerügyi Koordinációs Bizottság létrehozásáról szóló 1039/1998. (III. 31.) Korm. határozat módosításáról
- 1098/2003. (IX. 22.) Korm. határozat A fagykárt és aszálykárt szenvedett mezőgazdasági termelők kárenyhítését szolgáló kormányzati intézkedésekről szóló 1072/2003. (VII. 18.) Korm. határozat módosításáról

##### Október (1099−1106)
- 1099/2003. (X. 1.) Korm. határozat Egyes kormányhatározatok hatályon kívül helyezéséről
- 1100/2003. (X. 3.) Korm. határozat Az Állami Privatizációs és Vagyonkezelő Részvénytársaság Versenyeztetési Szabályzatának jóváhagyásáról szóló 1057/1996. (V.30.) Korm. határozat módosításáról
- 1101/2003. (X. 10.) Korm. határozat A 2004-ben felvehető államilag finanszírozott hallgatói összlétszámról
- 1102/2003. (X. 16.) Korm. határozat A magyar-kínai gazdasági kapcsolatok fejlesztéséért felelős kormánymegbízott feladat- és hatásköréről
- 1103/2003. (X. 18.) Korm. határozat Összefogás a Budapesti Lakástalanokért és Hajléktalan Emberekért Közalapítvány létrehozásáról és a Nemzetközi Pikler Emmi Közalapítvány Alapító Okiratának módosításáról
- 1104/2003. (X. 21.) Korm. határozat A Holocaust Dokumentációs Központ és Emlékgyűjtemény Közalapítvány Alapító Okiratának módosításáról
- 1105/2003. (X. 28.) Korm. határozat A köztisztviselők jogállásáról szóló 1992. évi XXIII. törvény hatálya alá tartozó szervek jegyzékéről szóló 1034/1992. (VII. 1.) Korm. határozat módosításáról
- 1106/2003. (X. 31.) Korm. határozat A kormányzati létszámcsökkentésről
- 2263/2003.(X.27.) Korm. határozat A kormányzati létszámcsökkentésről és a létszámcsökkentés alapjául szolgáló intézkedési tervek elkészítéséről
- 2269/2003.(X.31.) Korm. határozat A Földhasználati és Vízgazdálkodási Stratégiai Nemzeti Bizottság létrehozásáról
- 2273/2003.(X.31.) Korm. határozat A közbeszerzésekről szóló törvényjavaslattal összefüggő feladatokról

##### November (1107−1118)
- 1107/2003. (XI. 5.) Korm. határozat A Tisza-völgy árvízi biztonságának növelését, valamint az érintett térség terület- és vidékfejlesztését szolgáló programról
- 1108/2003. (XI. 5.) Korm. határozat A Holocaust Emlékbizottság létrehozásáról
- 1109/2003. (XI. 5.) Korm. határozat A Magyar Mozgókép Közalapítvány Alapító Okiratának módosításáról
- 1110/2003. (XI. 5.) Korm. határozat A Tempus Közalapítvány Alapító Okiratának módosításáról
- 1112/2003. (XI. 11.) Korm. határozat A kormányzati európai uniós kommunikációról
- 1113/2003. (XI. 11.) Korm. határozat A közigazgatási szolgáltatások korszerűsítési programjáról
- 1114/2003. (XI. 13.) Korm. határozat Államtitkári juttatások biztosításáról
- 1115/2003. (XI.2 6.) Korm. határozat Az egészségügyi reformprogram végrehajtásának koordinálásáért felelős kormánybiztos feladat- és hatásköréről
- 1116/2003. (XI. 26.) Korm. határozat A Magyar Katolikus Egyház, a Magyarországi Evangélikus Egyház, a Magyarországi Zsidó Hitközségek és a Budai Szerb Ortodox Egyházmegye számára 2003. évben rendezésre javasolt ingatlanokról és az e célra elkülönített költségvetési keret felosztásáról
- 2283/2003.(XI. 26.) Korm. határozat Az ENSZ EGB Határokat átlépő vízfolyások és nemzetközi tavak védelméről és használatáról szóló Egyezmény részes feleinek harmadik értekezletén történő magyar részvételről
- 1117/2003. (XI. 28.) Korm. határozat A Velencei-tó – Vértes Kiemelt Üdülőkörzet Területfejlesztési Koncepciójáról
- 1118/2003. (XI. 28.) Korm. határozat Dr. Baráth Etele kormánymegbízott feladatairól

##### December (1119−1135)
- 2297/2003.(XII. 9.) Korm. határozat A Magyar Köztársaság Kormánya és Románia Kormánya között a határvizek védelme és fenntartható hasznosítása céljából folytatandó együttműködésről szóló egyezmény utólagos jóváhagyásáról
- 2304/2003.(XII. 9.) Korm. határozat A balatoni vízpart rehabilitáció megvalósítására vonatkozó intézkedésekről szóló 1212/2002.(XII. 21.) Korm. határozat módosításáról
- 1119/2003. (XII. 10.) Korm. határozat A kormányzati képviselet ellátásáról a Magyar Köztársaság és az Apostoli Szentszék között az 1997. június 20-án aláírt Megállapodás áttekintésére
- 1120/2003. (XII. 10.) Korm. határozat Egyes, az egyházi kulturális örökség értékeinek rekonstrukciója és egyéb beruházások előirányzat felosztásáról szóló kormányhatározatok módosításáról
- 1121/2003. (XII. 10.) Korm. határozat A Betegjogi, Ellátottjogi és Gyermekjogi Közalapítvány Alapító Okiratának módosításáról
- 1122/2003.(XII. 11.) Korm. határozat A hágai Nemzetközi Bíróság bős-nagymarosi vízlépcsőrendszerrel kapcsolatos döntéséből adódó kormányzati feladatokról
- 1123/2003. (XII. 11.) Korm. határozat A Nemzeti Kutatási és Technológiai Hivatal létrehozásával kapcsolatos feladatokról
- 1124/2003. (XII. 11.) Korm. határozat A Nemzeti Kataszteri Program 2004-2007 közötti szakaszának finanszírozásához szükséges állami kezességvállalásról
- 1125/2003. (XII. 11.) Korm. határozat A köztisztviselők jogállásáról szóló 1992. évi XXIII. törvény hatálya alá tartozó szervek jegyzékéről szóló 1034/1992. (VII. 1.) Korm. határozat módosításáról
- 1126/2003. (XII. 12.) Korm. határozat A Magyar Információs Társadalom Stratégiáról és annak végrehajtásáról
- 1127/2003. (XII. 17.) Korm. határozat A vállalatok és gazdálkodó szervezetek fizetésképtelenségi törvényének előkészítéséről
- 1128/2003. (XII. 17.) Korm. határozat A kormányzati főtisztviselői és a központi tiszti címre vonatkozó pályázatokat véleményező bizottság elnökének és tagjainak felkéréséről
- 1129/2003. (XII. 24.) Korm. határozat A közcélú magánbefektetéseket mozgósító egészségügyi fejlesztések megalapozásáért felelős kormánymeghatalmazott megbízásáról
- 1130/2003. (XII. 24.) Korm. határozat A köztisztviselők jogállásáról szóló 1992. évi XXIII. törvény hatálya alá tartozó szervek jegyzékéről szóló 1034/1992. (VII. 1.) Korm. határozat módosításáról
- 1131/2003. (XII. 24.) Korm. határozat A közcélú egyházi feladatokhoz ingatlanjuttatás 2002. évi központi költségvetési támogatás felosztásáról szóló 1041/2002. (IV. 26.) Korm. határozat módosításáról
- 1132/2003. (XII. 24.) Korm. határozat Az Erzsébet Téri Kulturális Központ és Millenniumi Park megvalósításának finanszírozásához kapcsolódó állami kezességvállalás meghosszabbításáról
- 1133/2003. (XII. 24.) Korm. határozat Az Országház és a budai Millenáris Park 2004. évi látogatásáról
- 1134/2003. (XII. 24.) Korm. határozat Az Avicenna, Közel-kelet Kutatások Közalapítvány Alapító Okiratának módosításáról
- 1135/2003. (XII. 24.) Korm. határozat Magyarországi Zsidó Örökség Közalapítvány Alapító Okiratának módosításáról

## Európai Unió
- Az Európai Parlament és a Tanács 2003/33/EK irányelve (2003. május 26.) a tagállamok dohánytermékek reklámozására és szponzorálására vonatkozó törvényi, rendeleti és közigazgatási rendelkezéseinek közelítéséről [4]

### A Tanács rendeletei
- a Tanács 1383/2003/EK rendelete az egyes szellemi tulajdonjogokat feltehetően sértő áruk elleni vámhatósági intézkedésekről és az ilyen jogokat ténylegesen sértő áruk ellen hozandó intézkedésekről